# Église Saint-Laurent de Rocquemont
L'église Saint-Laurent est une église catholique paroissiale située à Rocquemont, dans le département de l'Oise, en France. Elle a été construite à la fin de la période romane, vers 1130, et ne comporte à l'origine qu'un vaisseau unique. L'adjonction de bas-côtés et de croisillons à la période gothique transforme la silhouette de l'église et modifie les élévations latérales de la nef romane et de la base du clocher, mais tous leurs éléments d'origine restent visibles à l'intérieur. Il faut notamment citer les deux voûtes d'ogives précoces du chœur, qui sont parmi les premières du département. Elles sont simples et robustes, et tel est le caractère de l'ensemble de l'église, hormis le portail occidental du milieu du XIIe siècle, qui fait preuve d'une certaine recherche. L'église Saint-Laurent ne se démarque donc pas par le raffinement de son architecture, mais par sa rusticité, ce qui n'empêche pas un appareillage et des finitions soignés et des proportions harmonieuses. Elle est inscrite aux monuments historiques depuis 1951, et a été restaurée d'une façon intelligente à la fin du XXe siècle et au début du XXIe siècle. L'ambiance du XVIIIe siècle a ainsi pu être restituée, ce qui fait aujourd'hui le principal intérêt de l'église. Elle possède encore sa clôture du chœur en fer forgé de 1758, et des retables baroques en pierre et en bois du XVIIe siècle. Dans la nef, des peintures murales discrètes animent les murs. La sobriété de l'espace intérieur favorise le recueillement.

## Localisation

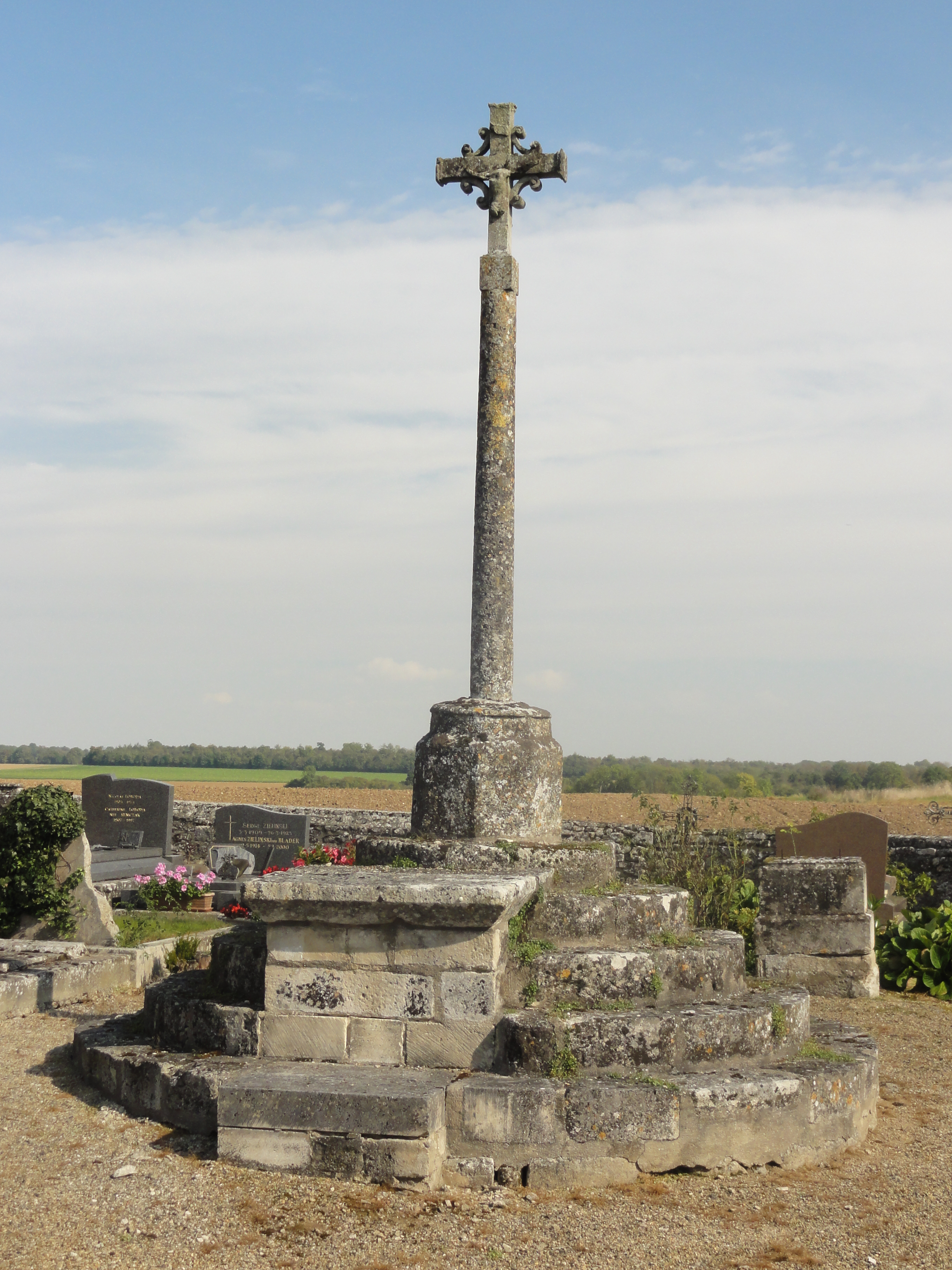
Croix de cimetière.

L'église Saint-Laurent est située en France, en région Hauts-de-France et dans le département de l'Oise, près de Crépy-en-Valois, sur la commune de Rocquemont, à la limite est du village, rue de l'Église. Elle est entourée de l'enclos du cimetière, qui s'étend essentiellement au sud. Depuis la rue, il faut gravir quelques marches d'escalier pour accéder au cimetière, qui est établi en léger surplomb de la rue.
En se rendant vers le portail de l'église, l'on passe près de la croix de cimetière, qui date du XVIe siècle, et a été inscrite monument historique par arrêté du 26 janvier 2007. Le Christ en croix est mutilé ; au revers, le crucifix arbore un vieillard barbu. Les quatre branches de la croix sont reliées par des volutes. La croix est placée sur un haut fût monolithique, qui repose sur une base octogonale à tore aplati et ressaut chanfreinée. Cet ensemble trône sur un piédestal à gradins de plan circulaire, dans lequel un autel de pierre (refaite) est intégrée.
À l'ouest de l'église, seulement un étroit passage reste libre entre le porche de l'église et le mur de clôture du terrain voisin. Le chevet donne sur un chemin rural. L'église est donc entièrement dégagée d'autres édifices. Elle est bâtie à une altitude de 101,5 m.

## Histoire
Rocquemont est mentionné pour la première fois comme Rocum Mons dans le récit de la translation des reliques de saint Arnould, qui date du début du XIe siècle. Vers 935, l'abbé Constance dérobe une partie des reliques du saint à Saint-Arnoult-en-Yvelines. Lors de son périple vers Crépy-en-Valois, il fait halte à Rocquemont. À Crépy, le comte Raoul II de Vexin fonde une collégiale pour accueillir les reliques, probablement entre 935 et 943. Il est à l'origine du prieuré Saint-Arnoul, qui subsiste en partie. Si l'histoire civile de Rocquemont est en partie connue, et du reste assez complexe, l'histoire de son église et de son paroisse restent dans l'ombre. Il n'est pas exclu que l'église actuelle soit la première église paroissiale du village. Elle date de la période comprise entre 1130 et 1150 environ pour ses parties les plus anciennes, et se compose alors d'une nef unique, d'une base de clocher, en même temps première travée du chœur, et d'une abside au chevet plat. Le saint patron de l'église est saint Laurent de Rome ; le patron secondaire est saint Denis de Paris. Sous l'Ancien Régime, la paroisse dépendent du doyenné de Crépy du diocèse de Senlis. Le collateur de la cure est l'évêque de Senlis. Il est à noter que l'église Saint-Laurent n'est pas l'unique édifice religieux de la commune : la ferme du hameau du Plessis-Châtelain comporte une chapelle, qui comporte des éléments de style gothique rayonnant de la limite du XIIIe / XIVe siècle. Depuis la Révolution française, c'est une propriété privée,,.

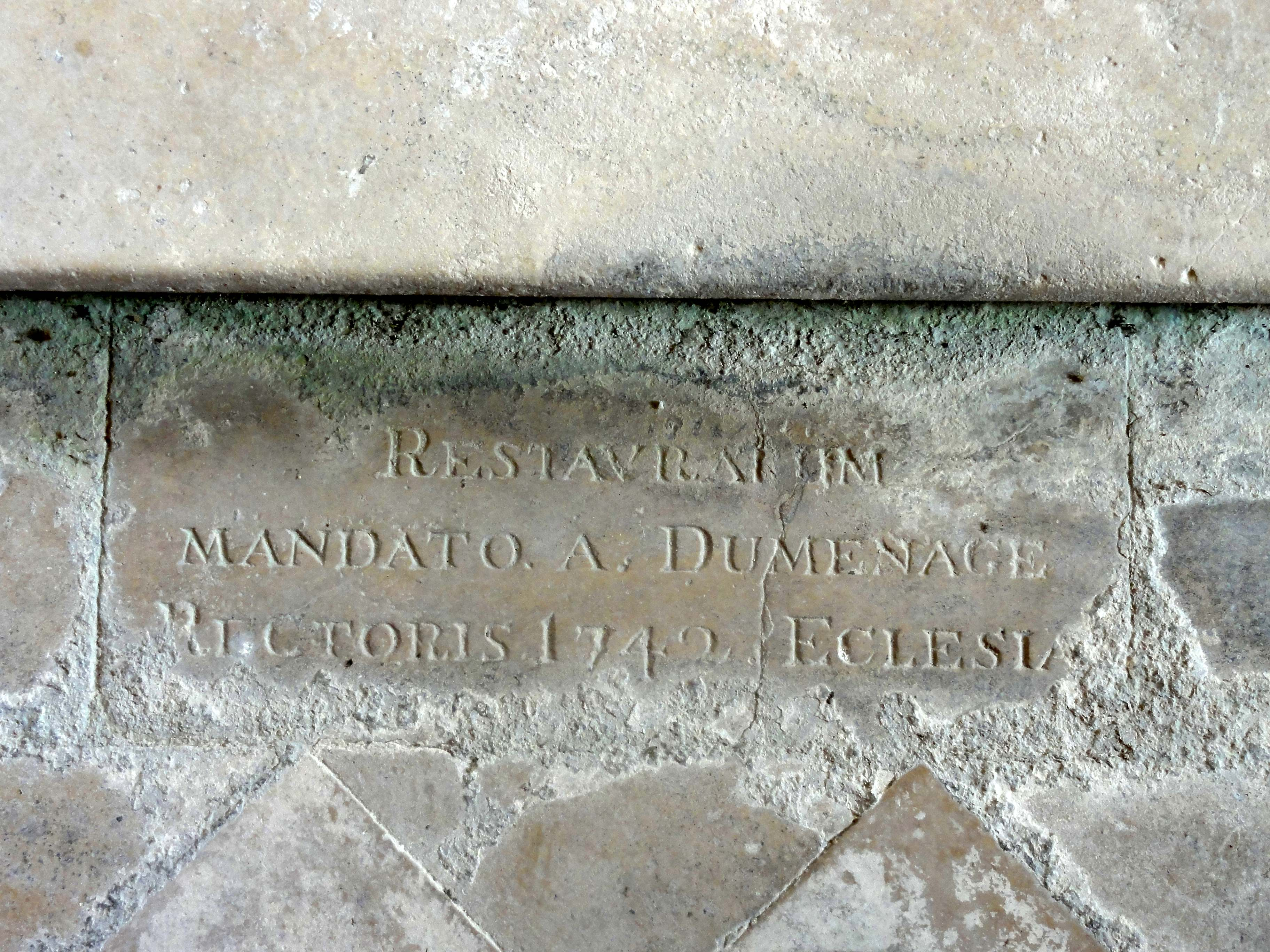
Pierre commémorative de la restauration en 1742.

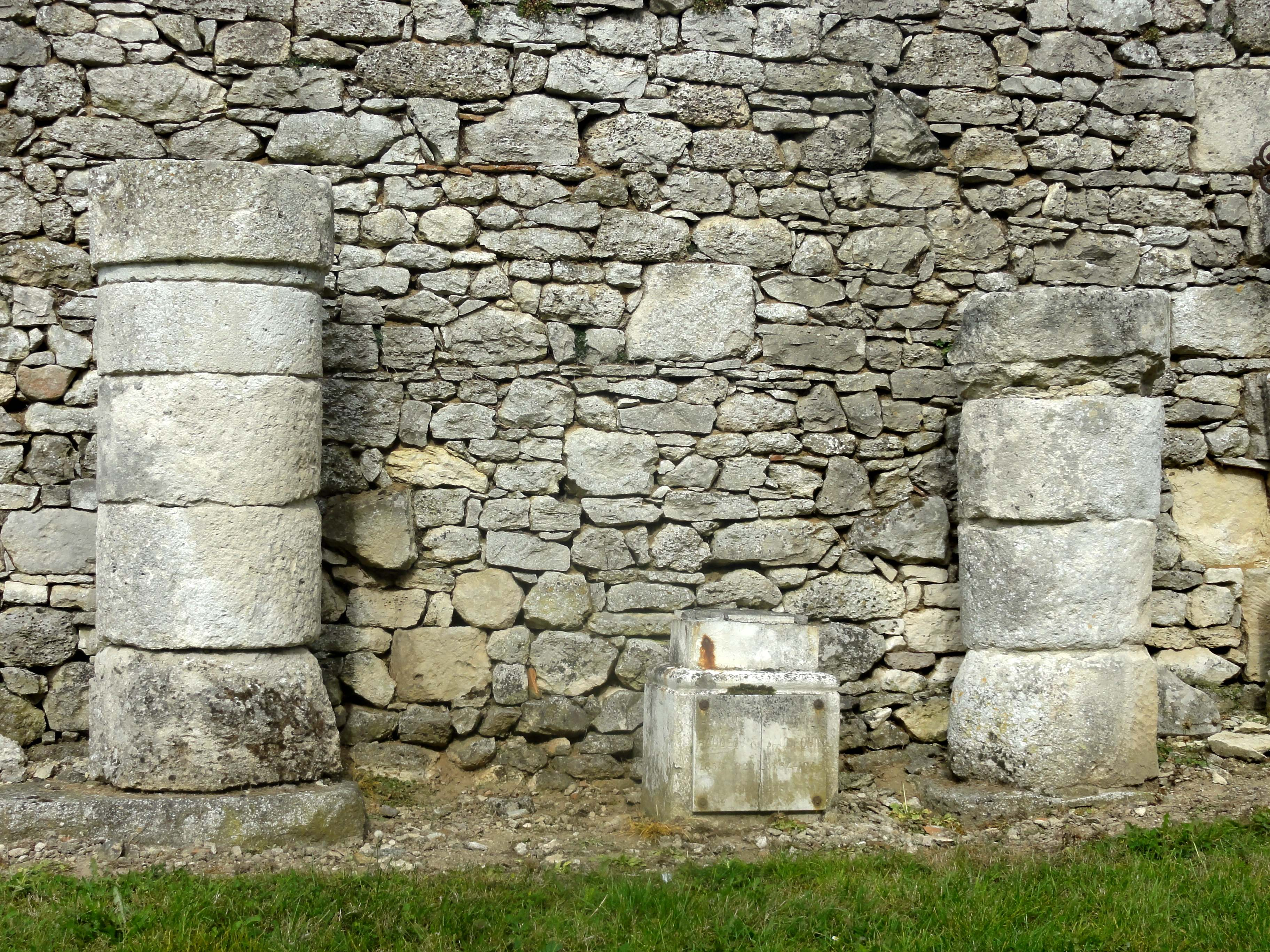
Tambours des colonnes du porche déposés lors de la restauration.

L'église du second quart du XIIe siècle est de style roman. Le portail occidental a été complété après l'achèvement de l'église, vers 1150, et annonce déjà le style gothique. Au cours des siècles, l'église est agrandie à deux ou trois reprises. Dominique Vermand hésite au sujet de la datation des grandes arcades de la nef et des bas-côtés. En 1996, il pense qu'ils datent des alentours de 1160, et que la troisième grande arcade au nord et au sud auraient été agrandies au XIIIe siècle. En 2004, et sans expliquer son avis, l'auteur revient sur son point de vue, et penche maintenant pour une date postérieure à la guerre de Cent Ans, voire pendant la première moitié du XVIe siècle. La nef et les bas-côtés sont du reste pratiquement passés sous silence dans la brochure de 2004, et la description montrera que les indices parlent en faveur d'une datation haute (voir ci-dessous). — Vers le milieu du XIIIe siècle, deux chapelles sont construites au nord et au sud de la base du clocher, qui devient ainsi la croisée du transept. Les baies latérales de l'étage du clocher sont obturées par les toitures des chapelles, ce qui conduit au percement de baies abat-son dans les murs-pignon du clocher. Indépendamment de ces travaux, mais à la même époque, trois niches sont ménagées dans l'épaisseur du mur méridional de l'abside romane, dont l'une accueille une piscine liturgique. Au XVIe siècle, un porche est ajouté devant le portail occidental ; les bas-côtés sont peut-être construits ; une tourelle d'escalier est édifiée dans l'angle entre bas-côté sud et croisillon sud afin de faciliter l'accès aux combles et au clocher ; et une sacristie est bâtie dans l'angle entre croisillon nord et l'abside. Selon une plaque commémorative faisant partie du dallage du chœur, l'église est restaurée en 1742 : « Restavratum Mandato A. Dumenage Rectoris 1742 Eclesiæ ». L'éclairage des bas-côtés est amélioré grâce à deux lucarnes, deux au nord et deux au sud. Au XIXe siècle, le pignon occidental de la nef est exhaussé, et nef et bas-côtés sont recouvertes par un toit unique à deux rampants. Deux des lucarnes datent peut-être seulement de cette époque. L'église Saint-Laurent est inscrite aux monuments historiques par arrêté du 23 février 1951,,. Sous l'impulsion de l'Association pour la restauration de l'église de Rocquemont, elle est intégralement restaurée à la fin du XXe siècle et l'année 2010.
Sous la Révolution française, le diocèse de Senlis est supprimé, et le département de l'Oise est entièrement intégré dans le diocèse de Beauvais, puis celui-ci est annexé au diocèse d'Amiens. Le concordat de 1801 confirme la suppression du diocèse de Senlis. En 1822, le diocèse de Beauvais est rétabli, et Rocquemont en fait désormais partie à l'instar de toutes les communes de l'Oise. Rocquemont n'est plus une paroisse indépendante, et réunie dans un premier temps à la succursale de Trumilly. Vers le milieu du XXe siècle, celle-ci est à son tour intégrée dans la paroisse d'Auger-Saint-Vincent. Elle se maintient jusqu'en 1996, quand les quarante-cinq paroisses actuelles sont définies. Dès lors, Auger-Saint-Vincent forme une communauté de la paroisse Saint-Sébastien de Crépy-en-Valois. L'église Saint-Laurent a presque perdu sa vie spirituelle, et n'accueille des célébrations eucharistiques qu'environ deux à trois fois par an, le dimanche à 9 h 30.

## Description

### Aperçu général

Plan de l'église.

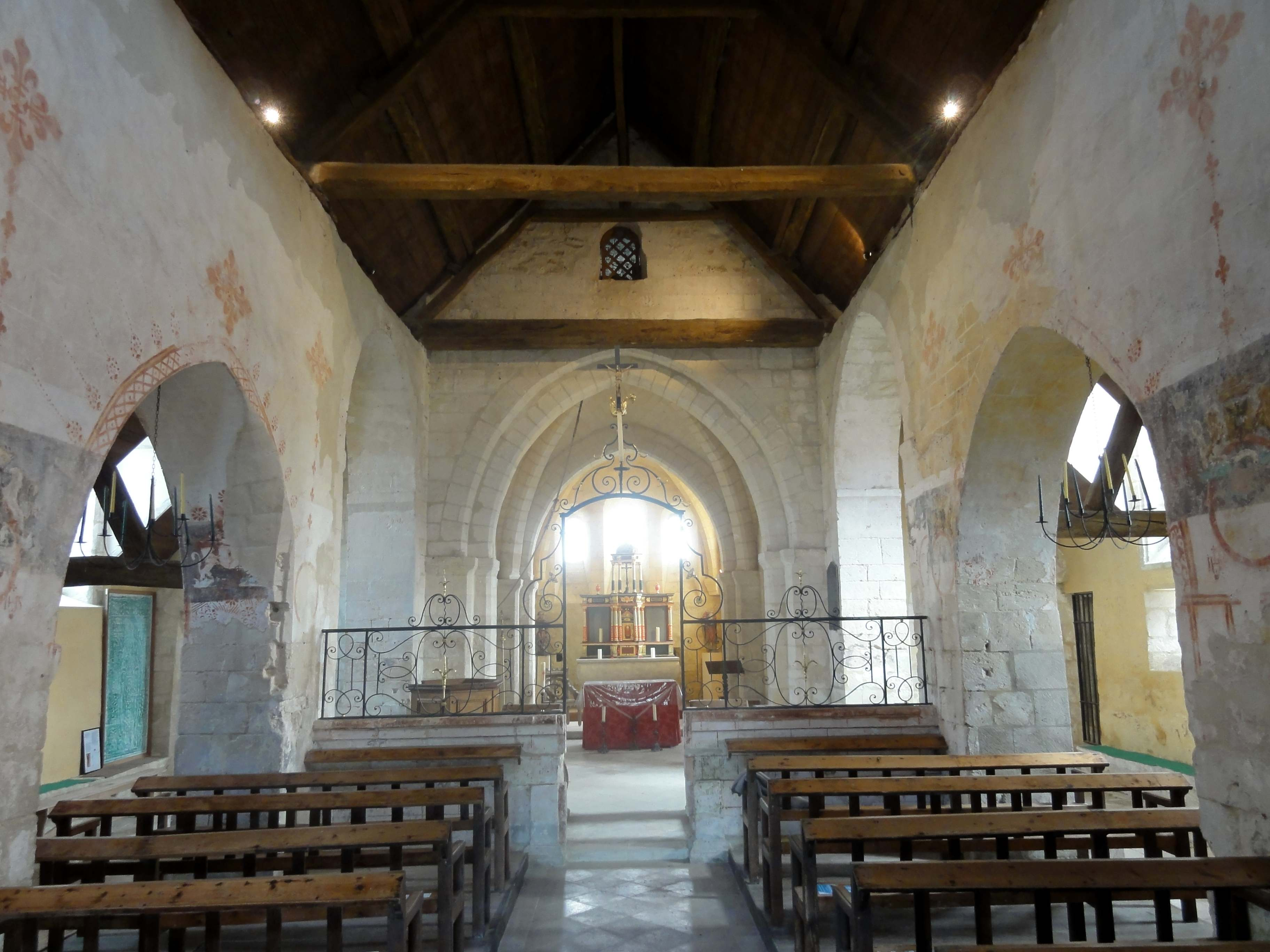
Nef, vue vers l'est.

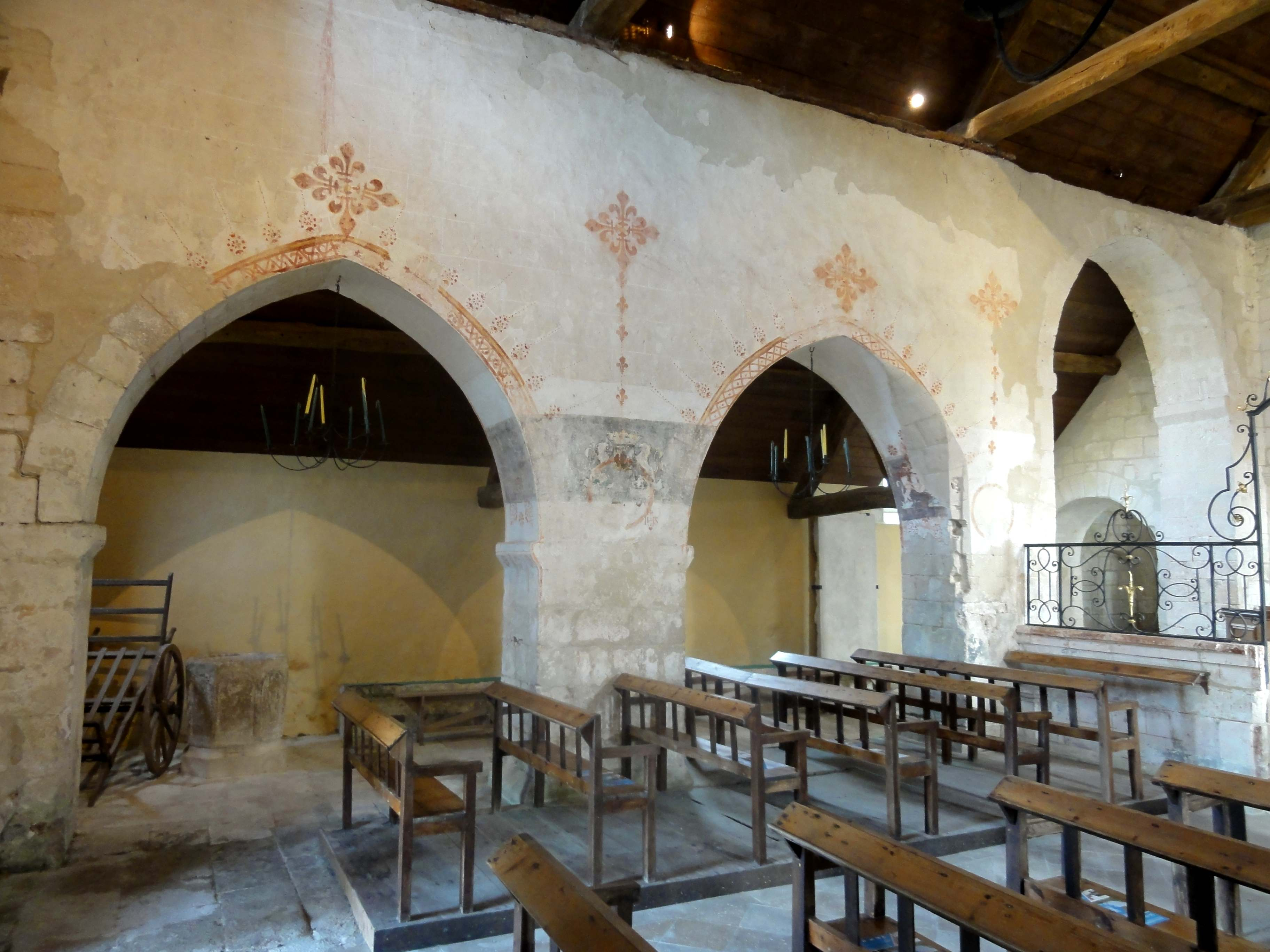
Nef, élévation nord.

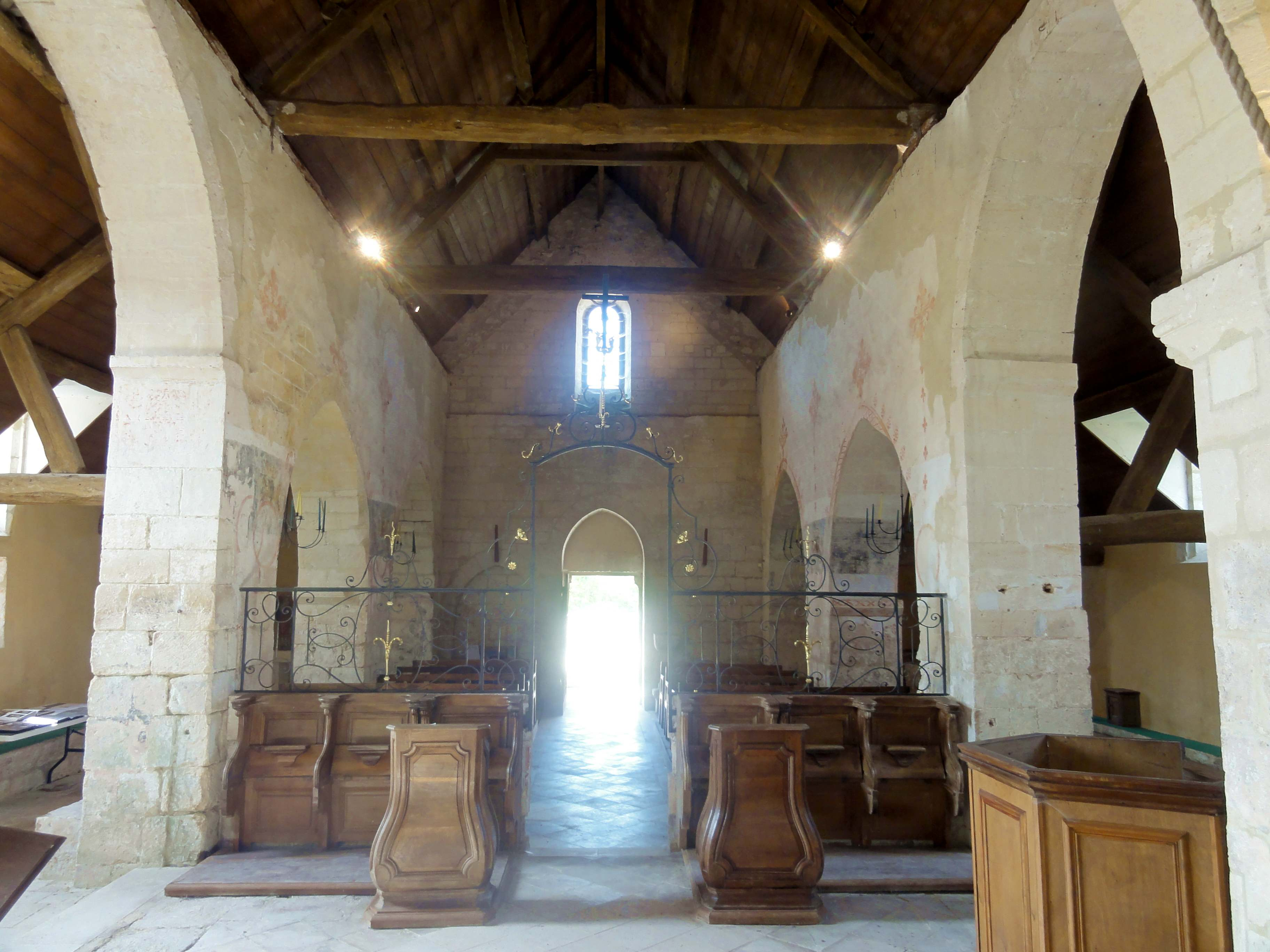
Nef, vue vers l'ouest.

Régulièrement orientée, l'église se compose d'un petit porche devant le portail occidental ; d'une nef aveugle de trois travées accompagnée de deux bas-côtés ; d'une base du clocher transformée ultérieurement en croisée du transept ; de deux croisillons ; d'une abside au chevet plat ; et d'une chapelle latérale nord, transformée en sacristie. Une tourelle d'escalier occupe l'angle entre bas-côté sud et croisillon sud. Le transept et l'abside sont les seules parties de l'église qui sont voûtées d'ogives. La nef et ses bas-côtés sont recouverts ensemble par une toiture unique à deux rampants. Les croisillons, l'abside et la sacristie sont recouverts par des toits indépendants en bâtière. Celui de la sacristie est parallèle au toit de l'abside. Le clocher est en bâtière.

### Intérieur

#### Nef et bas-côtés
L'église du second quart du XIIe siècle est d'une extrême simplicité et dépourvue de toute décoration architecturale à l'intérieur. C'est une réalisation économique mais solide, et tout à fait à la hauteur des techniques de construction de son époque, comme le montrent le portail occidental et le voûtement d'ogives des parties orientales du vaisseau central. L'on note également la belle qualité de l'appareil en pierres de taille. Ceci n'empêche pas que l'intérieur de la nef paraît pauvre, et ne présente qu'un faible intérêt architectural. Son attrait réside dans son ambiance du XVIIIe siècle, que l'on a su restituer grâce à des restaurations intelligentes. La charpente (qui date en réalité du XIXe siècle est apparente, au lieu d'être dissimulée par une fausse voûte en berceau en bois plâtré, comme c'est encore le cas à Béthisy-Saint-Martin, Ormoy-Villers, Rully et Saint-Vaast-de-Longmont. Tout le mobilier plus récent, dont les statues sulpiciennes du XIXe siècle, a été supprimé. Les bancs de fidèles sont anciens et homogènes. Fait rare, la grille du chœur en fer forgé reste en place ; elle date de 1758 et prend appui sur un muret entre la seconde et la troisième travée. C'est un travail fin et délicat, dont l'effet est loin de celui d'une barrière visuelle. Sur les murs latéraux, la litre funéraire aux armes des Lancy de Raray a été dégagé des badigeons, et les peintures murales à caractère ornemental ont été remises au jour. Elles comportent des frises rustiques autour des grandes arcades ; des fleurettes et des monogrammes IHS réalisées au pochoir ; des chutes de fleurs de lys au-dessus des piliers des grandes arcades ; et des motifs composés de quatre grandes fleurs de lys en haut des piliers, ainsi qu'au-dessus du sommet des grandes arcades. Ces décors sont réalisés en ocre rouge et jaune.
Les murs gouttereaux sont de hauteur médiocre. Chacun était initialement ajouré de deux fenêtres en plein cintre. Les traces de la seconde fenêtre du sud restent visibles à droite de la dernière grande arcade (en regardant depuis le nord). Elle a été supprimée lors de la construction des grandes arcades. Comme probablement à Béthisy-Saint-Martin, Saintines et Saint-Maximin, et contrairement à Auger-Saint-Vincent, Ormoy-Villers et Saint-Vaast-de-Longmont, elles n'ont pas simplement été découpées dans les murs existants, mais ont fait l'objet d'une reprise en sous-œuvre. Elles ont été appareillées d'un simple rang de claveaux, et les piliers ont été munis d'impostes au profil rudimentaire d'un méplat et d'un biseau (sauf à l'est de la seconde grande arcade). La troisième grande arcade est plus haute que les autres, sans doute pour souligner son appartenance au chœur liturgique. Si Dominique Vermand n'avait pas daté les arcades de la période gothique, les tailloirs primitifs auraient pu suggérer l'époque romane, car ils évoquent des dispositions similaires dans les bases des clochers de Morienval et Saint-Maximin, et dans les nefs de Cinqueux et Rhuis, par exemple. De plus, le décor géométrique peint n'est pas très éloigné du décor gravé de la fin du XIe siècle. En même temps, la forme en tiers-point des grandes arcades ne permet pas une date de construction antérieure au second quart du XIIe siècle, et la faible hauteur des murs gouttereaux s'oppose à une coexistence des fenêtres hautes et des grandes arcades (au moins en ce qui est des hautes arcades de la troisième travée). Les arcades en tiers-point apparaissent pour la première fois dans la région autour de 1130, dans le chœur de Morienval, au transept de Rieux et dans la nef de Villers-Saint-Paul.
Le mur occidental est libre de décor peint, et fait clairement apparaître l'exhaussement du pignon, qui a été réalisé en moellons noyés dans un mortier. Le pignon est ajouré d'une grande fenêtre en plein cintre largement ébrasée, au-dessus de laquelle l'épaisseur du mur augmente légèrement grâce à un ressaut. Le portail occidental s'ouvre par une étroite arcade en tiers-point, et bien que le portail ait été modifié quelques années après l'achèvement du reste de l'église, l'appareil est parfaitement homogène avec le mur, et les assises sont situées au même niveau que sur les murs latéraux. À gauche du portail, le mur est agrémenté d'une arcature aveugle, qui n'a curieusement pas son équivalent à droite. Les bas-côtés font honneur à leur nom, et leur toit descend effectivement très bas, comme à Auger-Saint-Vincent, Ormoy-Villers, Saint-Maximin et Saint-Vaast-de-Longmont. Les murs gouttereaux des bas-côtés sont loin d'atteindre la hauteur, déjà modeste, de ceux de la nef, dont la corniche est visible depuis l'intérieur des bas-côtés. Les plafonds sont simplement les revers lambrissés des toits en appentis. Le dallage en pierre calcaire et les bancs de pierre le long des murs et des piliers sont les seuls caractéristiques qui confèrent un peu de caractère aux bas-côtés. L'éclairage par des lucarnes évoque des greniers. De petites fenêtres rectangulaires existent également plus près du sol, ainsi que des fenêtres en plein cintre profondément ébrasées au revers de la façade occidentale. Ces fenêtres ne sont pas expliquées par Dominique Vermand, et devraient normalement confirmer la datation d'autour de 1160 initialement envisagée par le même auteur. Du reste, les fonts baptismaux du XIIe siècle occupent la première travée du bas-côté nord.

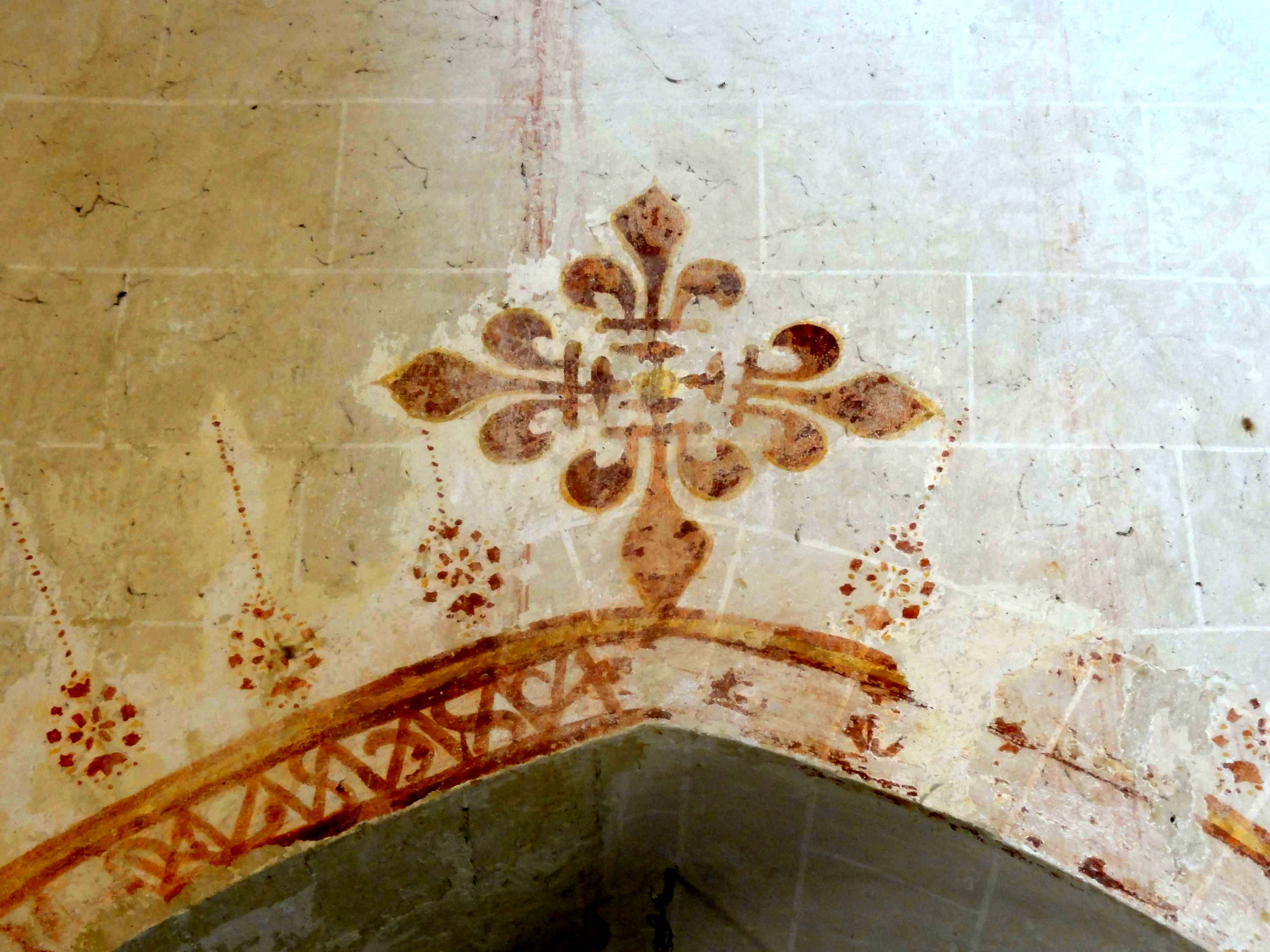
Peinture murale au nord de la nef.
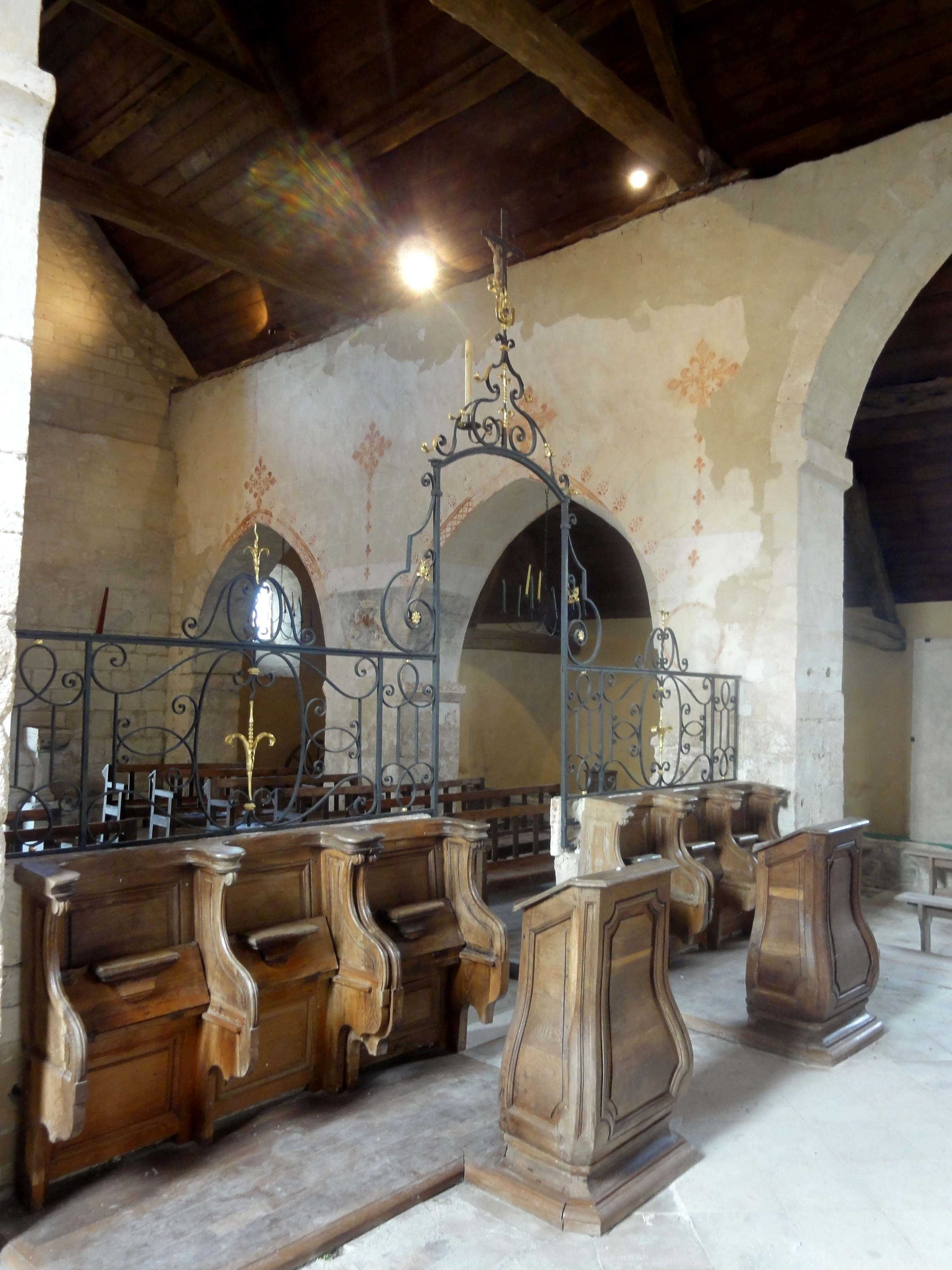
Nef, vue diagonale vers le nord-ouest.
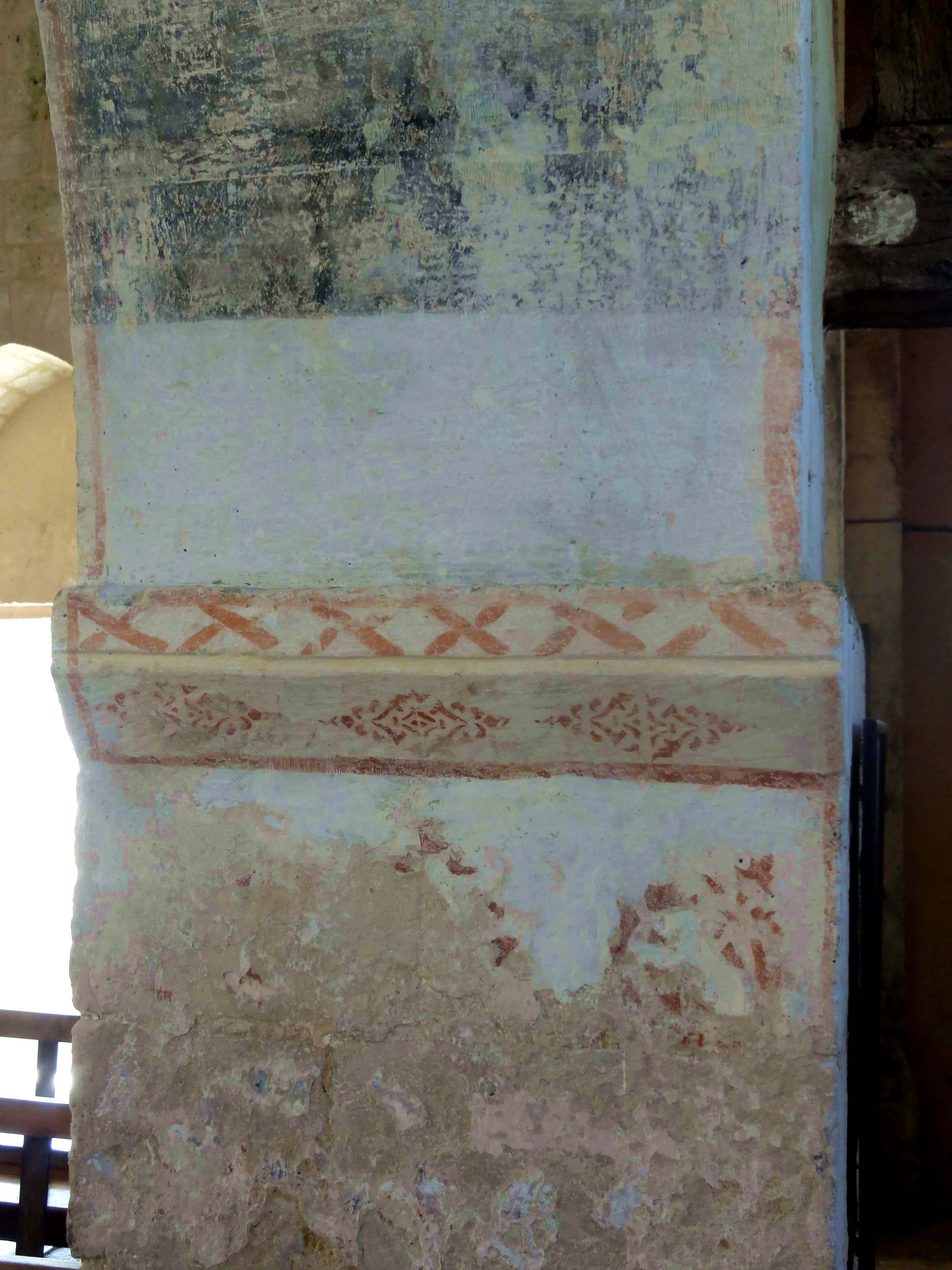
Imposte de la 2e grande arcade du nord.
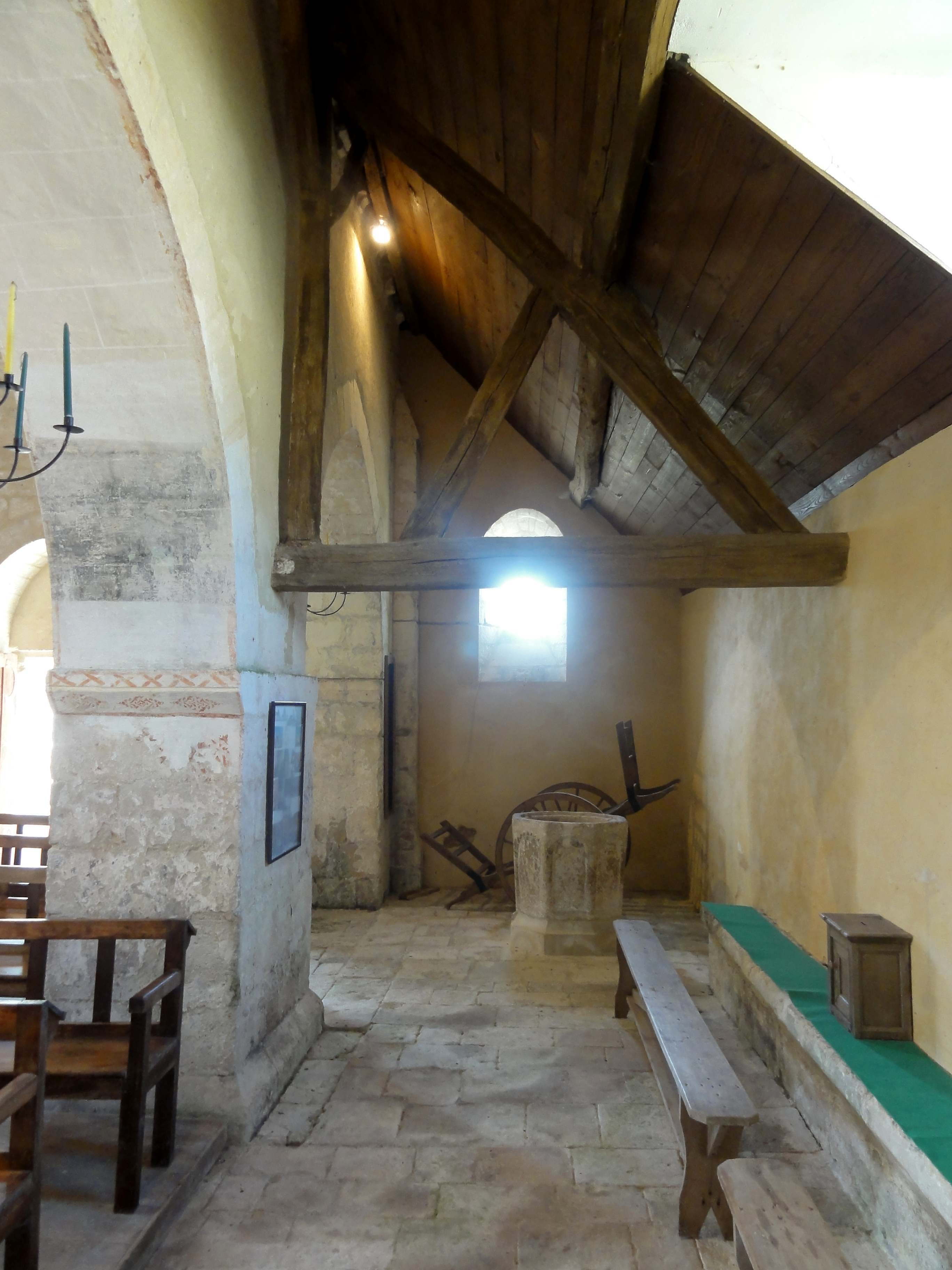
Bas-côté nord, vue vers l'ouest.
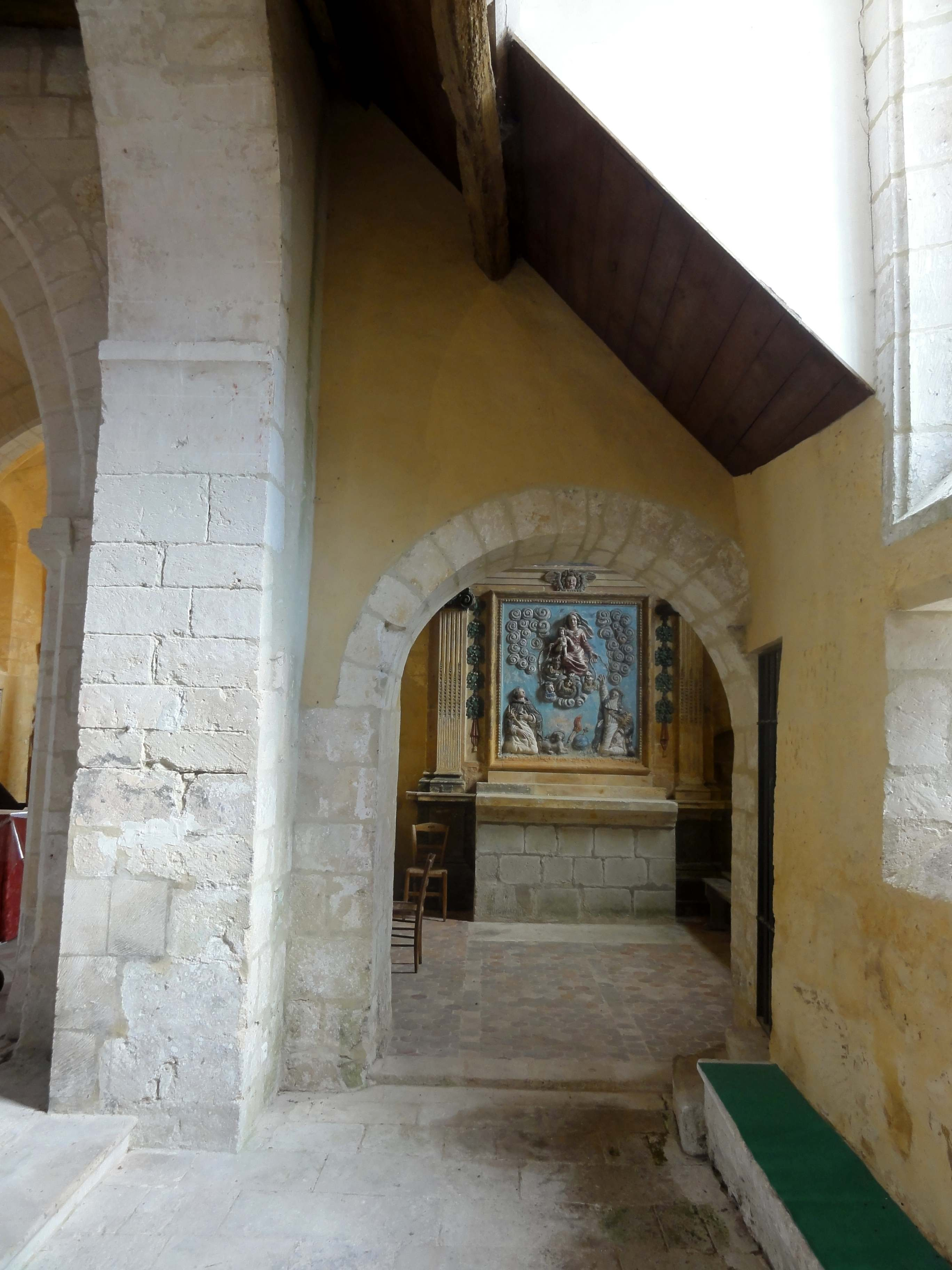
Bas-côté sud, dernière travée, vue vers l'est.
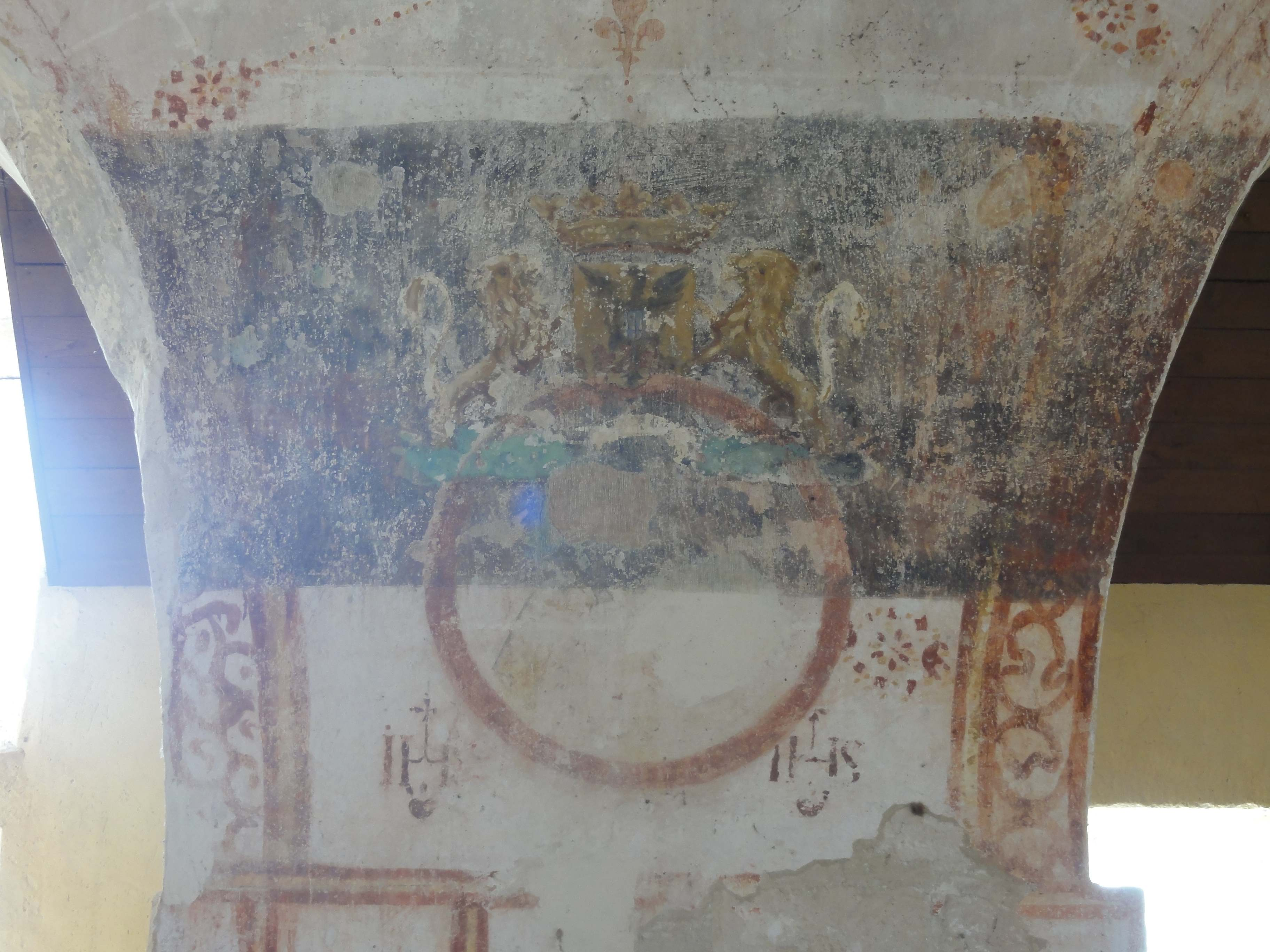
Traces de la litre seigneuriale au sud.

#### Base du clocher et abside

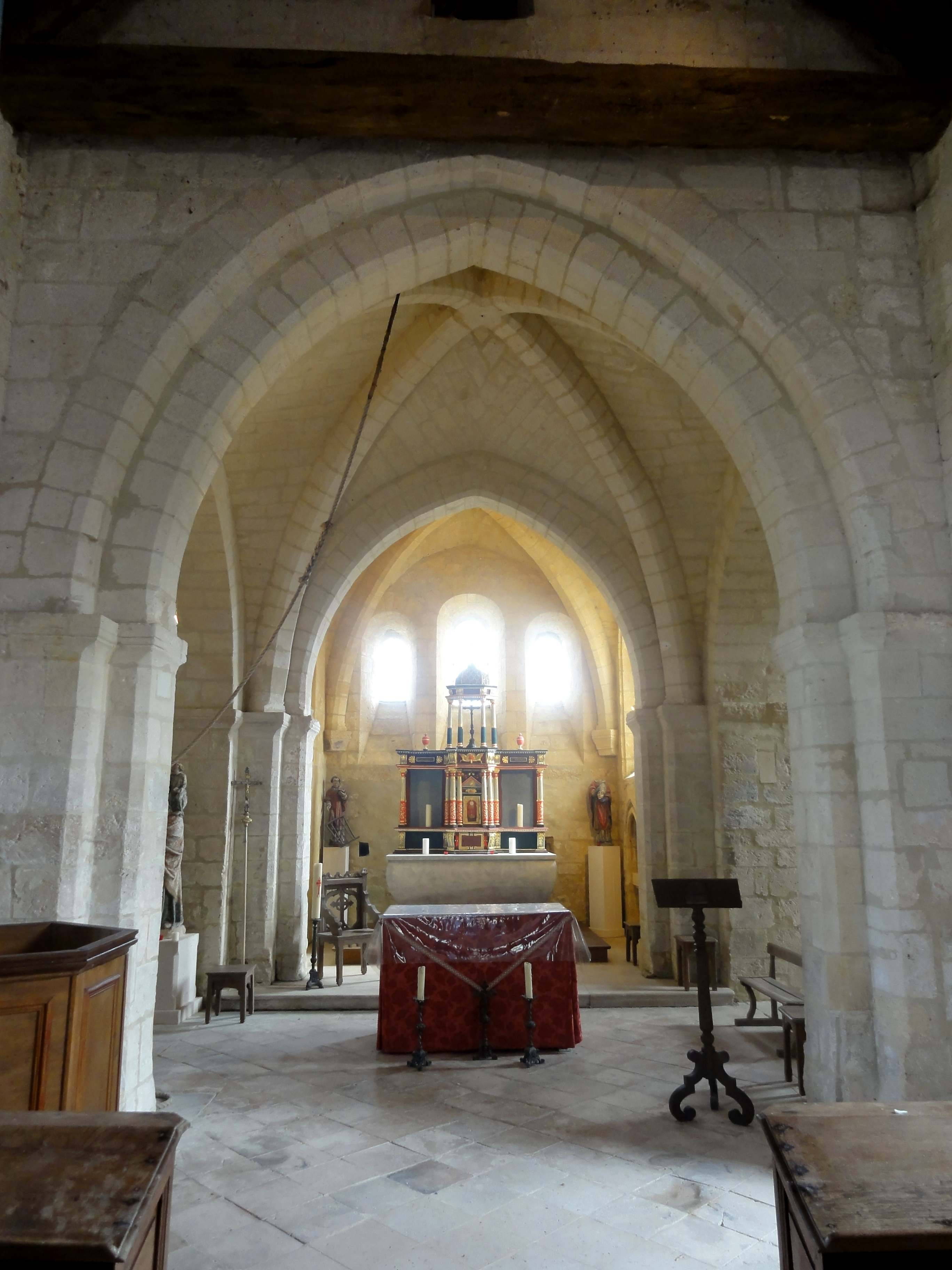
Nef, vue dans le chœur.

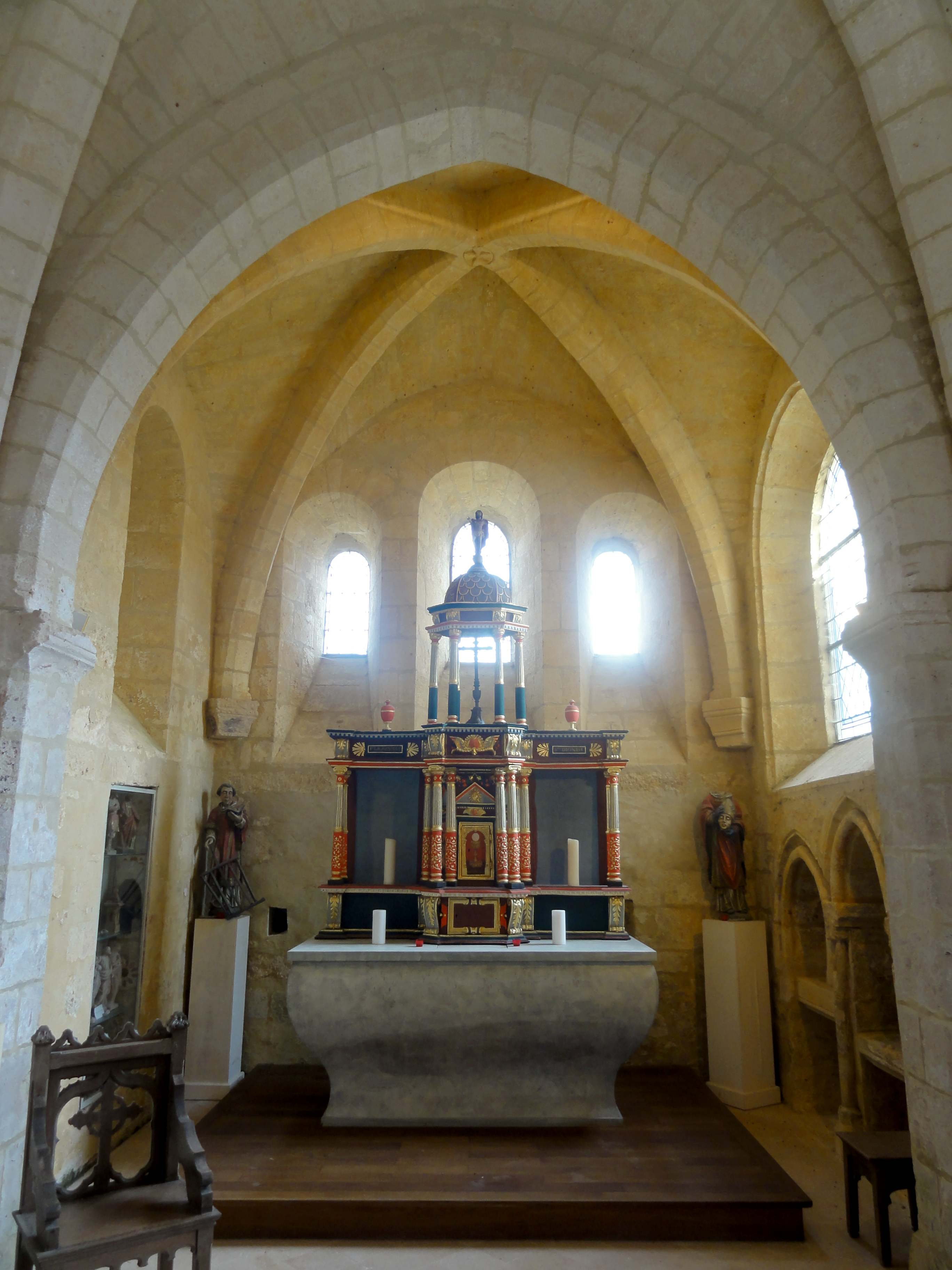
Vue dans l'abside.

La base du clocher et l'abside forment le chœur dans le sens architectural du terme. La première travée est un peu plus profonde que la seconde, et également un peu moins large. Depuis la nef, le chœur s'ouvre par une arcade à double rouleau, dont les arêtes sont simplement chanfreinées. Une fenêtre primitive du clocher est visible au-dessus de cet arc triomphal. Dans les deux travées du chœur, les arcades et les nervures des voûtes retombent sur des tailloirs au profil archaïque, mais néanmoins plus élaboré que celui des grandes arcades de la nef, d'un méplat, d'une baguette dégagée par des cavets, et d'un biseau légèrement galbé. L'on cherchera en vain des colonnettes à chapiteaux, qui font pourtant partie du répertoire ornemental courant des maîtres d'œuvre de la région dès le premier quart du XIe siècle, comme le montre la nef de Morienval. Ceci n'exclut pas qu'à la même époque que se construit l'église de Rocquemont, les bas-côtés de Béthisy-Saint-Pierre soient également dépourvus de colonnettes à chapiteaux, bien que voûtés d'ogives. En revanche, le chœur de Rocquemont est en avance sur son temps par son voûtement d'ogives. Avec la Normandie, l'Oise est le principal foyer de diffusion de la voûte d'ogives en France, et ceci dès le début du XIIe siècle. Sur tout le département, l'on recense une quarantaine d'églises qui conservent au moins une voûte d'ogives romane, antérieure au milieu du XIIe siècle. Jusqu'en 1135 ou 1140 environ, l'emploi des voûtes d'ogives reste limité aux parties orientales. À Rocquemont, elles sont d'une facture très simple et archaïque. Elles sont dépourvues d'arcs formerets et fortement bombées, c'est-à-dire que les lignes faîtières sont incurvées, et la clé de voûte est située plus haut que les sommets des arcs d'inscription. Souvent, l'on trouve les voûtes bombées en réunion avec des arcs en plein cintre, mais les voûtes de Rocquemont sont déjà en arc brisé. Des voûtes bombées en réunion avec l'arc brisé se trouvent dans les tribunes de l'avant-nef de Saint-Leu-d'Esserent, dans la nef de Bury, dans les transepts et chœur de Foulangues et Mogneville, et dans les chœurs de Cauffry, Fitz-James et Marolles ,.
Les ogives sont d'un fort diamètre, et affectent un profil tout aussi rudimentaire que les tailloirs : ils sont de section carrée et ont les arêtes chanfreinées. On trouve ce même profil dès le premier quart du XIIe siècle dans l'ancienne base du clocher de Beaumont-sur-Oise (Val-d'Oise), dans certaines travées des bas-côtés de Saint-Étienne de Beauvais, et à Cauffry, Fitz-James et Foulangues, pour ne citer que quelques exemples, mais aussi à titre exceptionnel à la fin du XIIe siècle à Nanteuil-le-Haudouin. C'est aussi un profil employé dans l'architecture civile, aussi longtemps que le voûtement d'ogives a cours. La clé de voûte de la base du clocher ou croisée du transept n'est pas du tout décorée ; celle de l'abside est très simplement décorée d'une croix de Malte en bas-relief, telle que souvent utilisée pour les croix de consécration. Les voûtains de la base du clocher et les voûtains nord et sud sont appareillés perpendiculairement aux ogives, ce qui donne un résultat peu pratique au milieu de chaque voûtain. La même maladresse a été commisse un peu plus tôt à Marolles, et en même temps qu'à Rocquemont, à Avrechy. Dans les voûtains est et ouest de l'abside, les claveaux sont enfin perpendiculaires aux murs extérieurs, ce qui devient rapidement la règle. Il reste encore à revenir sur l'agencement des supports à l'intérieur du chœur. Les quatre piles autour de la croisée du transept sont de plan cruciforme. Vers l'intérieur de la base du clocher, l'arc triomphal assurant la communication avec la nef est seulement à simple rouleau. L'arc-doubleau séparant les deux travées du chœur est également à simple rouleau. Les ogives retombent initialement sur les tailloirs de piliers engagés de section carrée, qui sont placés dans les angles rentrants des piles du clocher, et dans les deux angles près du chevet. Dans l'abside, les piliers ont été supprimés près du chevet, ainsi qu'au sud du doubleau. Les suppressions au sud sont motivées par la création des trois niches gothiques au XIIIe siècle. En ce qui concerne les élévations, il n'y a rien à dire de la première travée du chœur, où les murs ont été supprimés à la faveur de l'ouverture des croisillons. Les claveaux des anciennes fenêtres latérales demeurent néanmoins visibles. L'abside est éclairée au nord par une fenêtre romane analogue à celle de la façade, et au chevet par un triplet, dont la baie médiane est plus élevée que les deux autres. La grande fenêtre du sud est en plein cintre comme les autres, mais nettement plus grande et entourée d'une gorge, ce qui indique qu'elle a été repercée assez tardivement. Dans son ensemble, le chœur de Rocquemont se caractérise par une impression de robustesse et extrême simplicité, ce qui fait son originalité,.

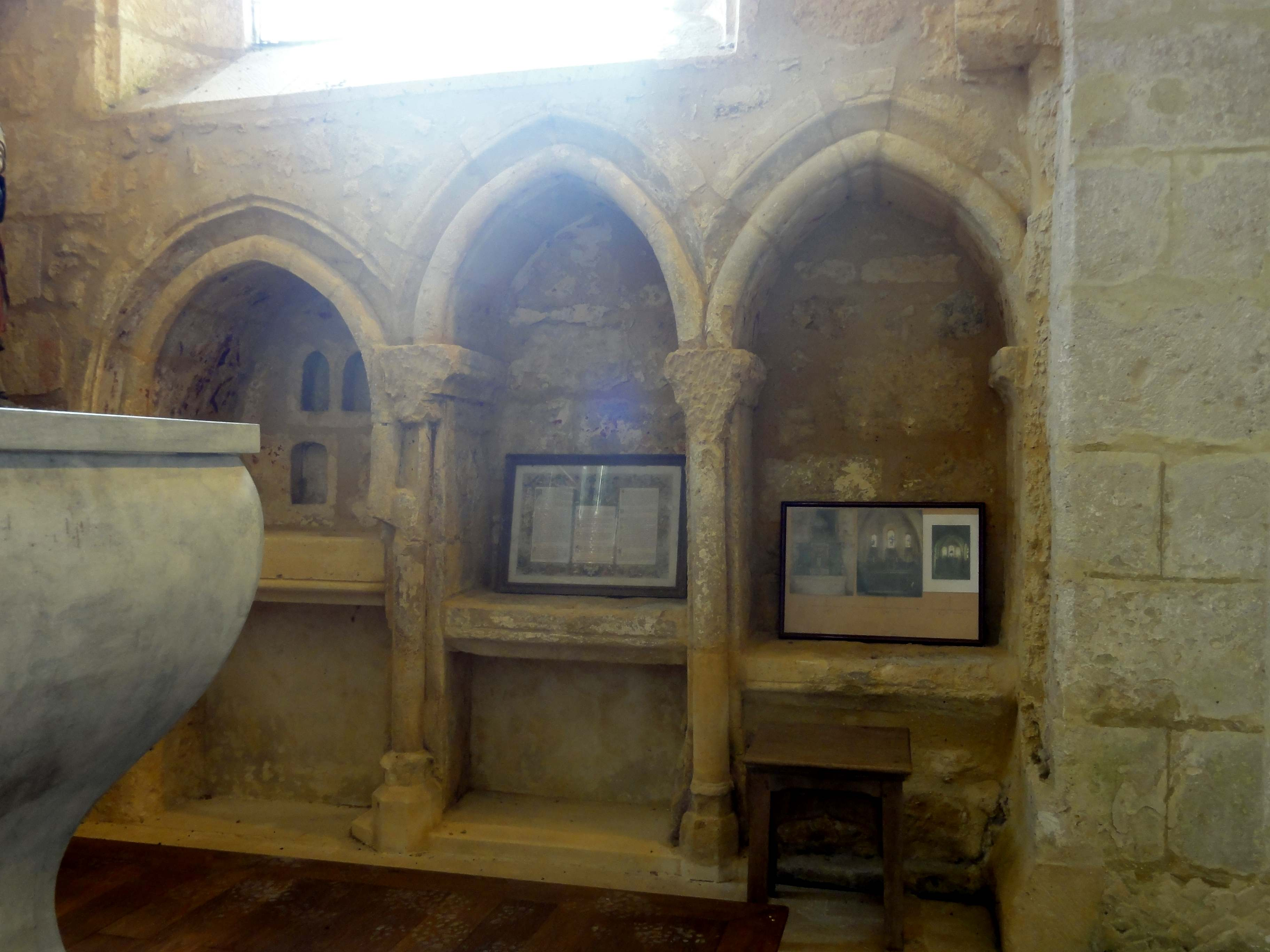
Niches au sud de l'abside.
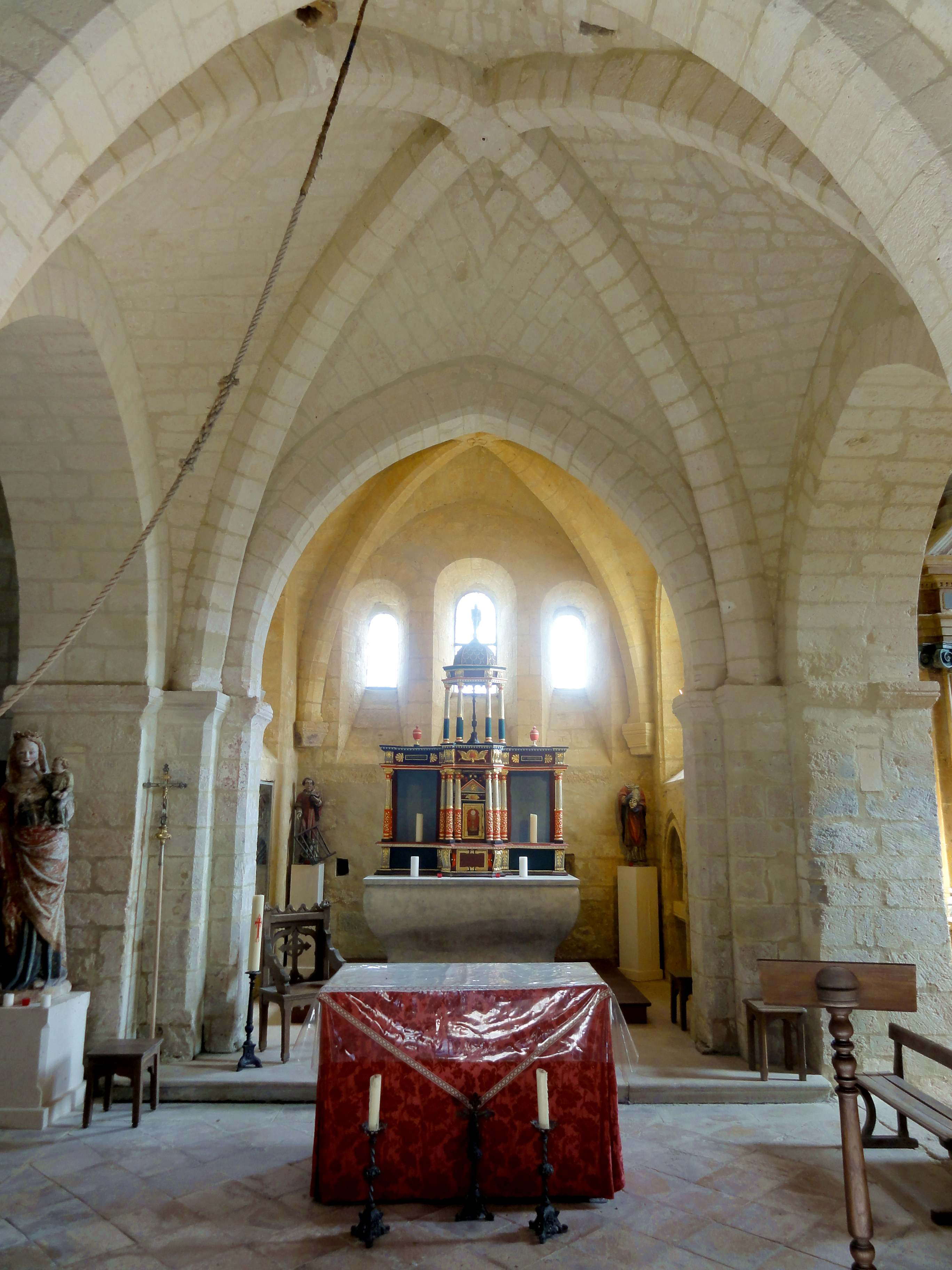
Base du clocher, vue vers l'est.
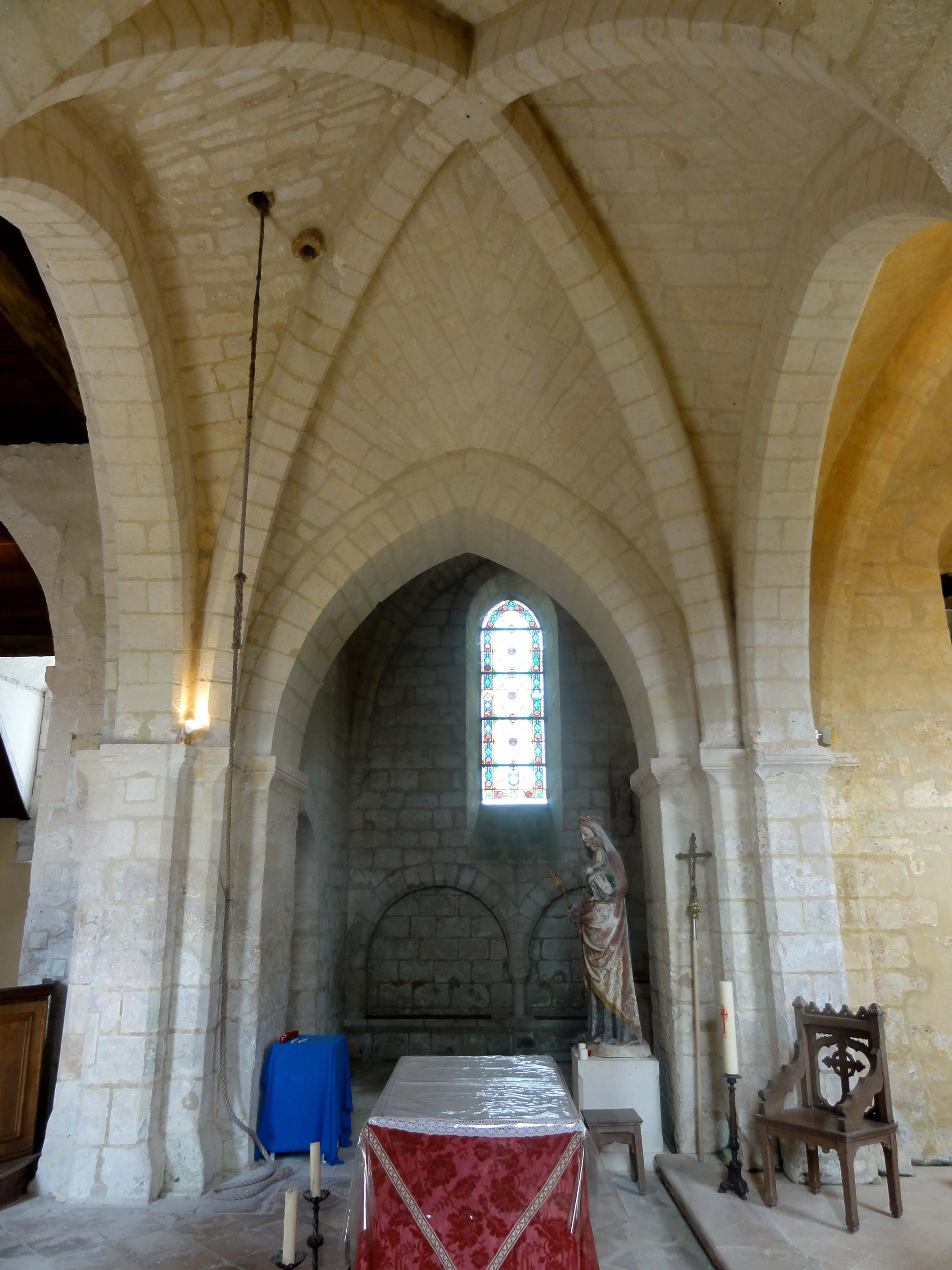
Base du clocher, vue vers le nord.
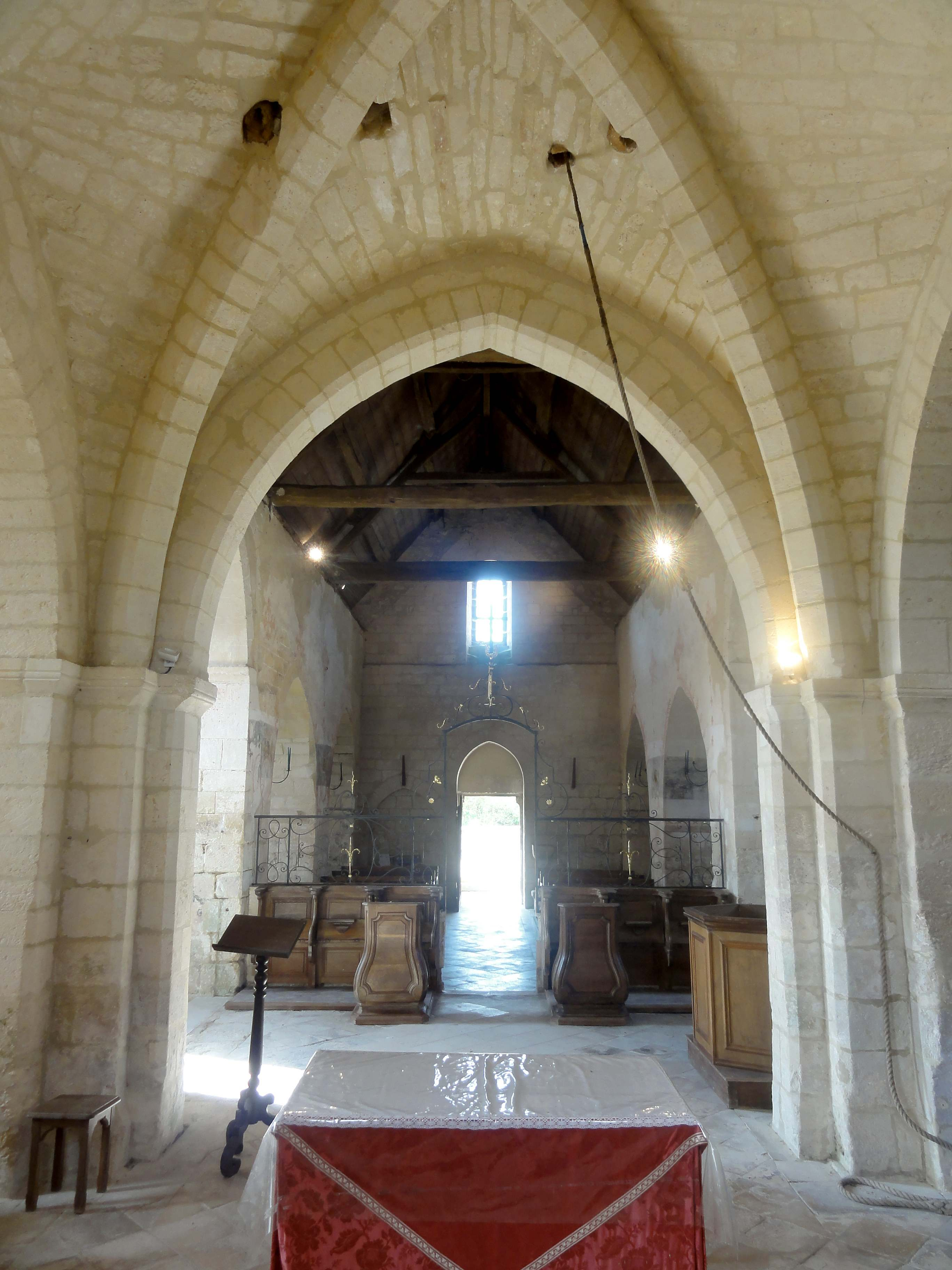
Base du clocher, vue vers l'ouest.
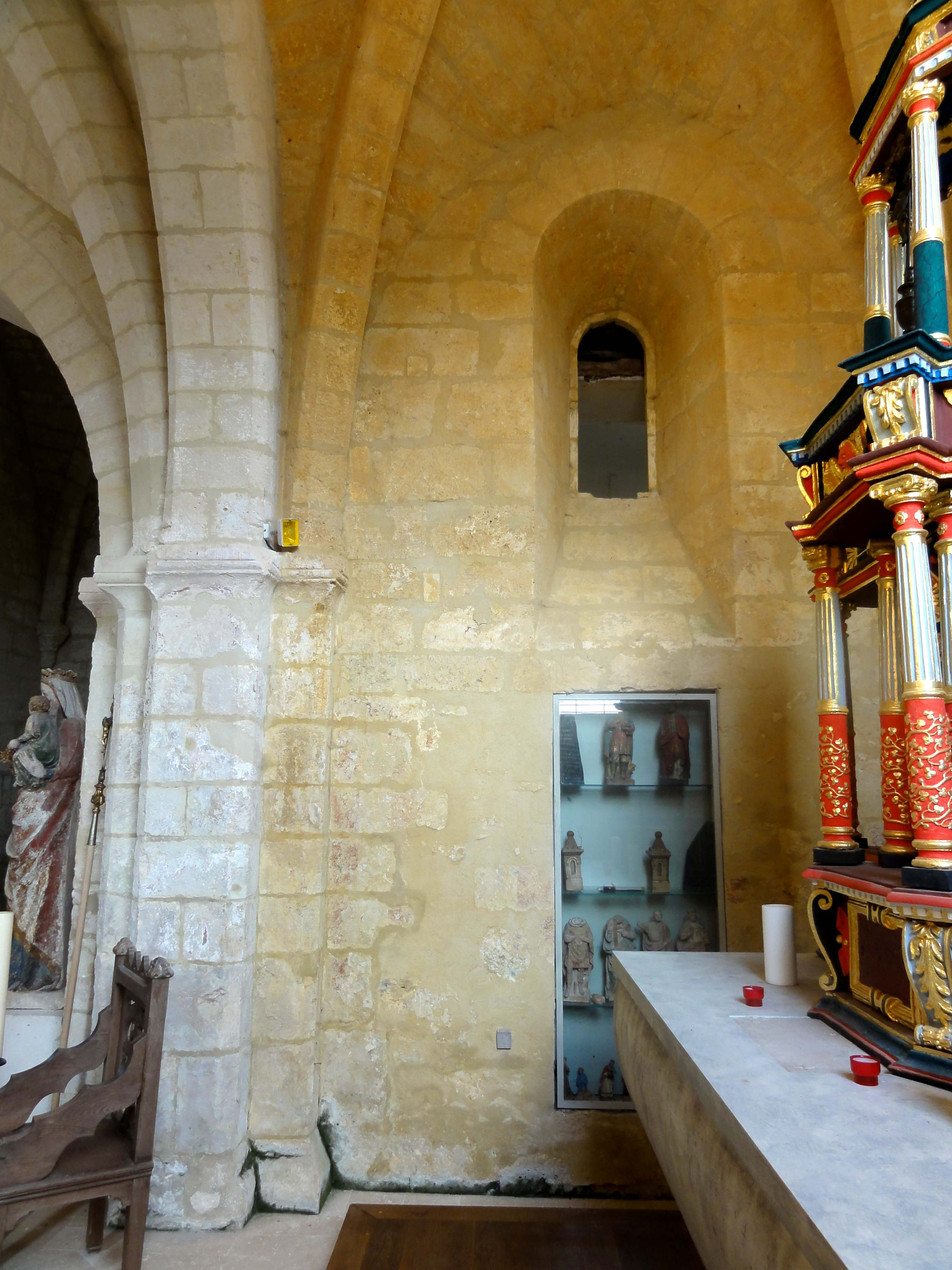
Abside, élévation nord.
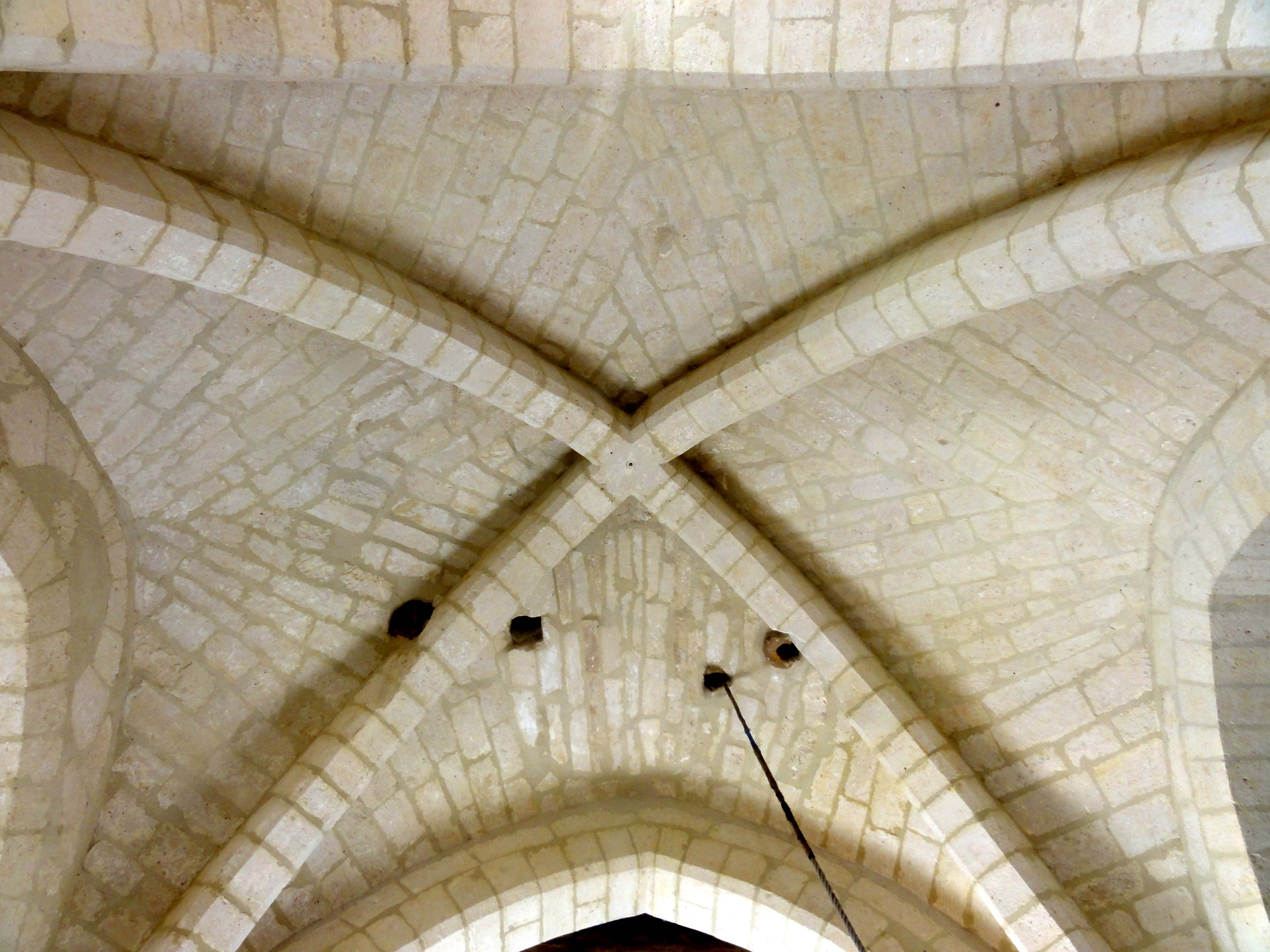
Clé de voûte de l'abside.

#### Croisillons

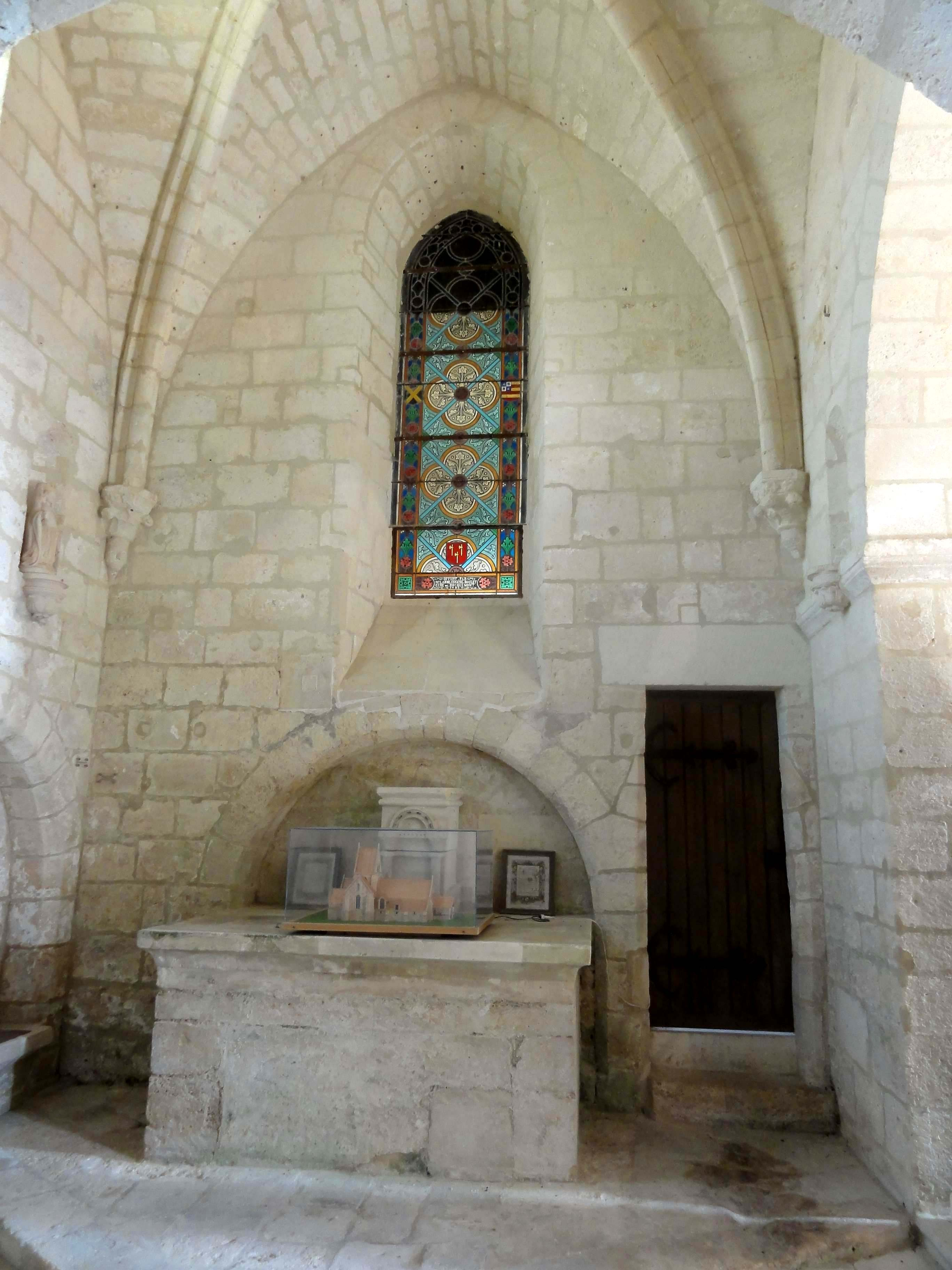
Croisillon nord, vue vers l'est.

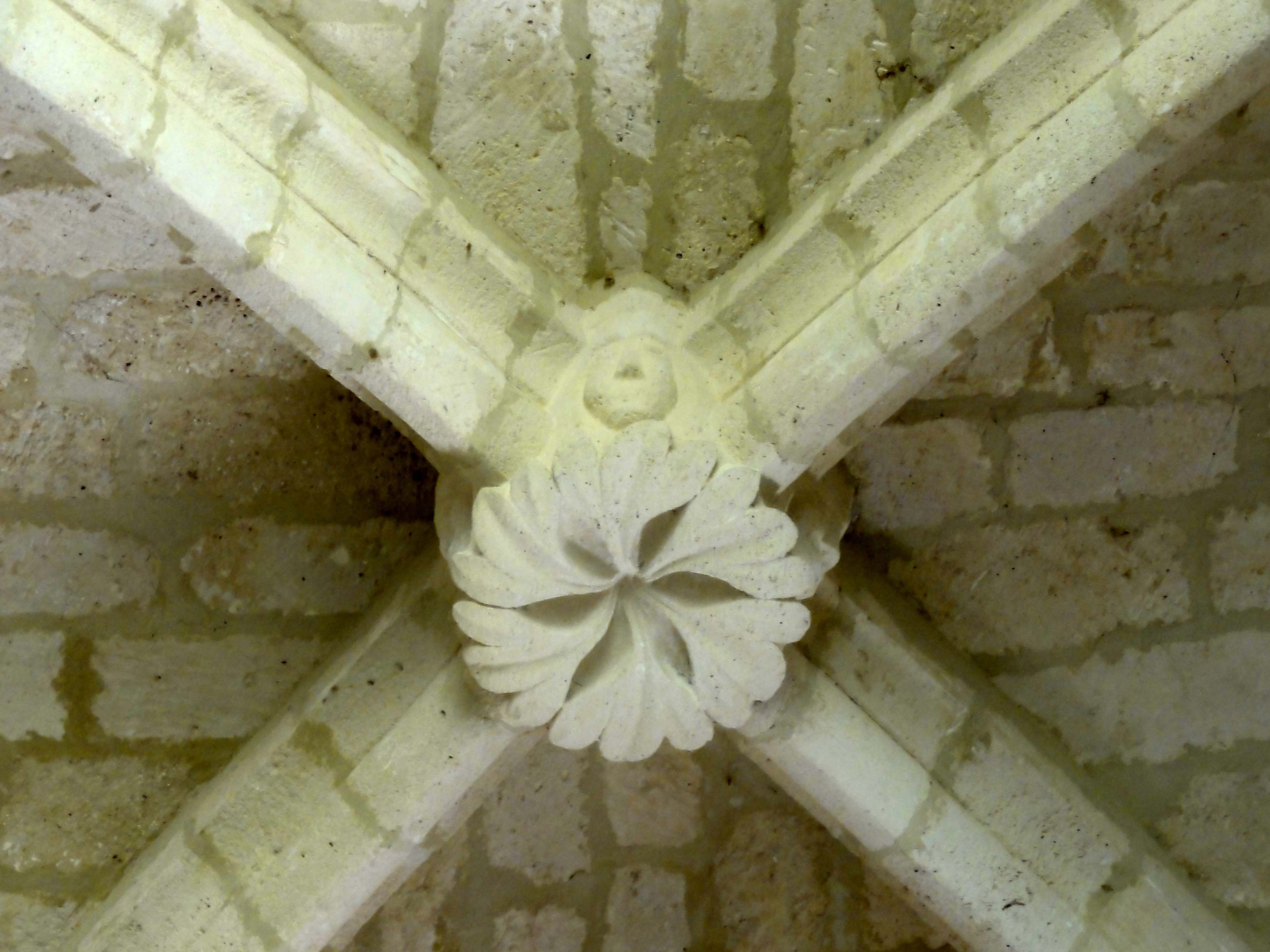
Croisillon nord, clé de voûte.

Les deux croisillons ou chapelles sont largement analogues, mais pas tout à fait identiques : le croisillon nord est en effet un peu plus profond, et il a perdu sa piscine liturgique qui devait exister à l'emplacement de la porte de la sacristie. Les supports sont également différents. Le plan est approximativement carré. Les chapelles débordent donc largement devant les bas-côtés. Elles ne sont pas construites dans l'axe perpendiculaire à la croisée du transept, et leur mur de chevet est situé davantage à l'est que le doubleau intermédiaire du chœur. Le résultat sont des niches d'autel. En considérant le laps de temps d'un siècle environ qui s'est écoulé entre la construction du vaisseau central et l'adjonction des chapelles, elles sont étonnamment homogènes avec les parties de style roman tardif. Ceci est imputable à l'appareil tout aussi soigné, qui n'a nul besoin d'être enduit ; au manque de caractère de l'architecture ; et à certains archaïsmes.
Les voûtes des croisillons sont elles aussi dépourvues de formerets, et les ogives ne retombent pas non plus sur des colonnettes à chapiteaux, pas plus que les arcades vers les bas-côtés. Les fenêtres sont des lancettes simples en arc brisé, qui s'ouvrent au-dessus d'un long glacis, et ne détonneraient pas dans un édifice du second milieu du XIIe siècle. Il y a des fenêtres aux extrémités nord et sud du transept, ainsi qu'au chevet. La fenêtre orientale du croisillon nord donne sur la sacristie, mais est toujours vitrée. La fenêtre orientale du croisillon sud est bouchée. Les murs d'extrémité nord et sud sont allégés par deux arcatures aveugles gémelées en plein cintre, alors que l'arc brisé a déjà été employé pour le portail occidental et l'arcature aveugle au revers de la façade. Les arcatures sont seulement chanfreinées, et retombent au milieu sur le chapiteau seulement ébauché d'une courte colonnette en délit. Le mur du chevet du croisillon nord présente une arcature unique au milieu. Enfin, les arcades vers les bas-côtés sont elles aussi en plein cintre, ce qui a peut-être incité Dominique Vermand à dater les bas-côtés du XVIe siècle, car l'arc en plein cintre revient à la mode à la Renaissance. Mais au cas d'une construction à cette période, le tracé en tiers-point des grandes arcades ne conviendrait pas.
Les voûtes sont les uniques éléments des croisillons qui indiquent une construction pendant la première moitié du XIIIe siècle. Les ogives adoptent un profil torique en forme d'amande, et sont posées sur des bandeaux aux arêtes arrondies, moulurées de deux gorges qui encadrent l'ogive proprement dite. Elles ne retombent pas tous sur les tailloirs de chapiteaux de crochets, contrairement à ce que prétend Dominique Vermand : c'est uniquement le cas dans les angles près du chevet du croisillon nord. Au sud-est, le tailloir est lui-même sculpté de feuillages. Les chapiteaux sont reçus par des culs-de-lampe, dont deux sont sculptés de feuillages, tandis que celui dans l'angle nord-est représente une tête humaine. Dans le croisillon sud, les ogives retombent sur les tailloirs de culs-de-lampe sculptés de feuillages, dont des feuilles de chêne accompagnées de glands. L'on trouve une disposition similaire à la même époque à l'abbatiale de Saint-Jean-aux-Bois, qui date des années 1220. La clé de voûte du croisillon sud est une petite rosace. Celle du croisillon nord est « tournante », comme dans les bas-côtés de Trumilly, et flanquée de quatre têtes sculptées qui regardent vers les quatre points cardinaux.

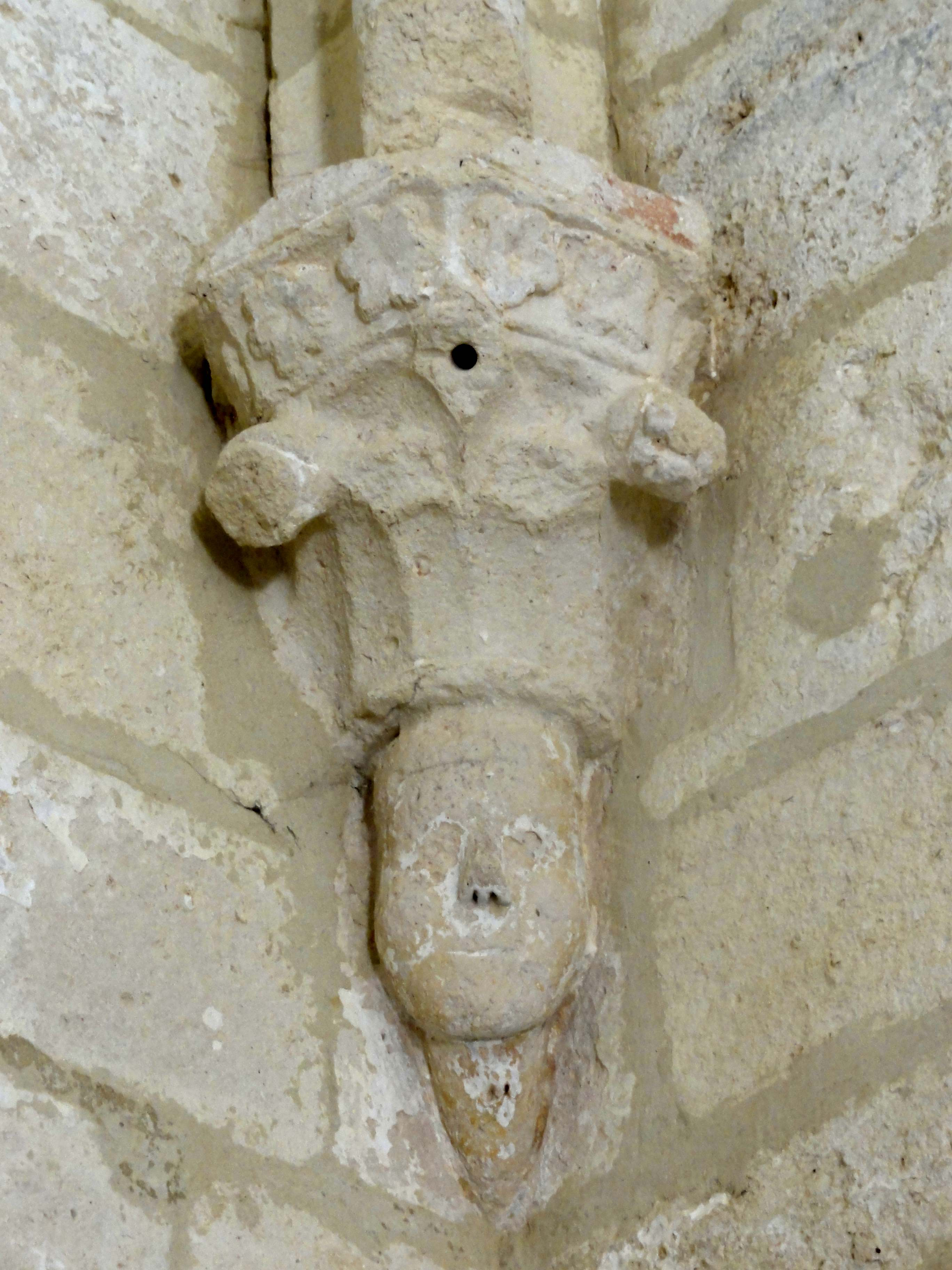
Croisillon nord, cul-de-lampe nord-est.
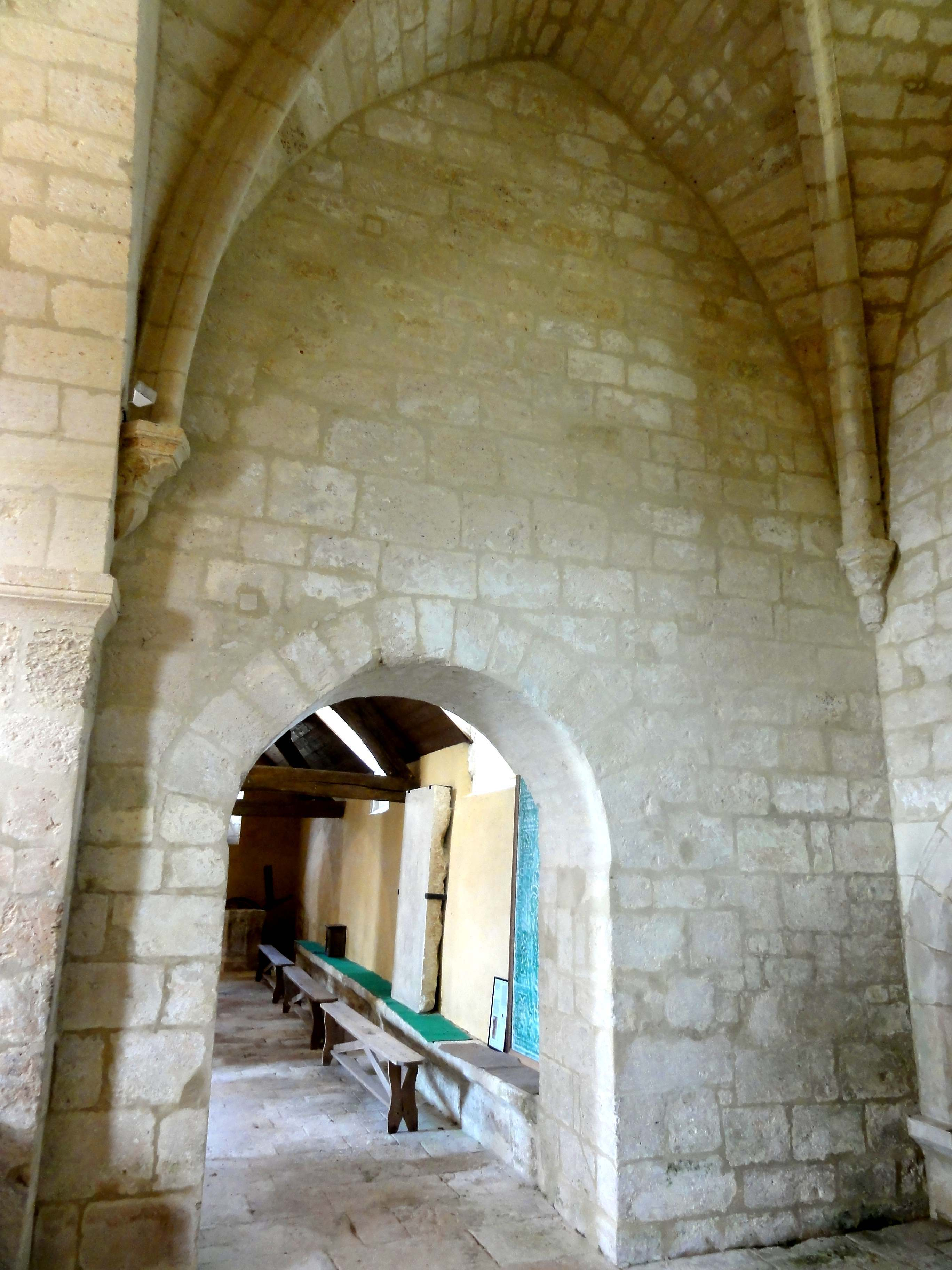
Croisillon nord, vue vers l'ouest.
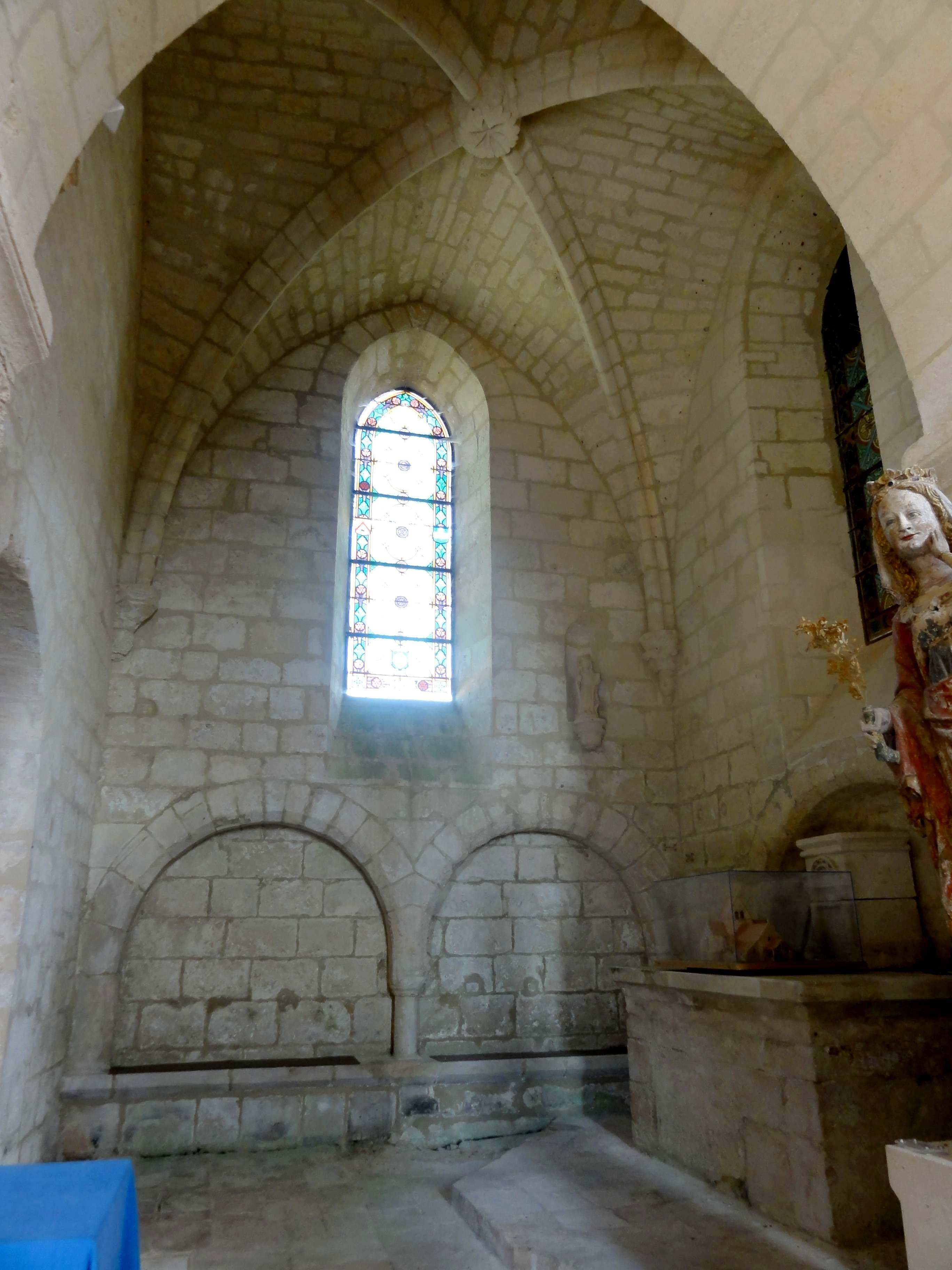
Croisillon nord, vue vers le nord.
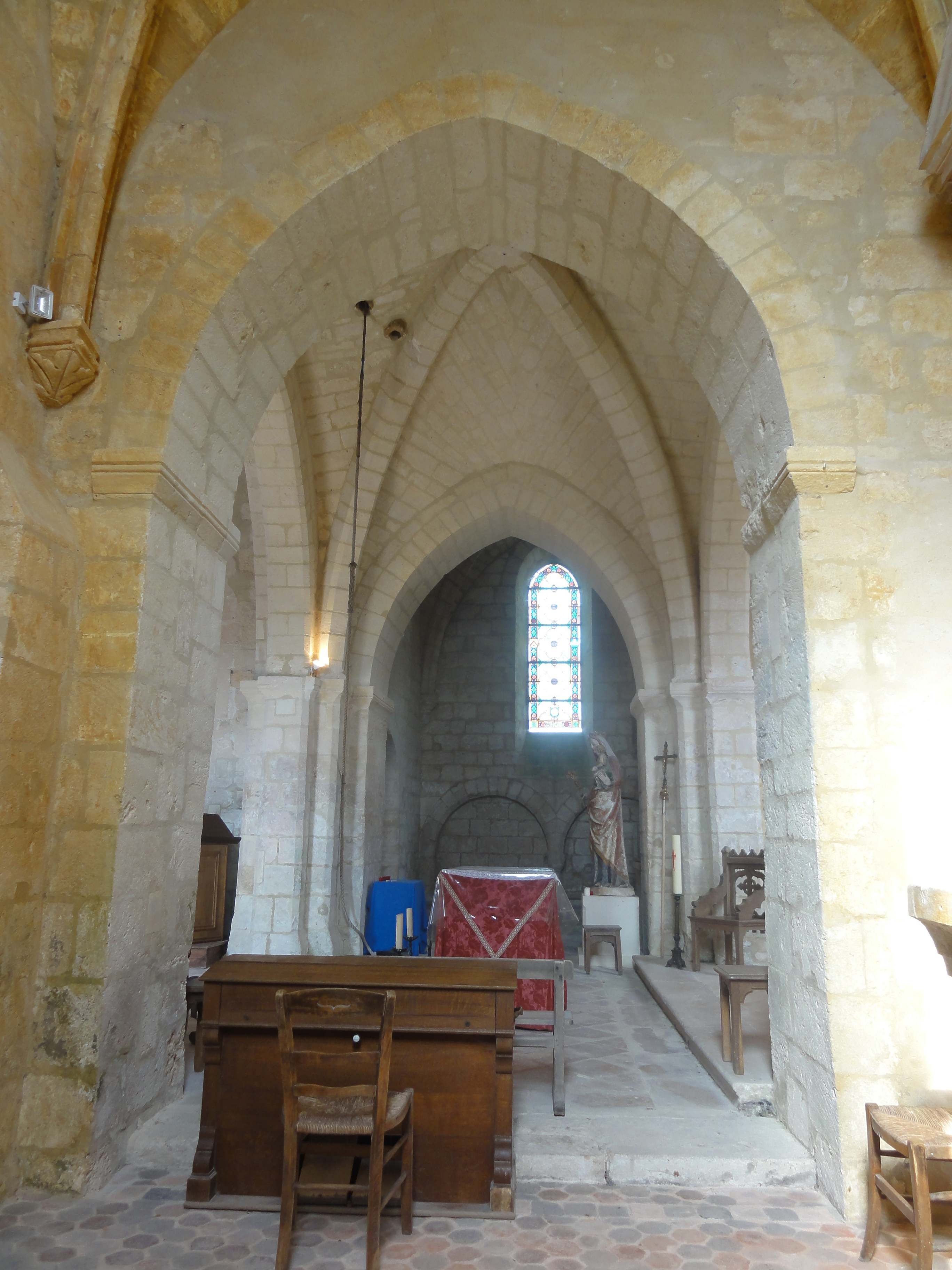
Croisillon sud, vue vers le nord.
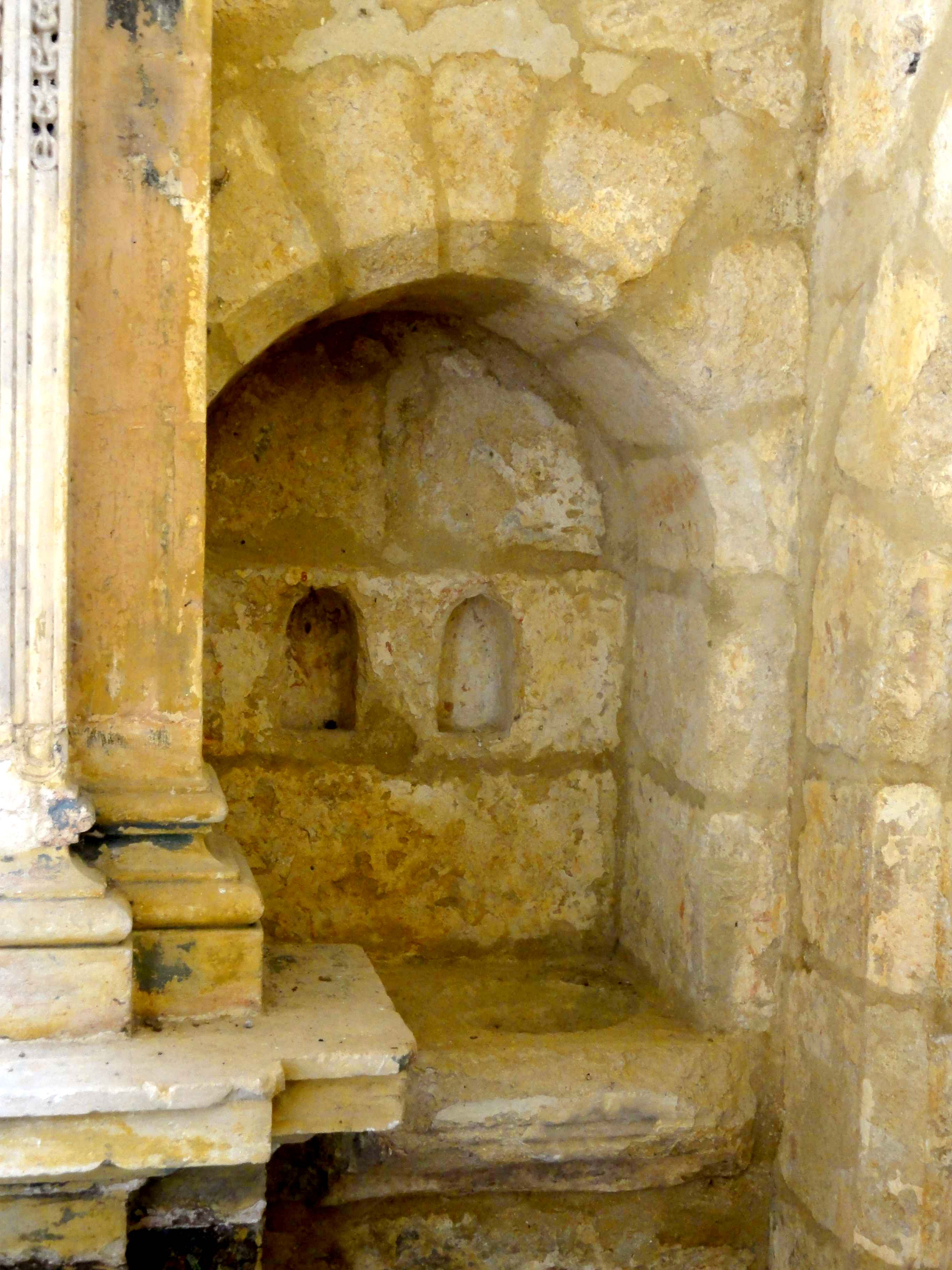
Croisillon sud, piscine à droite du chevet.
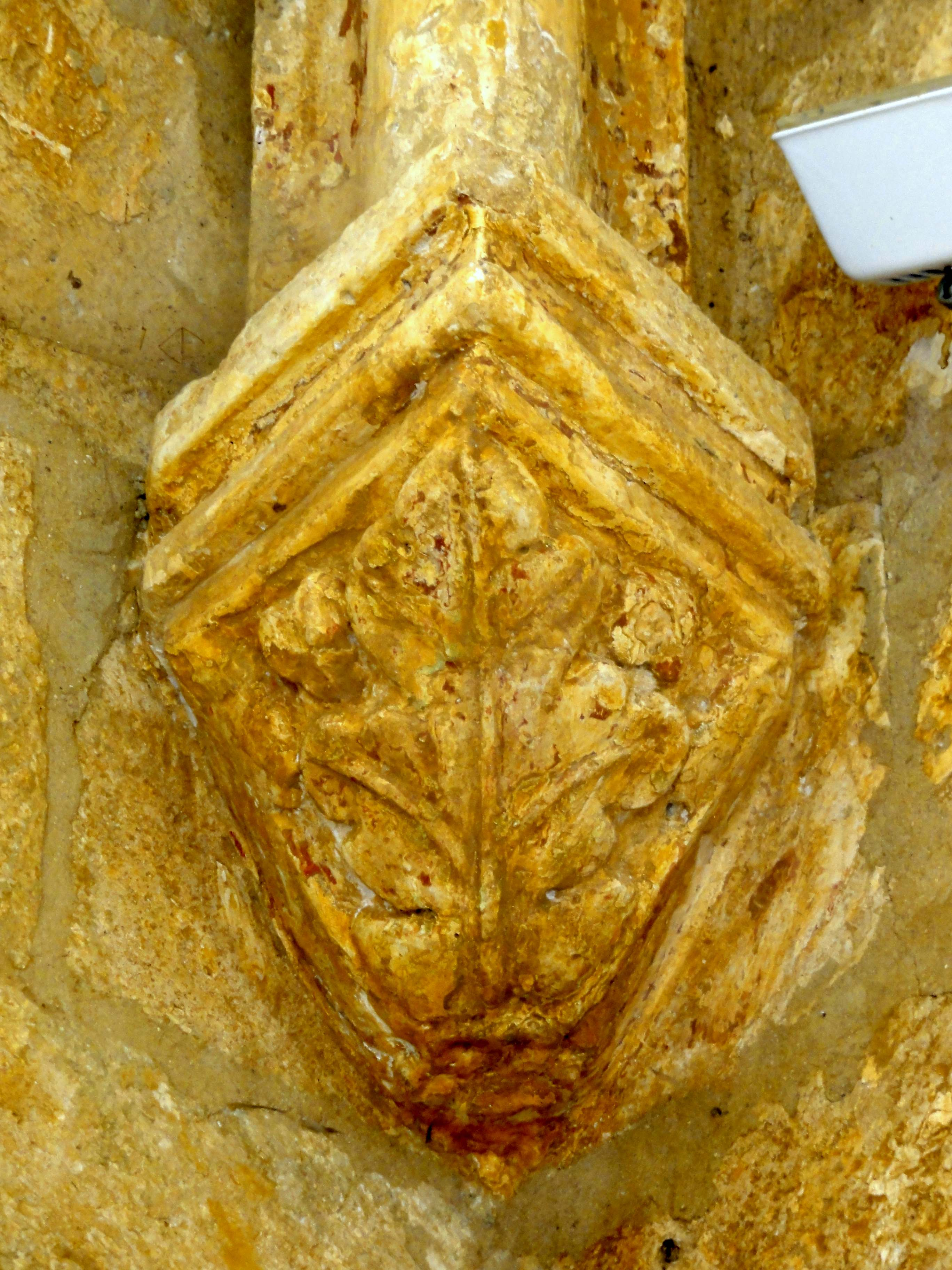
Croisillon sud, cul-de-lampe sud-ouest.

### Extérieur

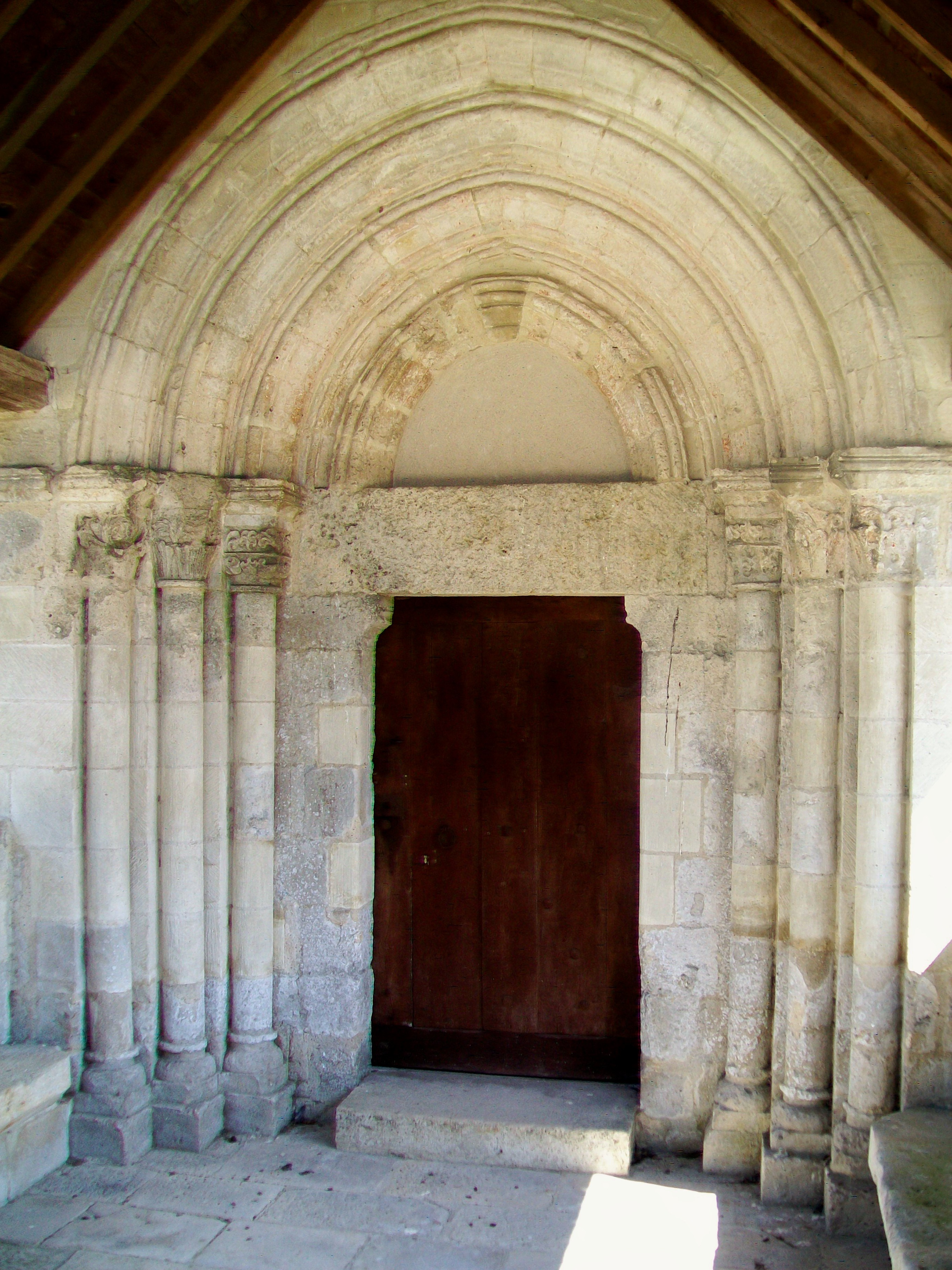
Portail occidental.

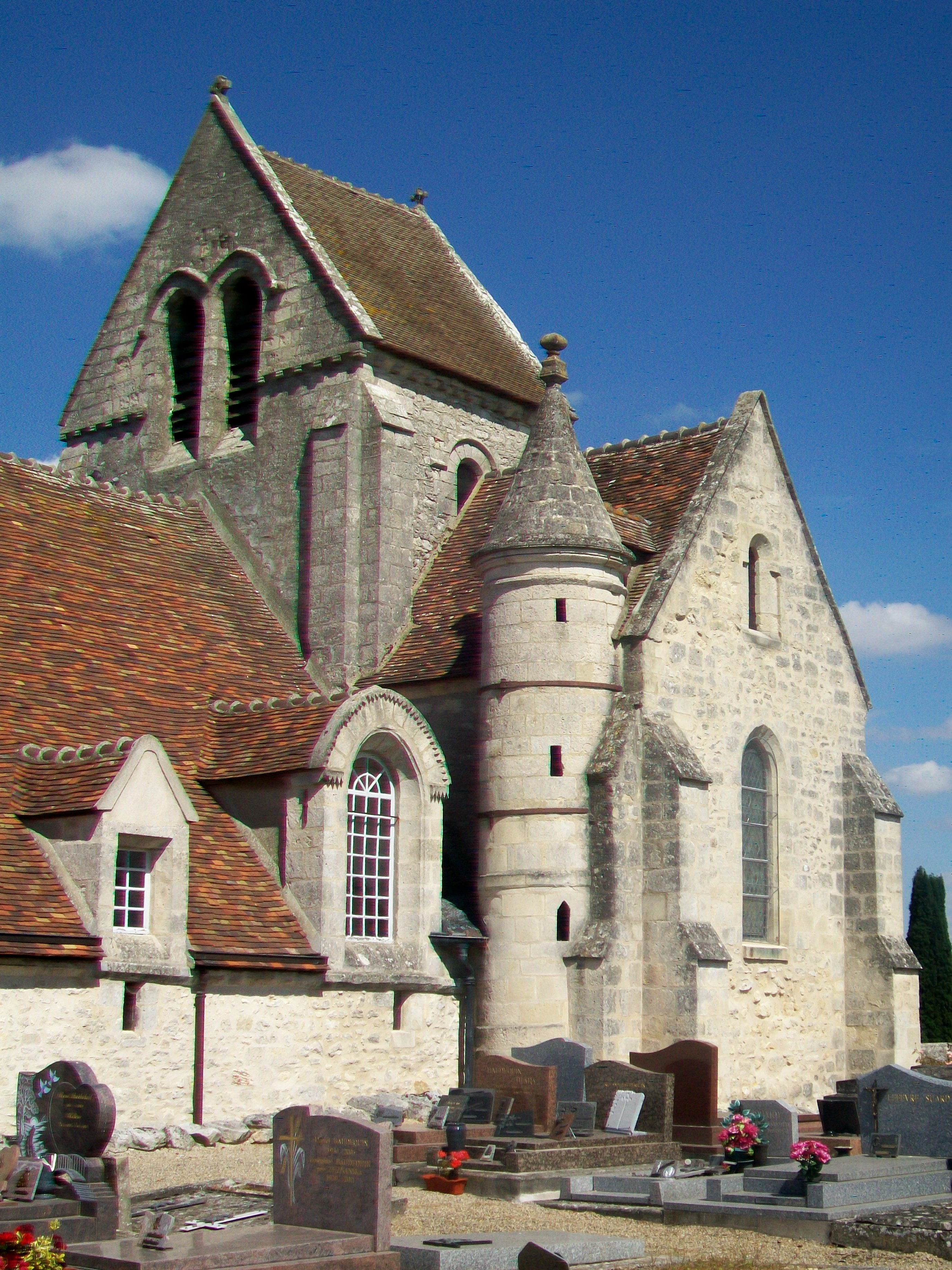
Clocher et croisillon sud.

La façade occidentale de la nef est épaulée par deux contreforts plats, qui se retraitent une fois par un glacis formant larmier, et s'amortissent par un glacis similaire. La fenêtre au-dessus du portail est surmontée d'un cordon de pointes-de-diamant. Le portail du second quart et du milieu du XIIe siècle est abrité sous un porche du XVIe siècle. C'est une construction en charpente, qui à l'ouest prend appui sur les chapiteaux de deux colonnes cylindriques appareillées en tambour. Les chapiteaux sont dépourvus de tailloirs, et décorés d'entailles en biseau, formant des triangles. Les colonnes actuelles datent d'une récente restauration ; les tambours des colonnes authentiques sont déposés au nord de l'église, près du mur du cimetière. Des murets bas relient les colonnes au portail, et s'accompagnent de bancs de pierre. Le portail occidental est certainement l'élément le plus intéressant à l'extérieur de l'église, quoiqu'il appartienne à un type largement répandu. Il forme un avant-corps faisant saillie devant le mur de la nef, et est couronné d'un gâble, qui a été mutilé lors de l'adjonction du porche. De chaque côté, la porte est flanquée de trois colonnettes appareillées, qui sont logées dans les angles rentrants de l'avant-corps. Les chapiteaux sont malheureusement fortement érodés, et les tailloirs incomplets. Ils supportent une triple archivolte en arc brisé, dont les claveaux sont indifféremment moulurés d'un filet, d'une baguette, d'un boudin, d'une gorge et d'un second boudin. Tous ces éléments représentent des ajouts du milieu du XIIe siècle. Le portail primitif des années 1130 / 1140 est circonscrit par ces ajouts, et entièrement conservé. La porte est assez étroite, et des portions de mur restent libres entre ses piédroits et les colonnettes, qui ont été placées à une certaine distance afin que l'archivolte primitive puisse être maintenue. Ses claveaux sont moulurées presque de la même façon que ceux des trois archivoltes supplémentaires, mais il décrivent un arc proche du plein cintre. Ils ne reposent pas sur des tailloirs, mais sur le haut linteau monolithique, qui quant à lui tient sur des consoles au niveau de la dernière assise des piédroits. Le tympan est enduit et vierge de toute décoration. On peut rapprocher ce portail de ceux de Béthancourt-en-Valois et Vez.
Une rupture dans l'appareil au-dessus des contreforts de la nef indique clairement que les bas-côtés ont été ajoutés après coup, que ce fût vers 1160 ou seulement au XVIe siècle. Les fenêtres occidentales des bas-côtés sont en plein cintre et présentent un ébrasement extérieur. Le bas-côté sud est dépourvu de contreforts, alors que son homologue au nord est doté de quatre contreforts très courts et relativement plats, qui s'achèvent par un glacis formant larmier. Au sud, les petites fenêtres carrées sont réparties un peu irrégulièrement ; au nord, il n'y en a pas. La seconde et la troisième travée sont éclairées par des lucarnes en bâtière. Celles de la seconde travée sont sans style particulier et de dimensions moyennes ; elles sont susceptibles d'être contemporaines de la réfection de la toiture au XIXe siècle. La seconde lucarne du sud se caractérise par un fronton en plein cintre, et est pourvue d'une grande fenêtre qui épouse cette même forme. Elle est entourée d'une gorge, et ses claveaux sont décorés d'une frise en dents de scie, et retombent sur des consoles également décorées de dents de scie. La fenêtre de la seconde lucarne du nord est analogue, mais le fronton est triangulaire, et toute décoration y est absente.
Ce que l'art roman de la région a produit de plus admirable sont les clochers, les portails et les voûtes d'ogives précoces. Certains clochers romans dans les environs possèdent trois étages de baies et sont très élégants ; on peut notamment citer Morienval, Nogent-sur-Oise, Rhuis et Saint-Vaast-de-Longmont. Le clocher de Rocquemont est en revanche sans prétention, et purement fonctionnel. Chacun de ses angles est cantonné de deux contreforts plats orthogonaux, qui sont de la même facture que ceux de la nef. Une corniche de modillons seulement moulurés termine les murs. Les fenêtres primitives sont visibles au nord et au sud ; elles sont décorées d'un bandeau doublement biseauté en forme de sourcil, ce qui est l'ornement le plus rudimentaire au XIIe siècle et jusqu'au début du XIIIe siècle, habituellement réservé aux parties moins importantes des églises. À l'ouest et à l'est, les corniches sont interrompues par les baies abat-son gémélées en tiers-point, qui ont été percés au moment de la construction des croisillons. Elles sont surmontées de bandeaux semblables, qui à gauche et à droite retombent sur une tête sculptée ou un petit personnage.
Les deux croisillons se ressemblent assez et ont des contreforts structurés de la même façon que ceux de la nef, mais nettement plus saillants. Les contreforts à l'angle nord-ouest du transept ont apparemment été repris, et un bandeau plat se substitue au glacis intermédiaire. L'appareil des murs compris entre deux contreforts n'a pas la même qualité que sur les parties du XIIe siècle, et comporte par endroits des moellons irréguliers. Il n'y a pas de corniche, et les fenêtres sont sans décor. Au-dessus de la fenêtre du pignon méridional, l'on remarque les emplacement vides de deux colonnettes ou pilastres, et deux gros blocs taillés qui forment à eux seuls l'arc en plein cintre. Cette fenêtre est difficilement datable. Le pignon du croisillon nord est sommé d'un beau fleuron. Sinon, l'architecture manque de caractère, et seule la tourelle d'escalier du XVIe siècle près du croisillon sud rompt agréablement avec la monotonie. Il contraste de façon pittoresque avec la lucarne du bas-côté sud.
Conçue d'emblée pour être voûtée d'ogives, l'abside romane est flanquée de deux volumineux contreforts à chaque angle, qui se retraitent une fois grâce à un fruit, et s'achèvent par un long glacis pentu. Au sud, la fenêtre moderne fait oublier l'époque de construction autour de 1130 ; au nord, la fenêtre primitive subsiste, mais est masquée par la sacristie. Au chevet, le triplet roman est du plus bel effet. Le chevet plat est courant à la première période romane, avant que les absides voûtées en cul-de-four ne s'imposent à la fin du XIe siècle. À la fin de la période romane, le chevet plat fait son retour avec la diffusion du voûtement d'ogives, qui s'accélère au second quart du XIIe siècle. Avant le milieu du siècle, les églises d'Avrechy, Cauffry, Francastel, Monchy-Saint-Éloi et Noël-Saint-Martin (commune de Villeneuve-sur-Verberie) sont pourvues de chœurs au chevet plat voûtés d'ogives, et éclairés par un triplet. Sauf à Avrechy et Rocquemont, les triplets sont décorés de différentes manières. Pour la seconde moitié du siècle, on peut citer Cauffry, Ormoy-Villers, Précy-sur-Oise et Saint-Christophe-en-Halatte, par exemple.

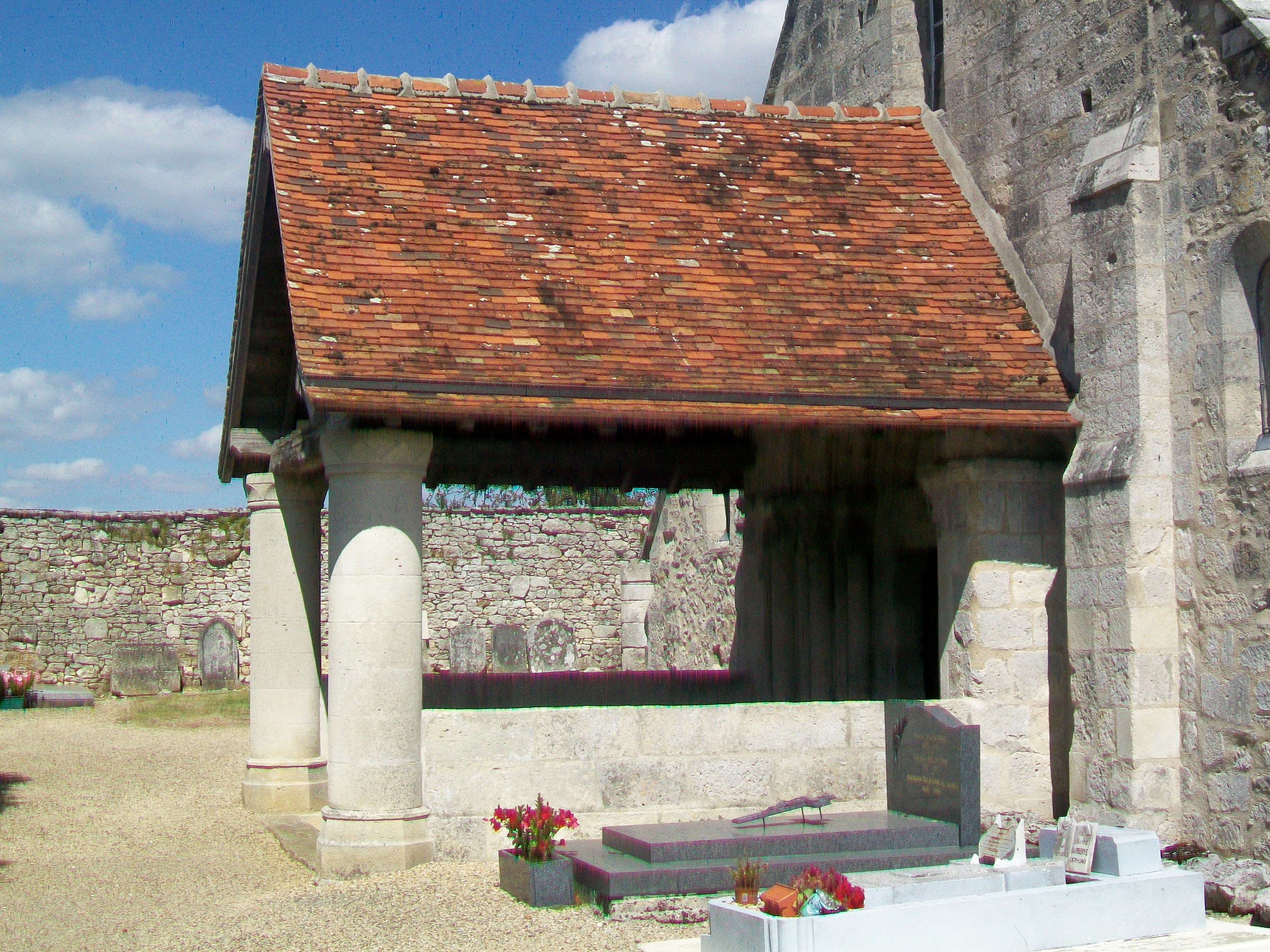
Porche.
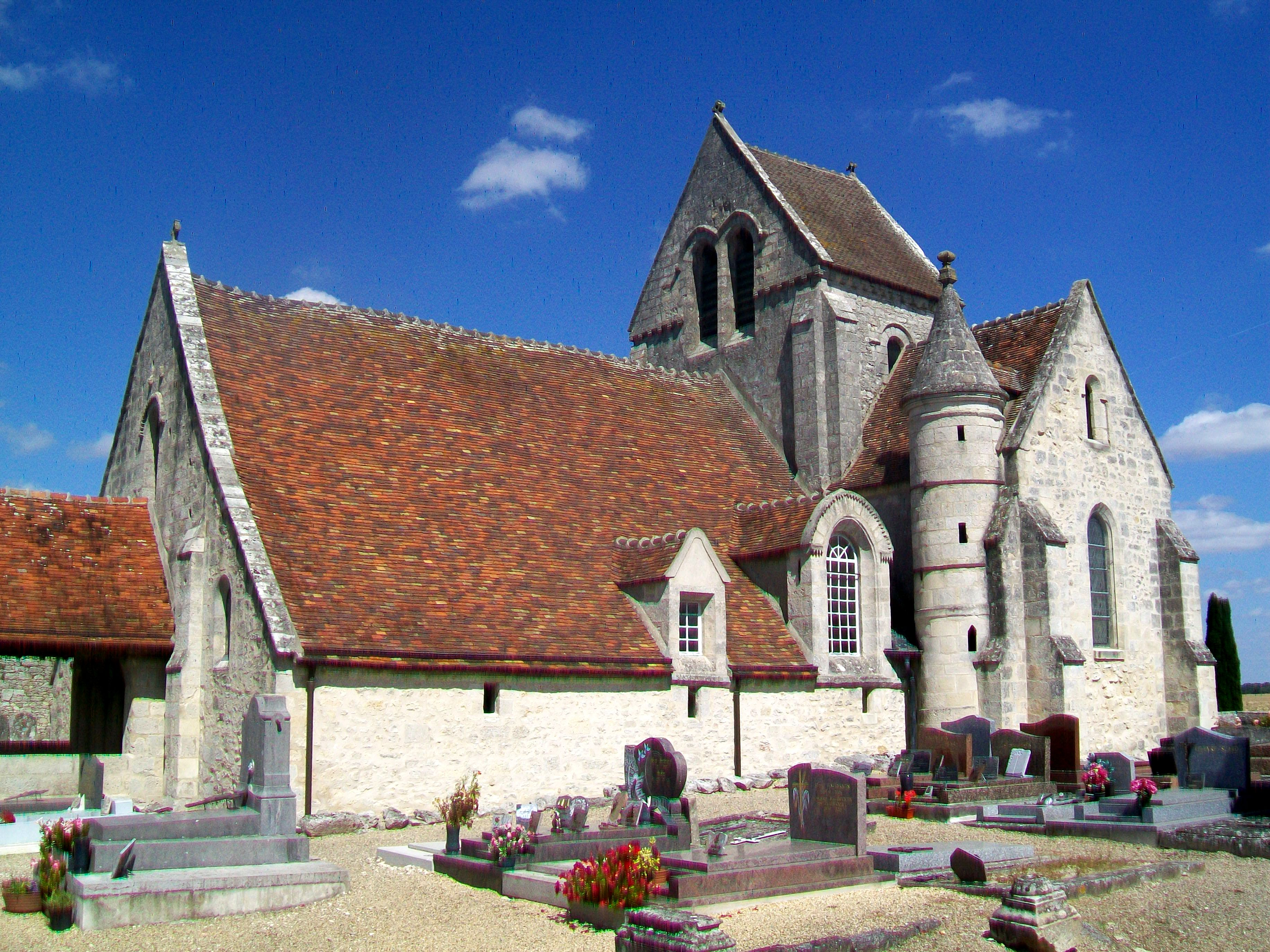
Vue depuis le sud-ouest.
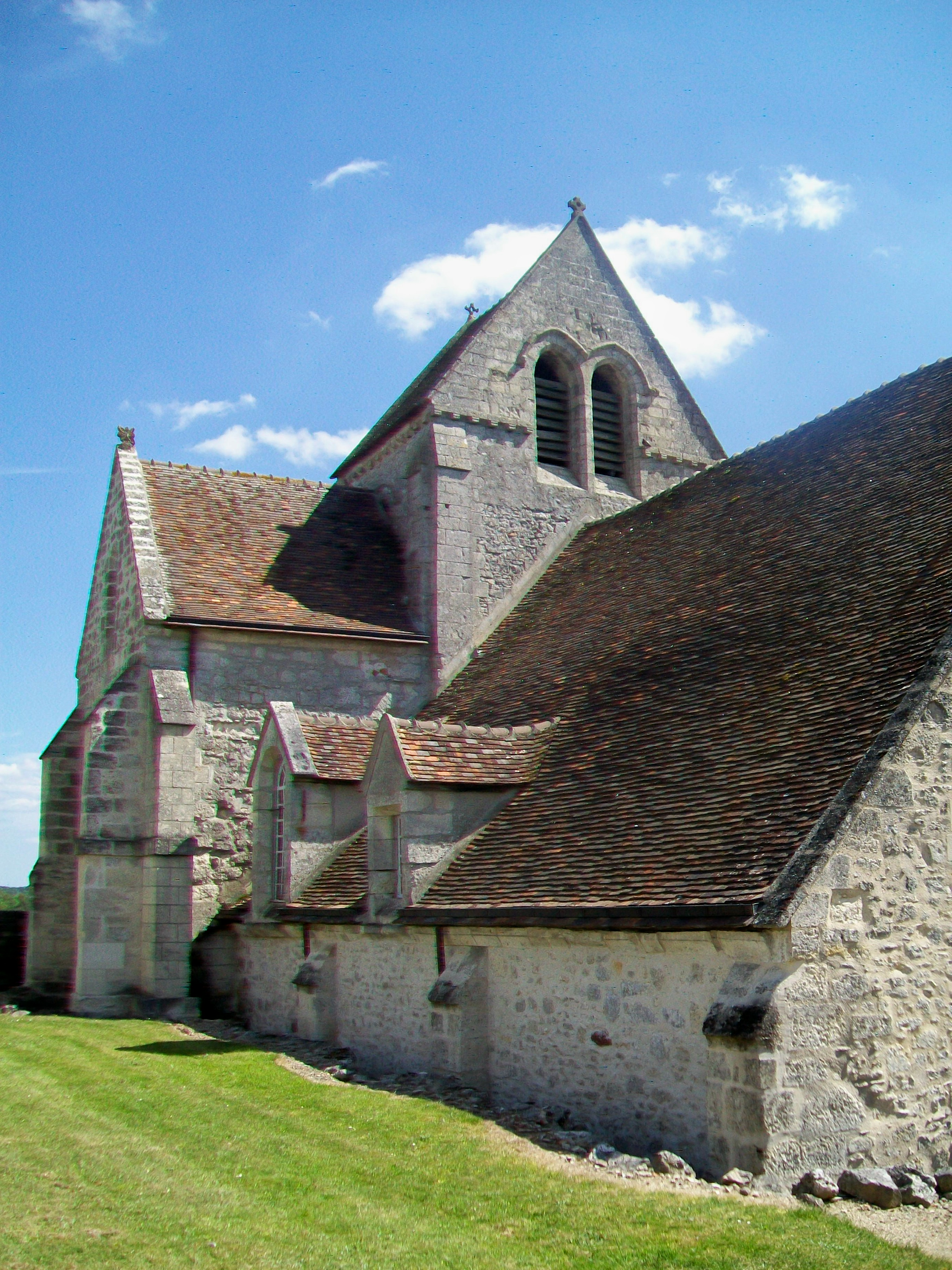
Côté nord.
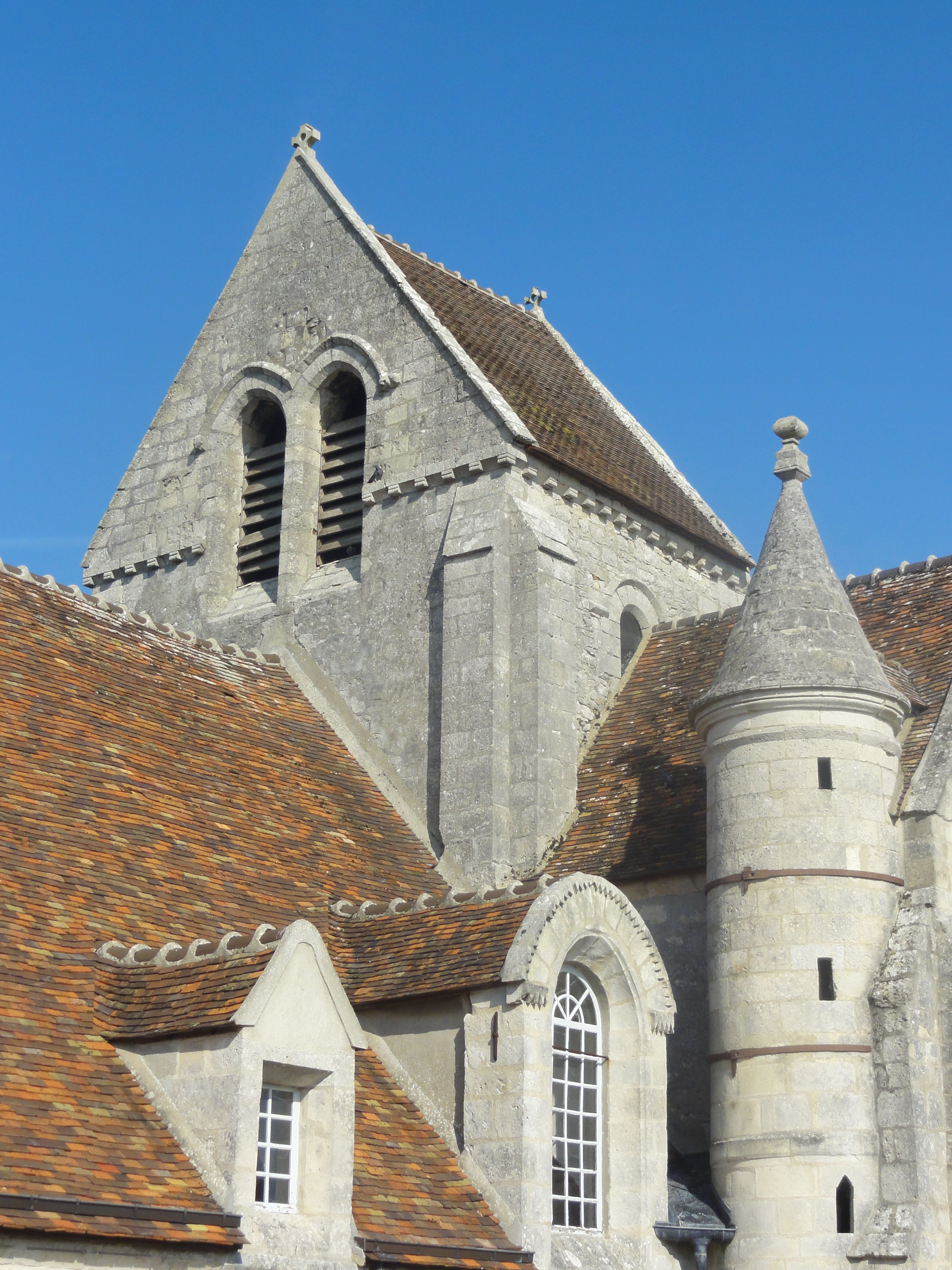
Clocher.
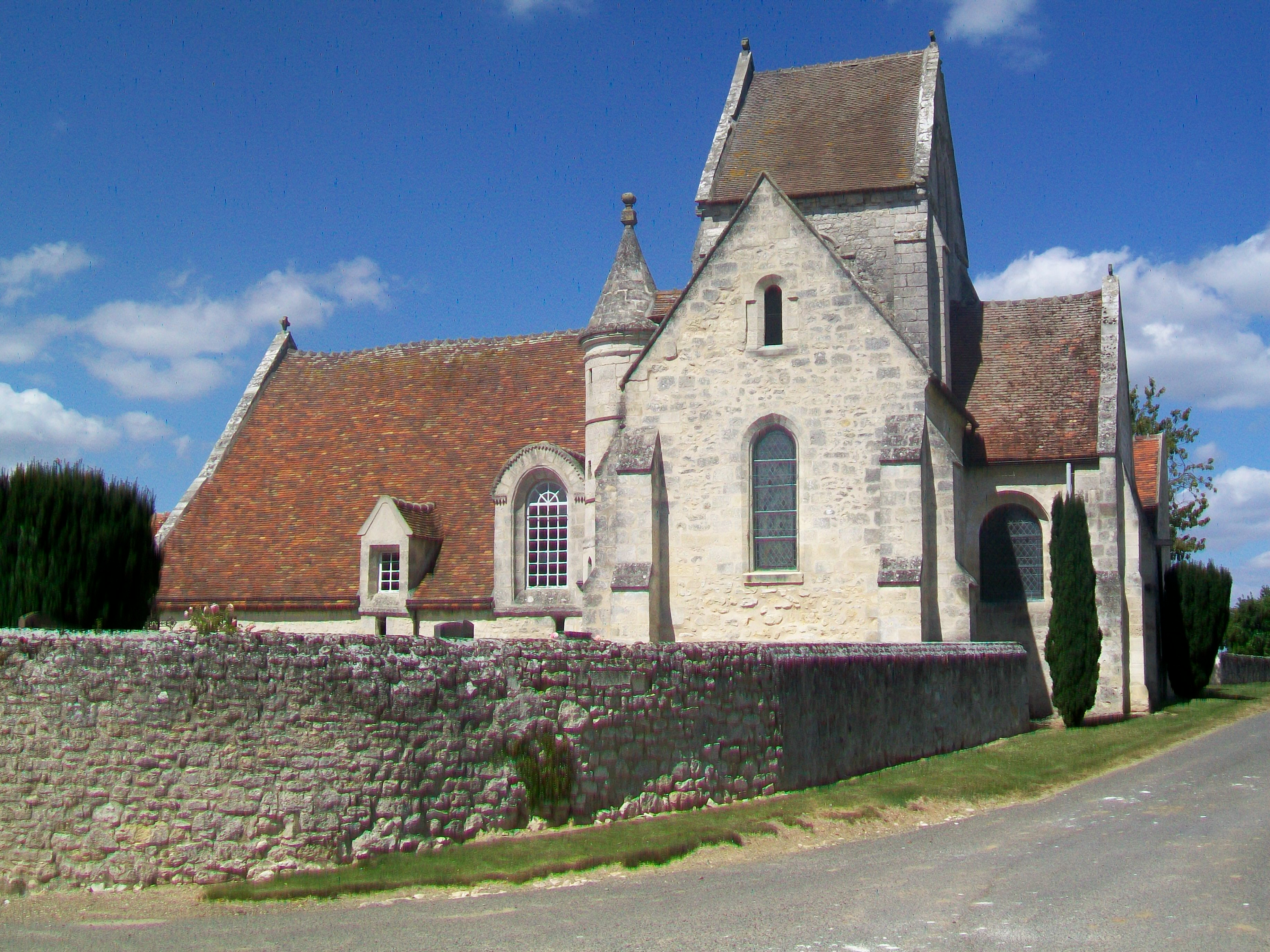
Vue depuis le sud.
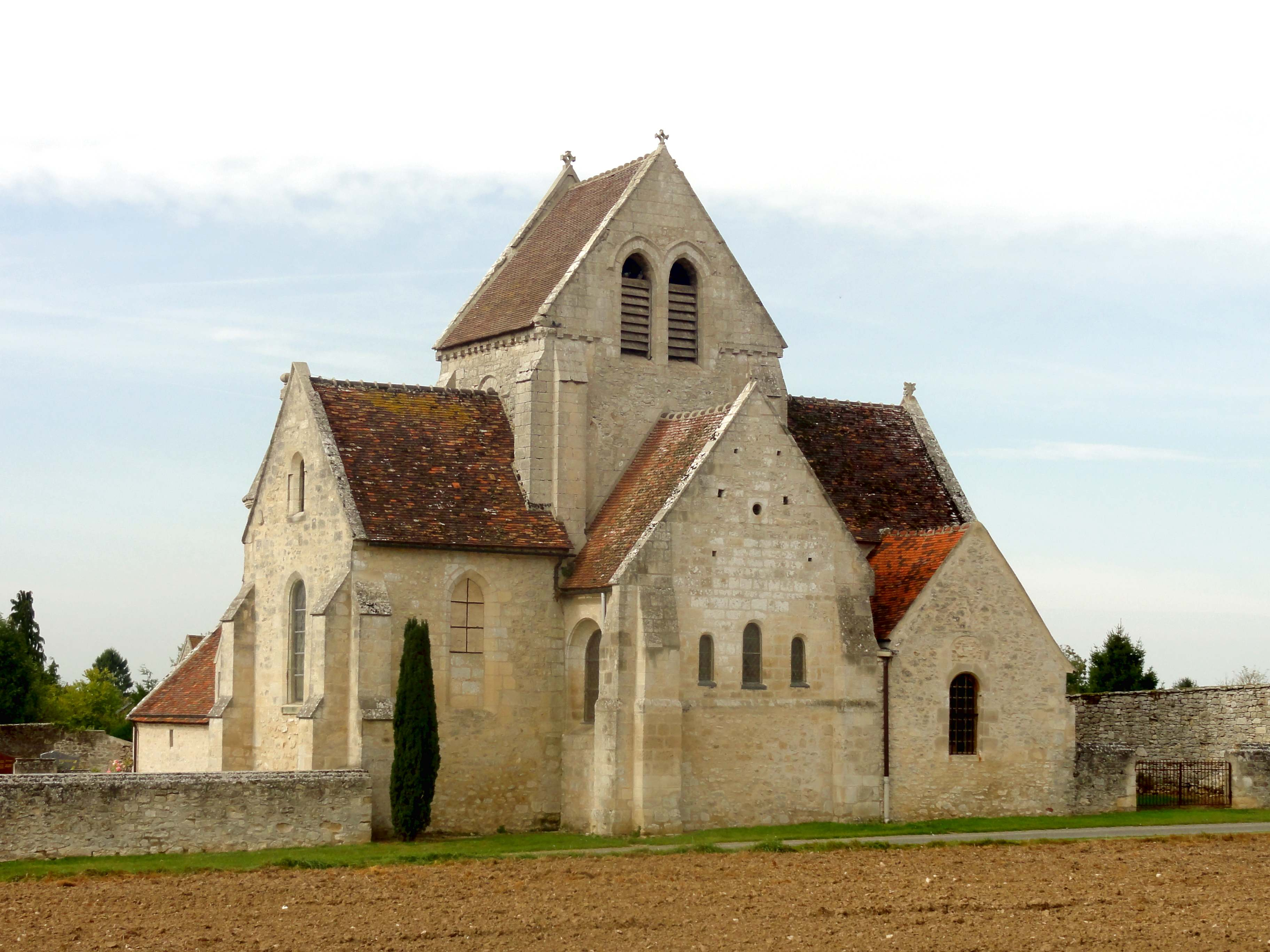
Chevet.

## Mobilier
L'église Saint-Laurent renferme trois éléments de mobilier classés monument historique au titre objet depuis 1913. Ce sont les fonts baptismaux, une Vierge à l'Enfant et la cloche en bronze. Elle date de 1682, et a une hauteur de 114 cm pour un diamètre de 113 cm. L'inscription de dédicace mentionne la famille Lancy de Raray,.
Les statues d'art populaire du style du XVIe siècle qu'abrite l'église sont des répliques, les originaux étant exposées au musée de l'Archerie et du Valois de Crépy-en-Valois. L'église possède néanmoins plusieurs autres éléments du mobilier digne d'intérêt : ce sont notamment le retable en pierre polychrome du croisillon sud ; le retable en bois du maître-autel ; une dalle funéraire à effigie gravée ; l'élégante clôture du chœur en fer forgé de 1758  ; et les six stalles du chœur complétées par deux purpitres.

### Fonts baptismaux

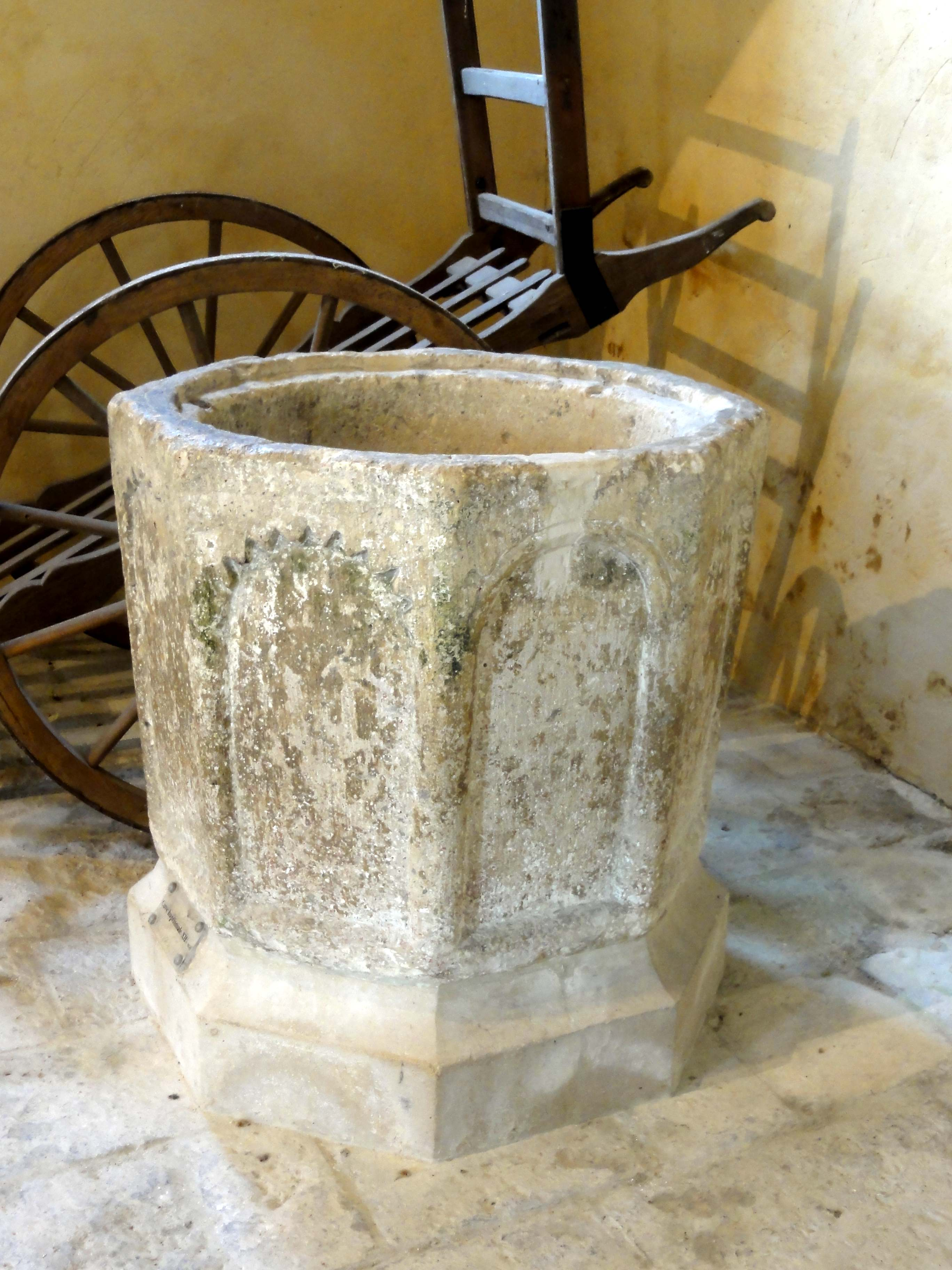
Fonts baptismaux.

Les fonts baptismaux datent du XIIe siècle, soit de la période de construction de l'église. Ils se présentent comme une cuve baptismale à infusion, qui est très haute, et taillée dans un bloc de pierre calcaire monolithique. À l'intérieur, la cuve est cylindrique ; à l'extérieur, elle est de plan octogonal (et non hexagonal, contrairement à ce qu'affirme Dominique Vermand). Chacune des faces est ornée d'une arcature plein cintre en bas-relief. Les montants sont toriques et partagés par les deux arcatures voisines. Les chapiteaux sont seulement ébauchés et à faible relief. Les arcatures sont moulurées d'une arête, ou d'une ligne brisée (frise en dents de scie). Quelques ragréages ont été faits en plâtre,. Le socle récent est exclu du classement.

### Statues
- La statue en pierre polychrome de la Vierge à l'Enfant mesure 169 cm de haut, et date du premier quart du XIVe siècle. La Vierge est sculptée en ronde-bosse, mais le revers est plat. Elle est représentée de pied, tenant l'Enfant Jésus assis sur son bras gauche, et un sceptre (qui s'est brisé) dans sa main droite. Jésus carresse la joue de sa mère, et tient un livre ouvert dans sa main gauche. La tête est couronnée et voilée, et de longs cheveux bouclés dépassent devant le voile et retombent sur les épaules. Comme la couronne, ils ont été dorés, alors que les vêtements sont peints en rouge et bleu. La couronne est en outre sertie de petites plaques en verre de couleur vert foncé. Marie est habillée d'une longue robe cintrée, et retombant en plis verticaux jusqu'aux pieds, ainsi que d'un manteau serré autour de son corps dessinant des plis larges mais peu épais. Le déhanchement est caractéristique de l'époque, mais la posture est un peu raide. Ses pieds semblent s'écraser sur le socle, et l'Enfant est assez grossièrement sculpté. En somme, c'est une œuvre médiocre, mais non dénuée d'un certain raffinement[23],[21].
- Une statuette en pierre polychrome d'une sainte martyre date du XVe siècle, et a été confiée au musée de Crépy-en-Valois. La sainte est couronnée, et porte un livre fermé dans la main gauche, et une épée dans la main droite. La réplique de cette statue occupe une petite niche dans le mur septentrional du croisillon nord.
- Les deux statues de saint Denis céphalophore sont des moulages de la statue en pierre polychrome du XVIe siècle, qui a rejoint les collections du musée de Crépy-en-Valois. Les répliques ont été peintes et vieillies sans trop d'égards pour les détails. La photo ci-dessous montre l'original.
- La statue de saint Laurent est un moulage de la statue en pierre polychrome du XVIIIe siècle[24], qui est également exposée au musée de Crépy-en-Valois. La position du gril diffère toutefois ; c'est l'instrument du martyr du saint patron de l'église, et en même temps son principal attribut. L'autre attribut est le livre ouvert, dans lequel il lit. La photo ci-dessous montre l'original.
- L'élément d'un bâton de procession, un dais architecturé reposant sur des colonnettes et abritant une statuette de saint Laurent, est en bois polychrome partiellement doré, et daterait du XVIIIe siècle. Le style néo-gothique du dais paraît difficilement compatible avec la datation. L'œuvre est exposée au musée de l'Archerie et du Valois.

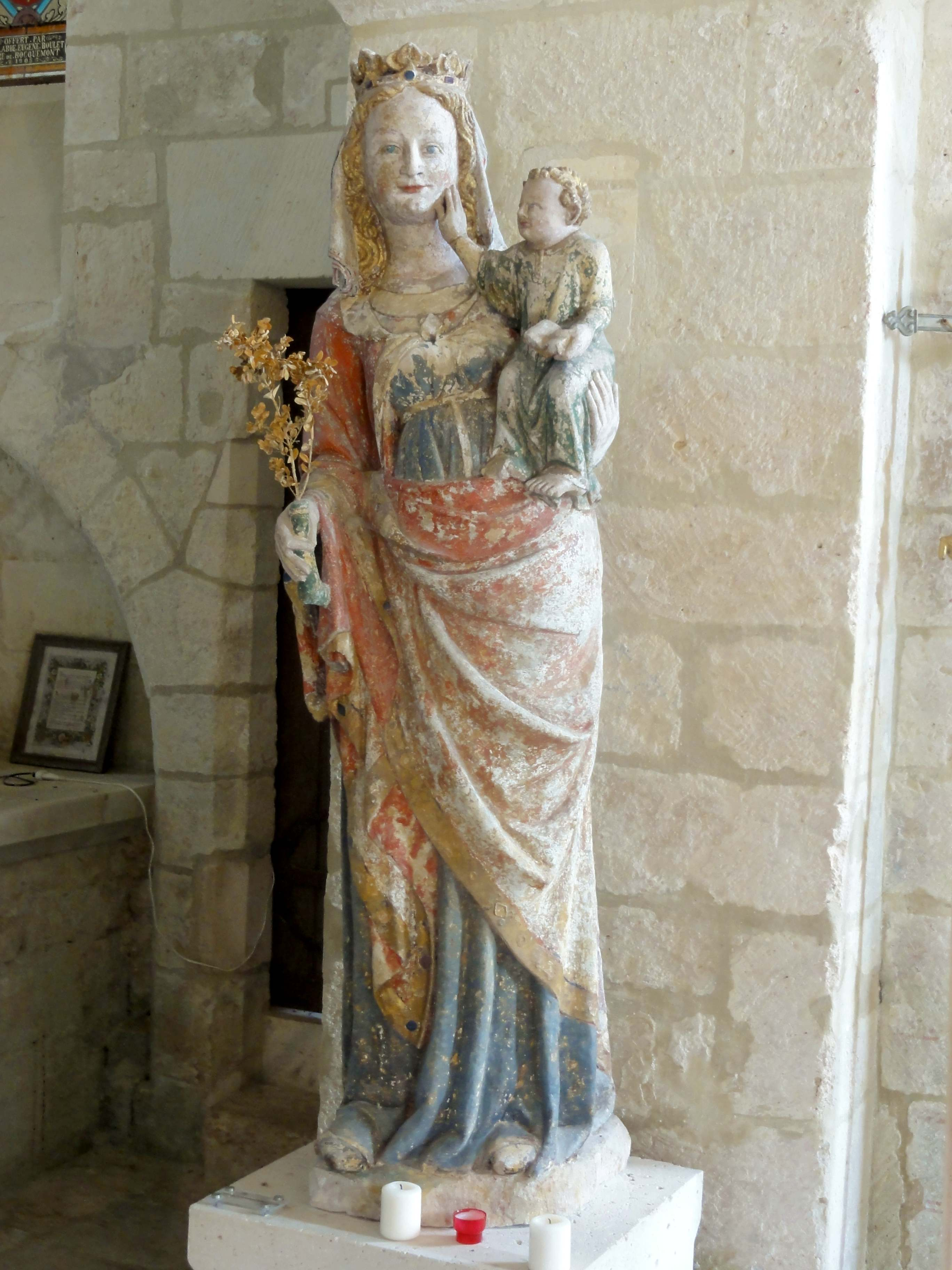
Vierge à l'Enfant.
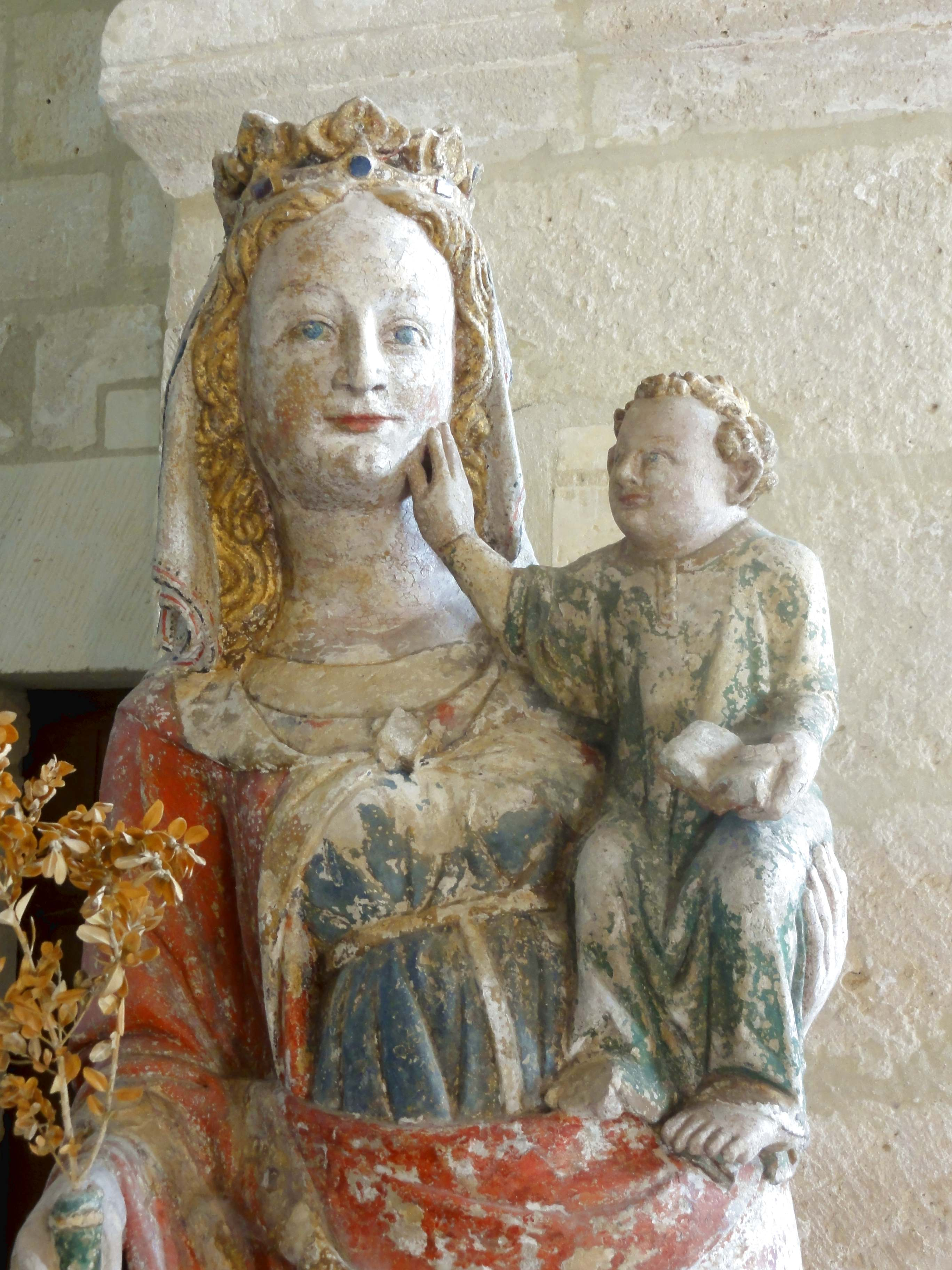
Vierge à l'Enfant, détail.
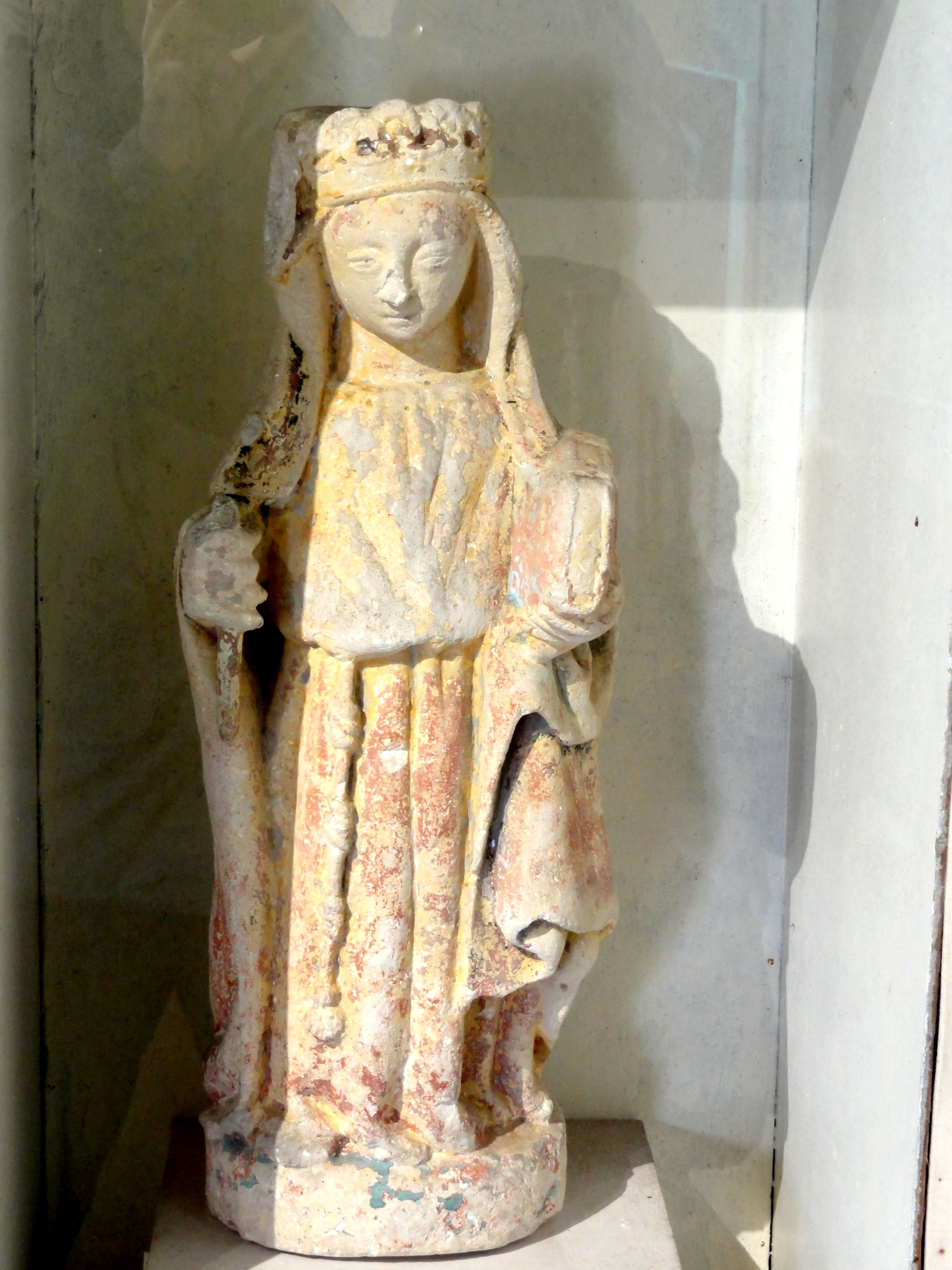
Sainte martyre.
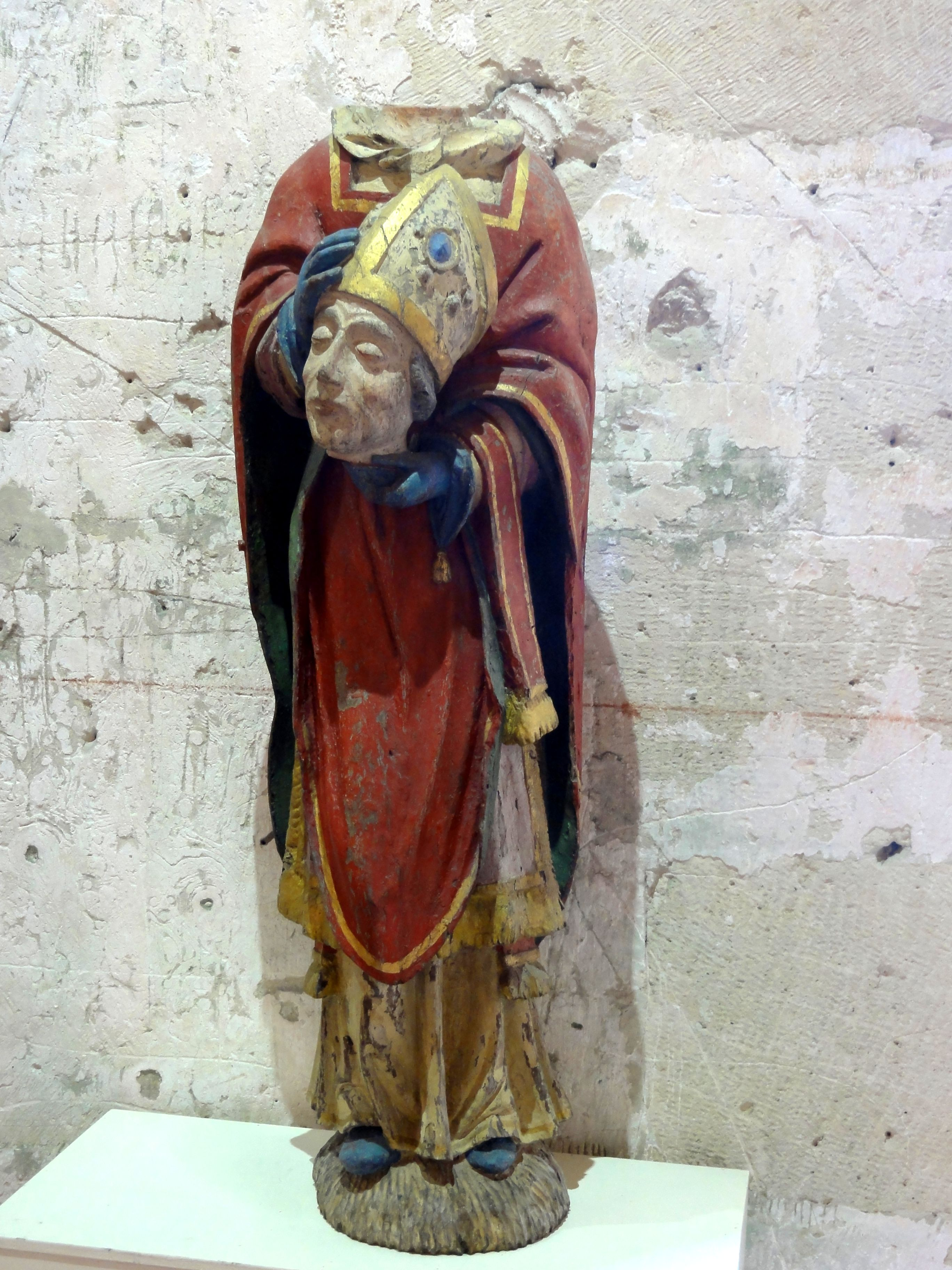
Saint Denis.
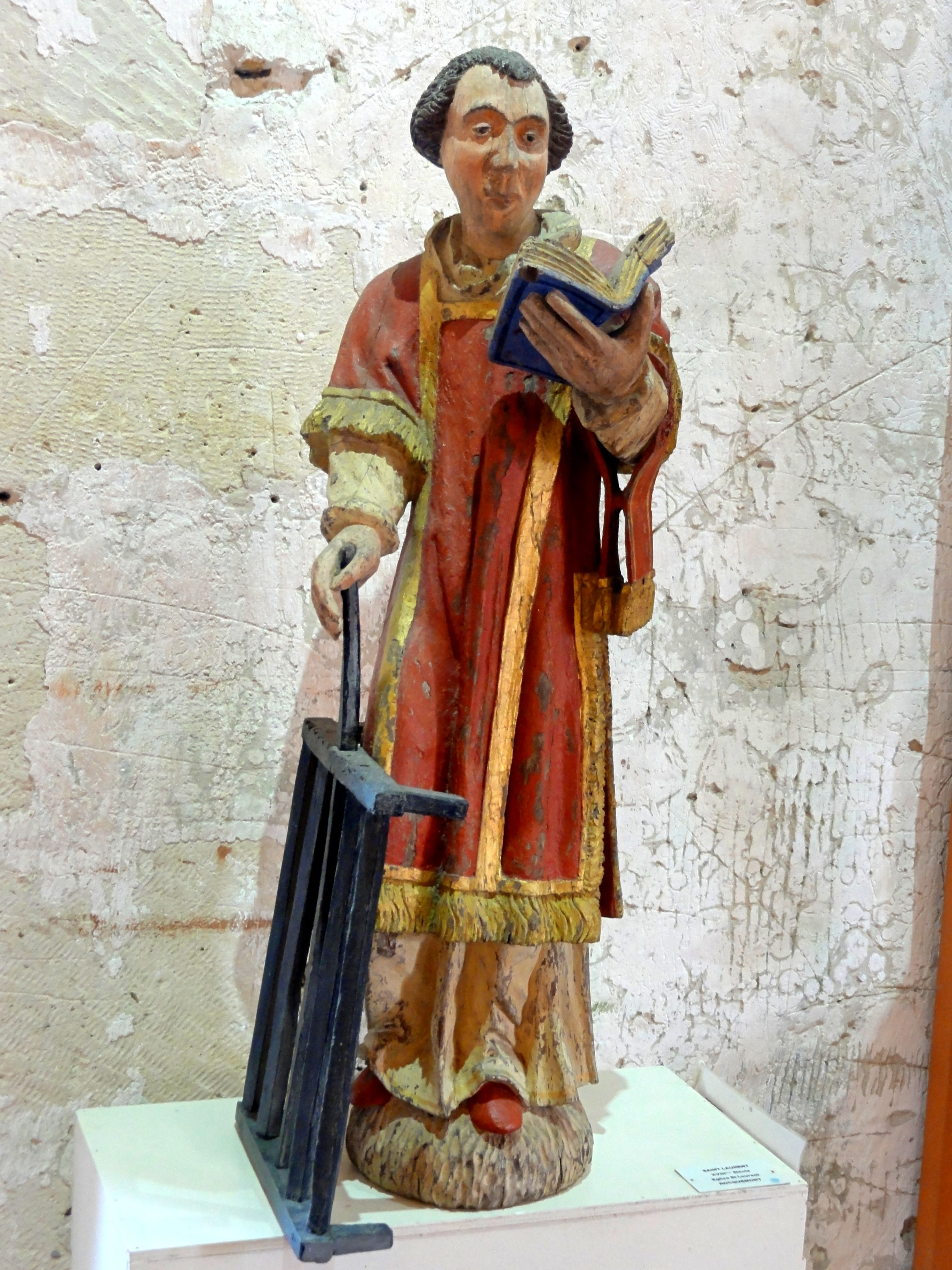
Saint Laurent.
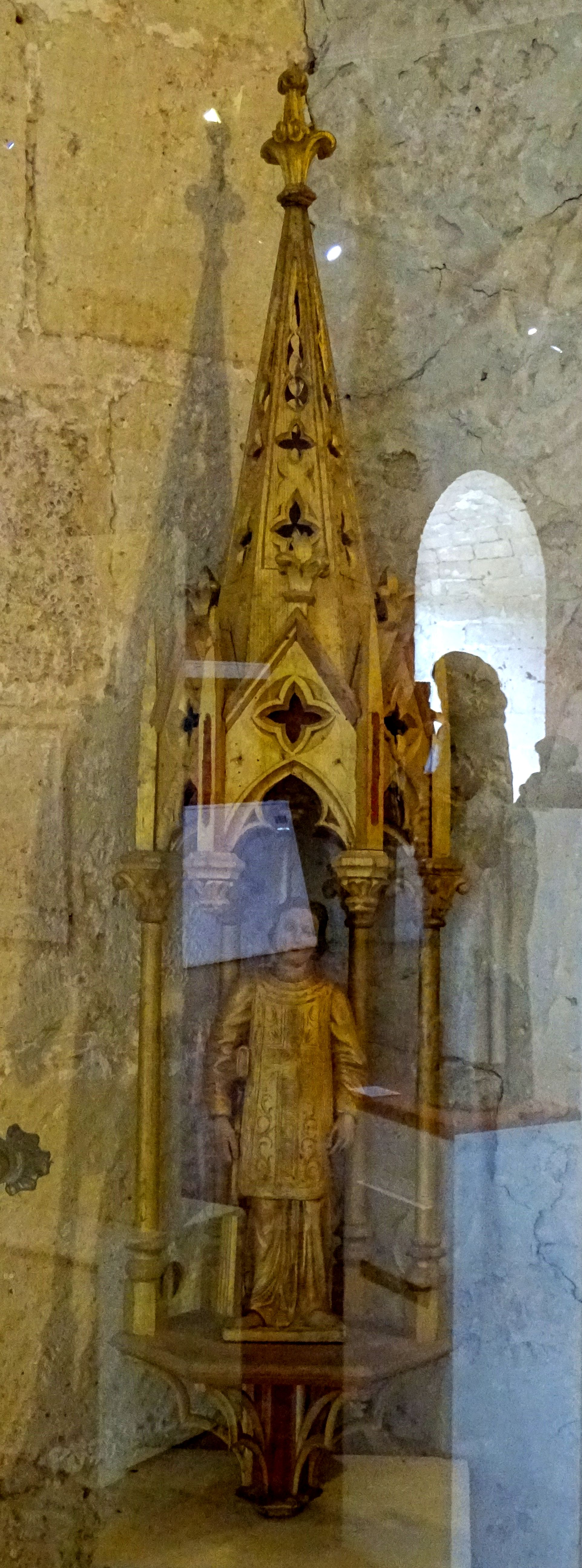
Bâton de procession - saint Laurent.

### Retables

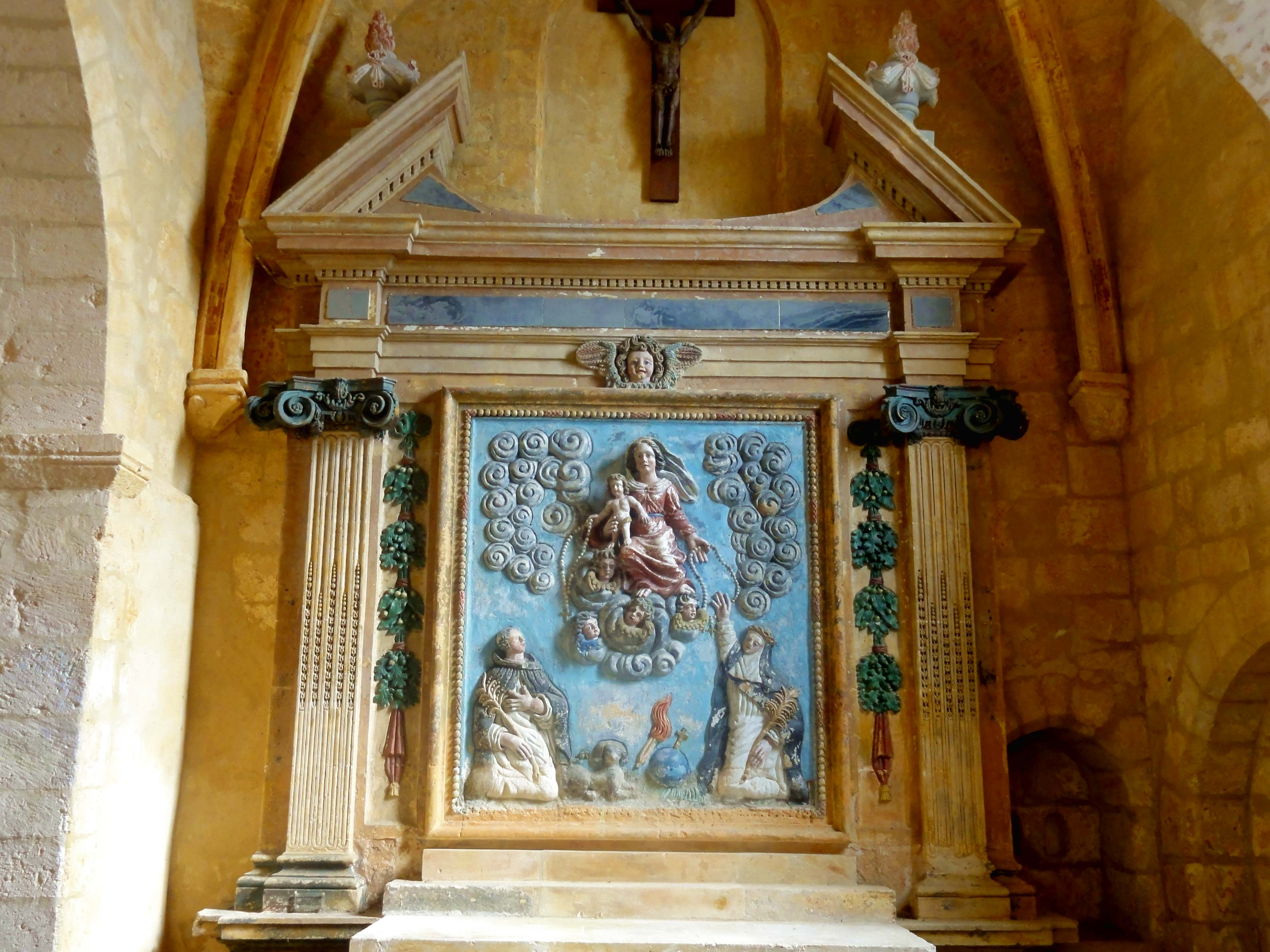
Retable en pierre.

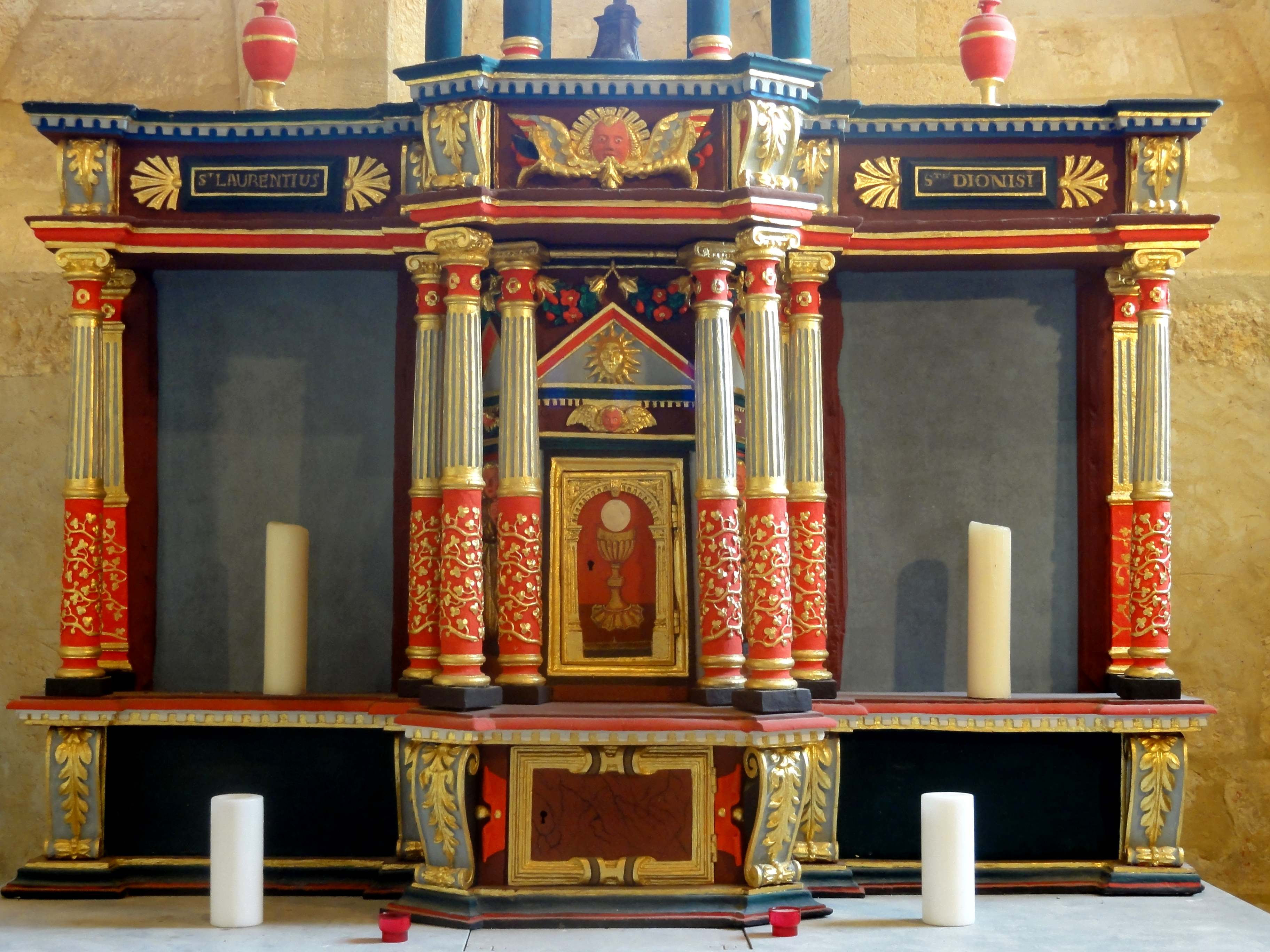
Tabernacle du maître autel.

Le retable en pierre du croisillon nord présente un décor architecturé d'ordre corinthien et date du début du XVIIe siècle. L'autel en pierre, d'une facture très simple, est flanqué des socles de deux pilastres, qui quant à eux encadrent le tableau d'autel sculpté en bas-relief. Les pilastres sont cannelés et portent des chapiteaux corinthiens. Sur leurs tailloirs, repose un entablement complet avec corniche de denticules. La métope est aniconique ; en revanche, une tête d'ange à l'expression douce et aimable se profile devant l'architrave. Le style baroque se traduit également à travers les chutes de guirlandes qui accompagnent les pilastres ; les guirlandes sont composées de bouquets de feuilles de chêne et de feuilles de laurier avec leurs fruits. Un fronton triangulaire brisé complète l'ensemble. Sa forme s'adapte à la fenêtre qui surmonte le retable et évite de l'obstruer, mais elle a néanmoins été bouchée, et sert de cadre à un Christ en croix en bois. Les deux rampants du fronton sont couronnés de pots-à-feu. Pour venir au bas-relief de retable, il illustre l'épisode de la réception du saint rosaire par Dominique de Guzmán et sa mère sainte Jeanne d'Aza, des mains de la Vierge à l'Enfant qui surgit des nuages au-dessus de quatre têtes de chérubins. Le traitement des nuages comme spirales confère au tableau une note insolite, d'autant plus qu'ils représentent un quart de sa superficie. En bas entre les deux saints, le chien et le flambeau sont une référence au songe que fit sainte Jeanne d'Aza lorsqu'elle fut enceinte de son fils : elle vit un chien s'échapper de son sein, portant une torche enflammée dans son museau, partant pour courir embraser le monde. Ce aurait été un présage du destin extraordinaire qu'allait connaître son fils. Les deux saints portent l'habit de l'ordre dominicain et la palme du martyr. Lors d'une récente restauration, la polychromie d'origine a été ravivée.
Le retable en bois du maître autel date également du XVIIe siècle. Il a été remplacé par un autel et un retable néogothiques au XIXe siècle, et relégué au croisillon nord, où il s'est lentement dégradé. À la fin du XXe siècle, le retable baroque a été restauré, et en 2000, il a retrouvé son emplacement d'origine. Pour le recevoir, un autel-tombeau galbé qui imite le style du XVIIe siècle a dû être installé préalablement devant le mur du chevet. Il est en pierre, et d'une facture très simple. L'autel et le retable néogothiques ont été enlevés de l'église. Leurs statuettes, en partie mutilées, sont aujourd'hui exposées dans la niche au nord de l'abside. D'une facture très différente de celle de son homologue du croisillon sud, le retable majeur frappe par ses couleurs très vives et inhabituelles : rouge foncé, bleu foncé, marron, noir, mais aussi argent et or. Le retable se compose d'un édicule d'ordre ionique, dont le corps central en saillie abrite le tabernacle, et d'un dais au-dessus du tabernacle. Il est coiffé d'un dôme recouvert d'écailles, et couronné d'une statuette du Christ ressuscité. Le dais lui-même abrite une croix d'autel. De part et d'autre du tabernacle, des emplacements rectangulaires devaient accueillir des bas-reliefs, qui devaient représenter saint Laurent et saint Denis, selon les inscriptions portées sur les métopes au-dessus.

### Dalles funéraires
La dalle funéraire à effigie gravée qui a été redressée contre le mur du bas-côté nord est celle de messire Hierosme (Jérôme) Carrier, curé de la paroisse, qui est mort le dimanche 19 septembre 1619, dans sa quarante-troisième année. Elle représente l'abbé de pied, en habits sacerdotaux, entre deux pilastres et sous une arcade en plein cintre. La brève inscription est portée sur la bordure.
L'autre plaque funéraire conservée en l'église est une plaque de fondation en ardoise, qui appartient également à un ancien curé de Rocquemont. Il s'agit de l'abbé Gaspard Geslin, qui a été à la tête de la paroisse pendant vingt-huit ans, et qui est mort le 23 juin 1713 à l'âge de soixante-quatorze ans. Par son testament, il lègue à la fabrique la somme de 180 livres, qui ont été employés pour l'achat d'une croix en argent, des ornements liturgiques, et extensions ou réparations du presbytère et de son enclos. Ses successeurs s'engagent en contrepartie de dire deux messes basses par an pour le repos de son âme, l'une le jour de son décès, l'autre le jour de la Sainte-Geneviève. Comme unique décor, la plaque arbore une tête de mort ; sinon, elle est entièrement recouverte d'une longue inscription. — Le 17 janvier 2004, la sépulture de l'abbé Geslin a été retrouvé à 115 cm en dessous du sol. Il a été enterré le regard tourné vers l'ouest (face à ses ouailles), comme généralement les curés. Du cercueil en bois, ne restaient guère plus que les clous, et du linceul, que les épingles, dont deux en métal argenté. Un liard de Louis XIV frappé à Rouen a été découvert dans la terre recouvrant le cercueil.

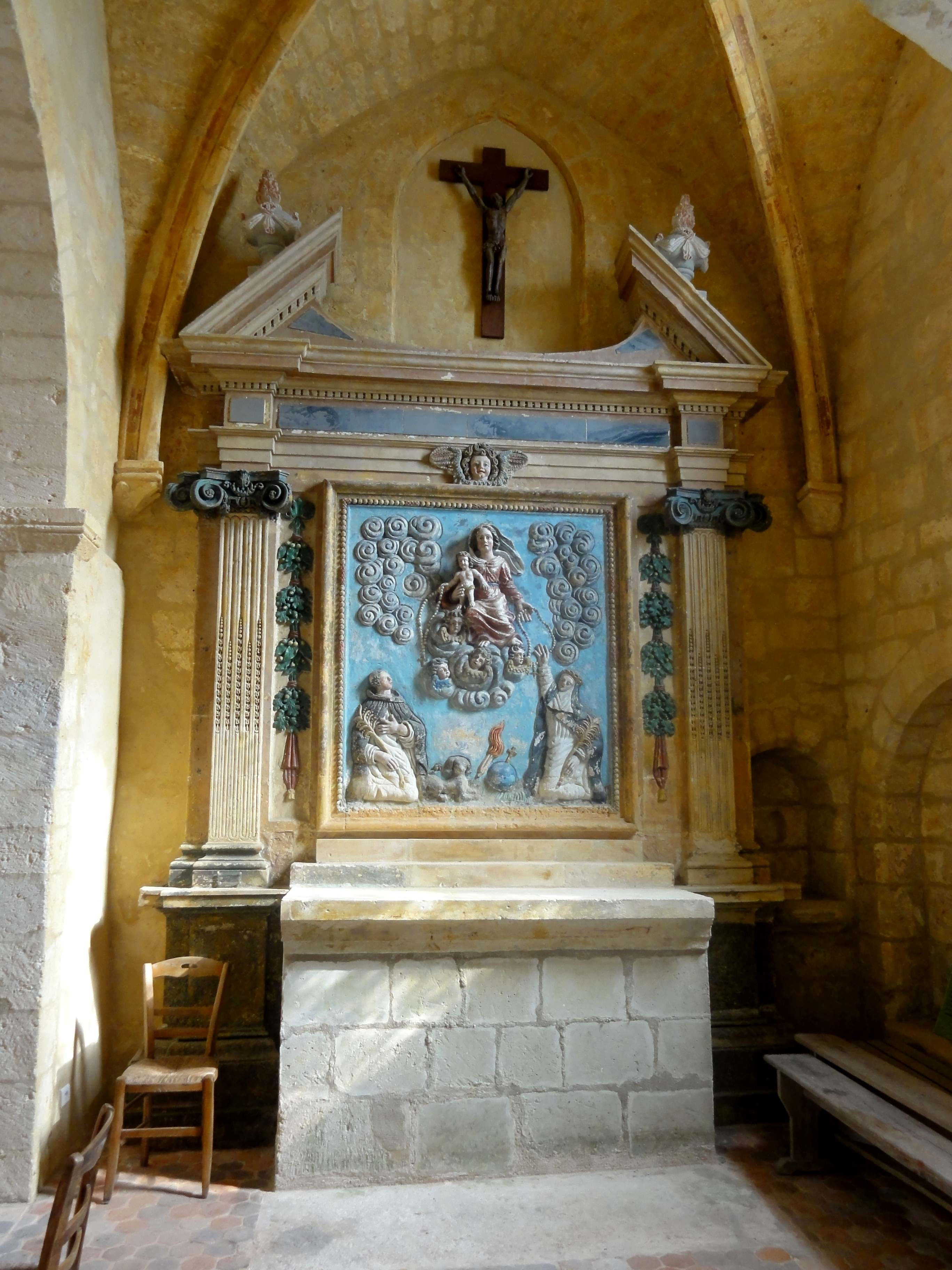
Retable en pierre du croisillon sud.
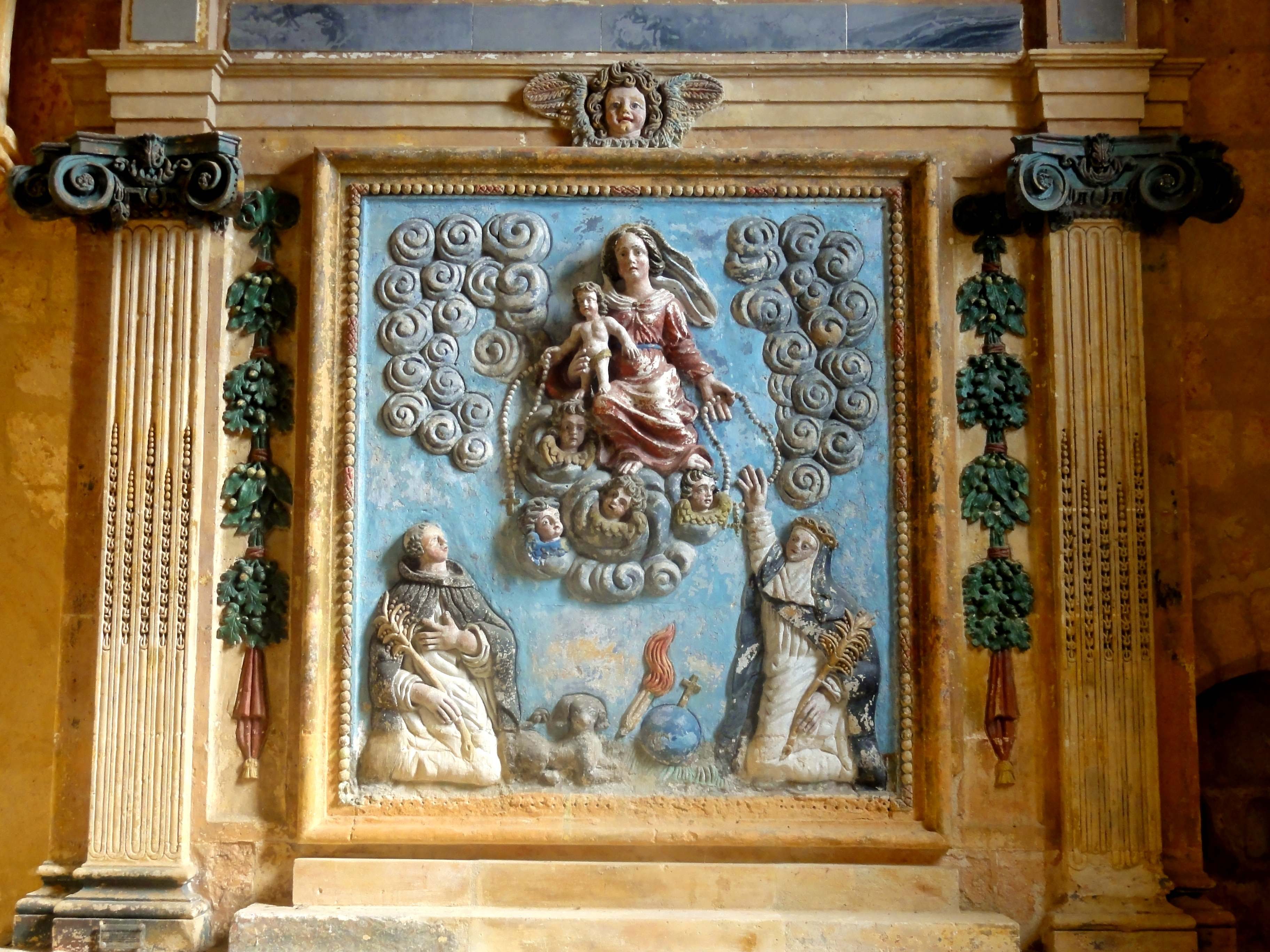
Vue rapprochée du bas-relief.
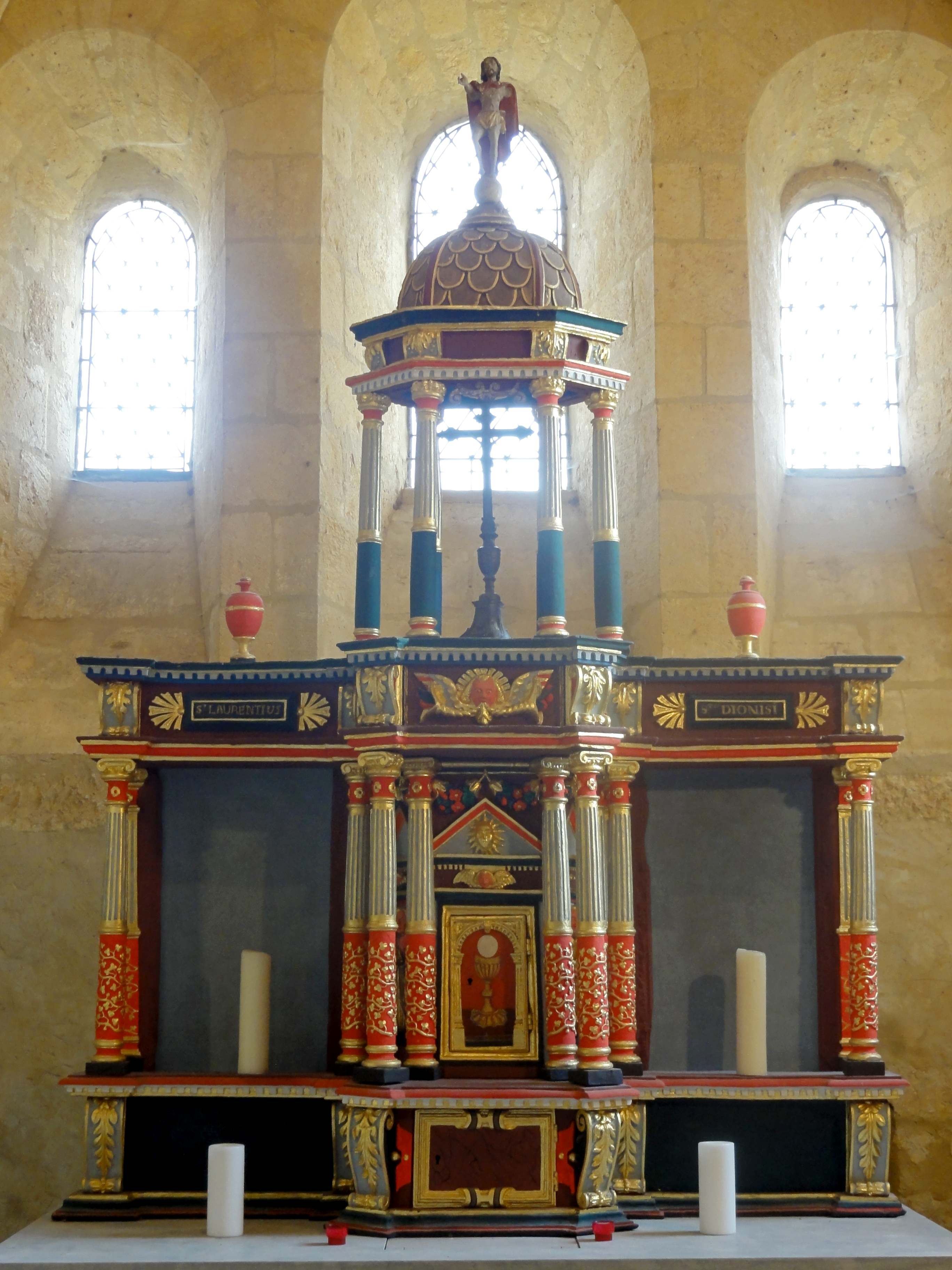
Retable en bois du maître-autel.
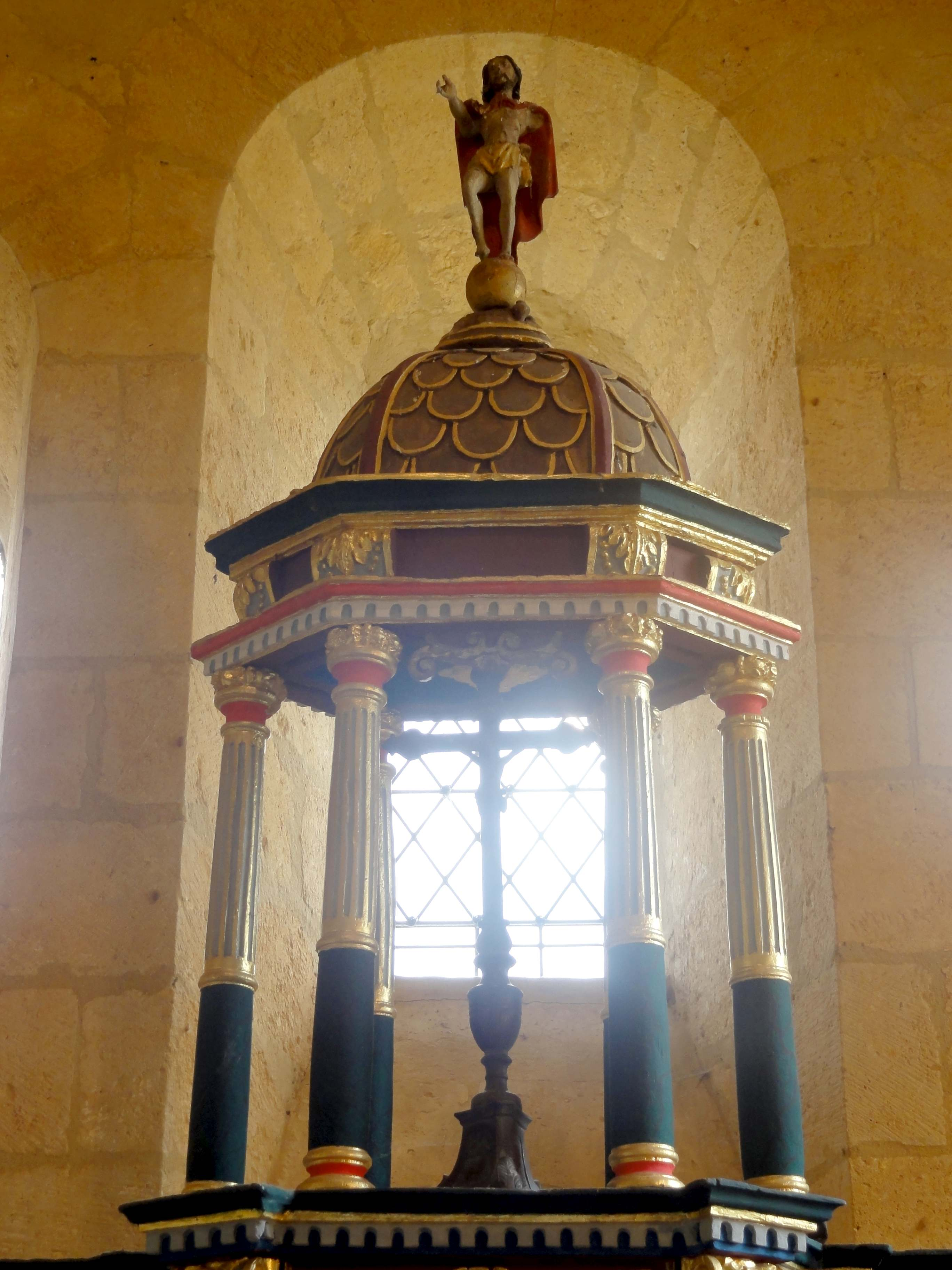
Vue rapprochée du dais avec la croix d'autel.
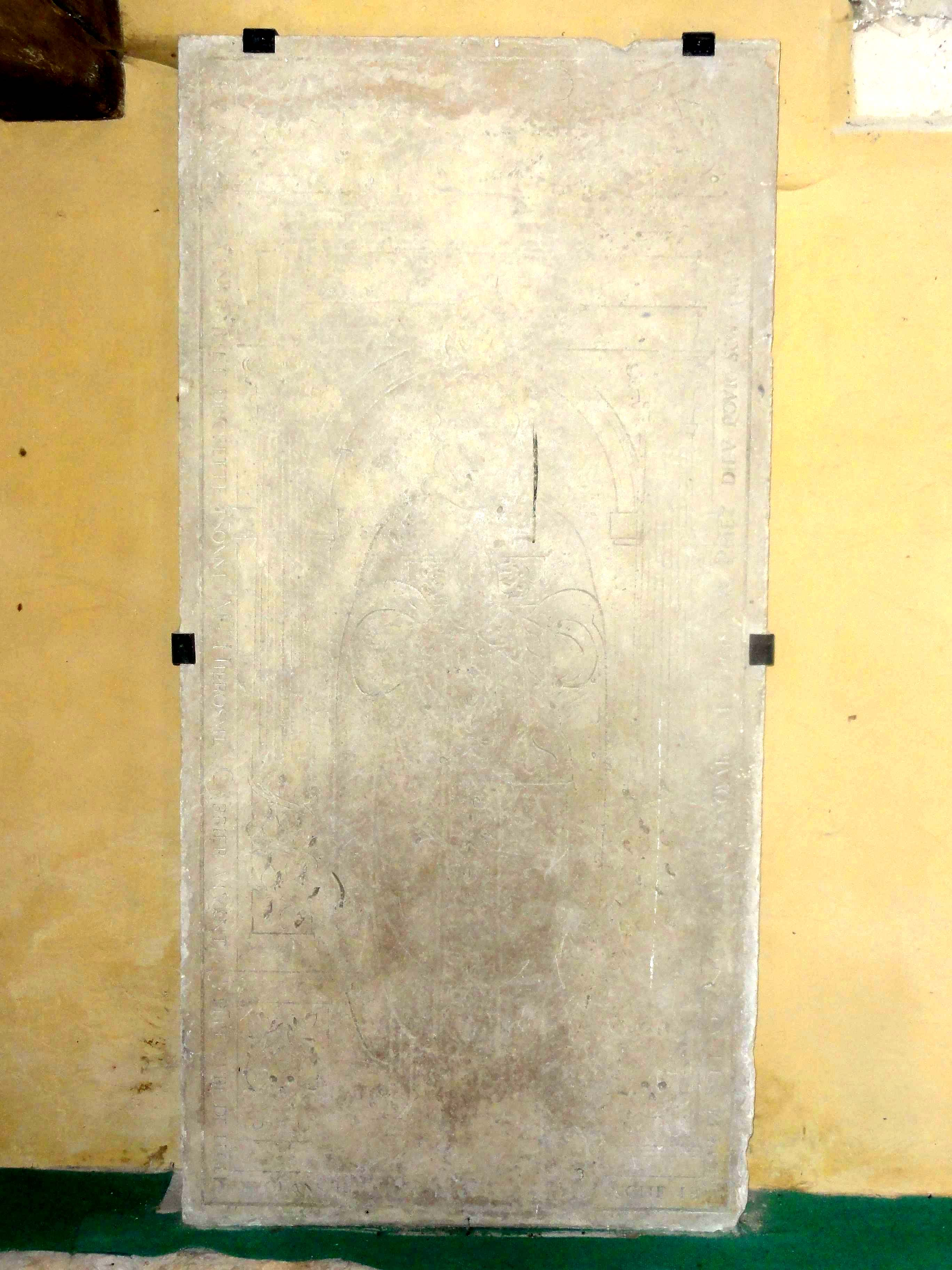
Dalle funéraire à effigie gravée de Jérôme Carrier.
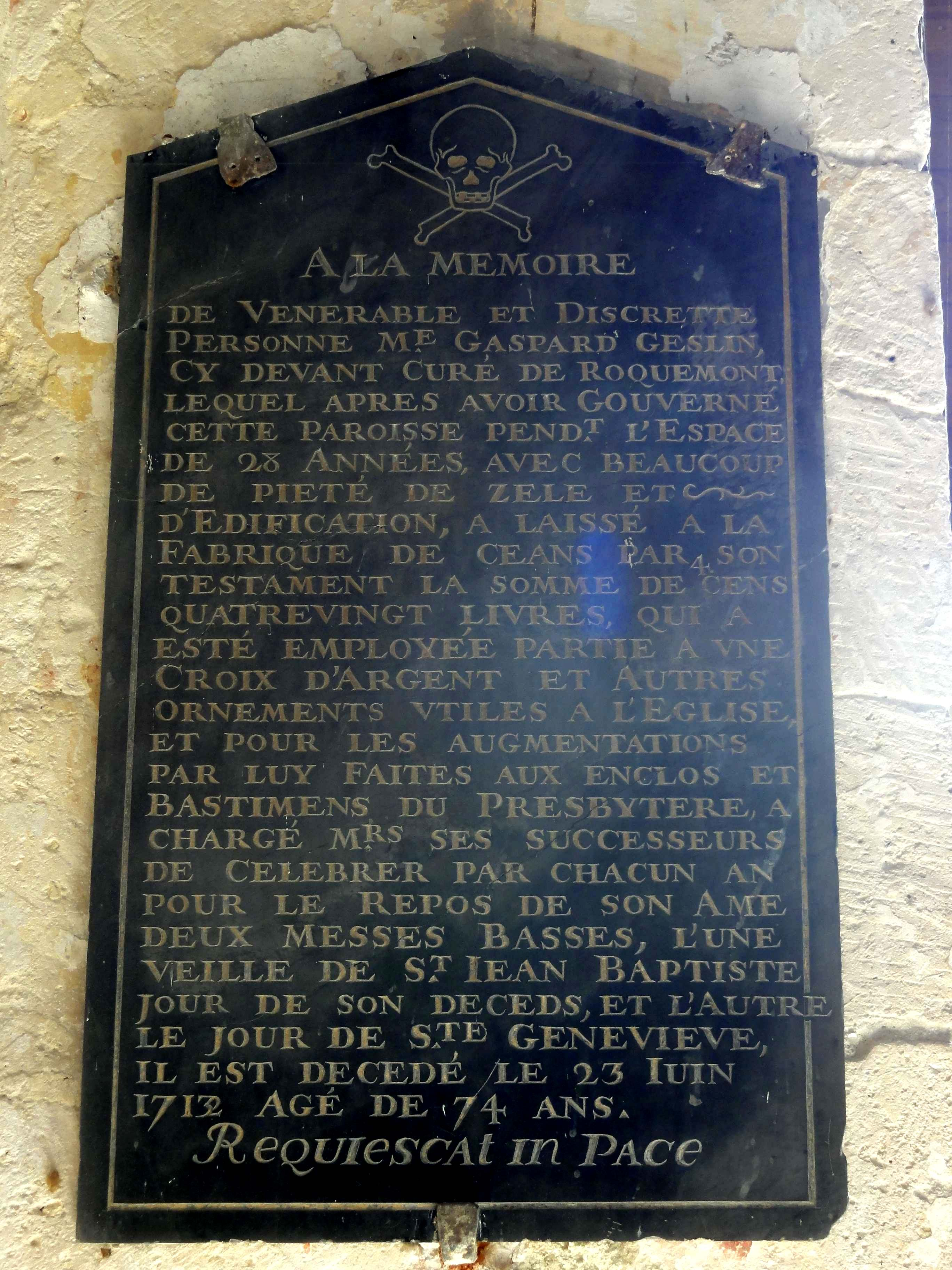
Plaque de fondation de Me Gaspard Geslin.